# Casa Targaryen
(Motto della Casa Targaryen)
La Casa Targaryen è una casata nobiliare, divenuta reale, facente parte del mondo della saga fantasy Cronache del ghiaccio e del fuoco di George R. R. Martin.
I Targaryen, noti per essere l'ultima famiglia al mondo in grado di cavalcare i draghi, hanno regnato come Casa sovrana di Westeros per quasi trecento anni dalla capitale, Approdo del Re, e dalla fortezza sull'isola di Roccia del Drago.
Il loro stemma è un drago a tre teste di colore rosso in campo nero; che rappresenta simbolicamente Aegon I e le sue due sorelle-mogli, i quali furono i conquistatori di Westeros. Il loro motto è "Fuoco e Sangue".

## Storia, caratteristiche e usi
I Targaryen non sono originari del continente di Westeros, ma sono l'ultima famiglia di signori dei Draghi dell'antico Impero di Valyria, situato sul continente orientale. Prima del Disastro di Valyria, un cataclisma che distrusse l'antica civiltà, i Targaryen partirono alla volta di un'isola sulla costa orientale di Westeros presso la quale si trovava l'avamposto più occidentale dell'Impero: Roccia del Drago. Qui si convertirono alla religione dei Sette Dèi degli Andali, la religione dominante su Westeros in quel periodo, abbandonando la religione valyriana. Un secolo dopo il cataclisma, Aegon I detto il Conquistatore incominciò la sua conquista del continente, approdando con il suo esercito e i suoi draghi presso il luogo dove sarebbe sorta la città Approdo del Re. Sei dei Sette Regni si piegarono dinanzi a lui.
Unici tra le famiglie nobili di Westeros, i Targaryen seguono la pratica valyriana del matrimonio incestuoso, in cui fratello e sorella si sposano. L'espressione "sangue del drago" si riferisce a varie caratteristiche tipiche dei Targaryen: capelli argentei con sfumature dorate e intensi occhi viola.
I Targaryen sono noti come signori dei draghi e sembrano essere gli unici in grado di legarsi a loro, riuscendo così a cavalcarli. Aegon I introdusse i draghi a Westeros, quando lo conquistò e i Targaryen continuarono a mantenere e cavalcare dei draghi, finché l'ultimo non morì durante il regno di Aegon III, detto Rovina dei Draghi.
Probabilmente a causa delle loro pratiche incestuose, i Targaryen sono frequentemente soggetti a malattie mentali: re Jaehaerys II disse che con la nascita di un Targaryen gli dei lanciavano una moneta per decidere se il bambino sarebbe diventato un grande oppure un folle.

### Roccia del Drago
Roccia del Drago è un'isola facente parte di un arcipelago nel Mare Stretto, vicino alla costa di Westeros. In passato, essa era l'avamposto più occidentale dell'Impero Valyriano. Per due secoli l'isola è stata la sede della Casa Targaryen, durante i quali il lord di Casa Targaryen ha preso il nome di Lord di Roccia del Drago. Dopo le guerre di conquista la famiglia si stabilì ad Approdo del re, città fondata da Aegon I nel luogo dove lui sbarcò all'inizio della sua campagna. A seguito della conquista il "Principe di Roccia del Drago" è il titolo assegnato all'erede al trono, che spesso sceglie di risiedere a Roccia del Drago. Sulla vicina isola di Driftmark, Casa Velaryon è un'altra delle nobili famiglie valyriane che è sopravvissuta al Disastro.
L'isola è dominata da una possente fortezza, dalle torri scolpite in forma di drago e decorata con migliaia di doccioni. È presente un vulcano attivo, il Monte del Drago. Sotto la montagna ci sono ricchi depositi di ossidiana.
Casate fedeli alla Roccia del Drago
- Casa Celtigars dell'Isola della Chela
- Casa Bar Emmon di Sharp Point
- Casa Sunglass di Sweetport Sound
- Casa Velaryon dell'isola di Driftmark

### Albero genealogico
|                  |                  |                  |                  |                  |                  |  |  |                   |                   |                   |                   |                   |                   |  |  |                     |                     |                     |                     |                     |                     |  |  |                             |                             |                             |                             |                             |                             |  |  |       |       |       |       |       |       |  |  |             |             |             |             |             |             |  |  |                            |                            |                            |                            |                            |                            |  |  |                             |                             |                             |                             |                             |                             |  |  | Aenar             |                   |                   |                   |                   |                   |  |  |                  |                  |                  |                  |                  |                  |  |  |                   |                   |                   |                   |                   |                   |  |  |                      |                      |                      |                      |                      |                      |  |  |                     |                     |                     |                     |                     |                     |  |  |                              |                              |                              |                              |                              |                              |  |  |                      |                      |                      |                      |                      |                      |  |  |          |          |          |          |          |          |  |  |                   |                   |                   |                   |                   |                   |  |  |  |  |  |  |  |  |  |  |  |  |  |  |  |  |  |  |  |  |  |  |  |  |  |  |  |  |  |  |  |  |  |  |  |  |  |  |  |  |  |  |  |  |  |  |  |  |  |  |  |  |  |  |  |  |  |  |  |  |
|                  |                  |                  |                  |                  |                  |  |  |                   |                   |                   |                   |                   |                   |  |  |                     |                     |                     |                     |                     |                     |  |  |                             |                             |                             |                             |                             |                             |  |  |       |       |       |       |       |       |  |  |             |             |             |             |             |             |  |  |                            |                            |                            |                            |                            |                            |  |  |                             |                             |                             |                             |                             |                             |  |  |                   |                   |                   |                   |                   |                   |  |  |                  |                  |                  |                  |                  |                  |  |  |                   |                   |                   |                   |                   |                   |  |  |                      |                      |                      |                      |                      |                      |  |  |                     |                     |                     |                     |                     |                     |  |  |                              |                              |                              |                              |                              |                              |  |  |                      |                      |                      |                      |                      |                      |  |  |          |          |          |          |          |          |  |  |                   |                   |                   |                   |                   |                   |  |  |  |  |  |  |  |  |  |  |  |  |  |  |  |  |  |  |  |  |  |  |  |  |  |  |  |  |  |  |  |  |  |  |  |  |  |  |  |  |  |  |  |  |  |  |  |  |  |  |  |  |  |  |  |  |  |  |  |  |
|                  |                  |                  |                  |                  |                  |  |  |                   |                   |                   |                   |                   |                   |  |  |                     |                     |                     |                     |                     |                     |  |  |                             |                             |                             |                             |                             |                             |  |  |       |       |       |       |       |       |  |  |             |             |             |             |             |             |  |  |                            |                            |                            |                            |                            |                            |  |  |                             |                             |                             |                             |                             |                             |  |  |                   |                   |                   |                   |                   |                   |  |  |                  |                  |                  |                  |                  |                  |  |  |                   |                   |                   |                   |                   |                   |  |  |                      |                      |                      |                      |                      |                      |  |  |                     |                     |                     |                     |                     |                     |  |  |                              |                              |                              |                              |                              |                              |  |  |                      |                      |                      |                      |                      |                      |  |  |          |          |          |          |          |          |  |  |                   |                   |                   |                   |                   |                   |  |  |  |  |  |  |  |  |  |  |  |  |  |  |  |  |  |  |  |  |  |  |  |  |  |  |  |  |  |  |  |  |  |  |  |  |  |  |  |  |  |  |  |  |  |  |  |  |  |  |  |  |  |  |  |  |  |  |  |  |
|                  |                  |                  |                  |                  |                  |  |  |                   |                   |                   |                   |                   |                   |  |  |                     |                     |                     |                     |                     |                     |  |  |                             |                             |                             |                             |                             |                             |  |  |       |       |       |       |       |       |  |  |             |             |             |             |             |             |  |  |                            |                            |                            |                            |                            |                            |  |  | Gaemon                      | Gaemon                      | Gaemon                      | Gaemon                      | Gaemon                      | Gaemon                      |  |  |                   |                   |                   |                   |                   |                   |  |  | Daenys           | Daenys           | Daenys           | Daenys           | Daenys           | Daenys           |  |  |                   |                   |                   |                   |                   |                   |  |  |                      |                      |                      |                      |                      |                      |  |  |                     |                     |                     |                     |                     |                     |  |  |                              |                              |                              |                              |                              |                              |  |  |                      |                      |                      |                      |                      |                      |  |  |          |          |          |          |          |          |  |  |                   |                   |                   |                   |                   |                   |  |  |  |  |  |  |  |  |  |  |  |  |  |  |  |  |  |  |  |  |  |  |  |  |  |  |  |  |  |  |  |  |  |  |  |  |  |  |  |  |  |  |  |  |  |  |  |  |  |  |  |  |  |  |  |  |  |  |  |  |
|                  |                  |                  |                  |                  |                  |  |  |                   |                   |                   |                   |                   |                   |  |  |                     |                     |                     |                     |                     |                     |  |  |                             |                             |                             |                             |                             |                             |  |  |       |       |       |       |       |       |  |  |             |             |             |             |             |             |  |  |                            |                            |                            |                            |                            |                            |  |  | Gaemon                      | Gaemon                      | Gaemon                      | Gaemon                      | Gaemon                      | Gaemon                      |  |  |                   |                   |                   |                   |                   |                   |  |  | Daenys           | Daenys           | Daenys           | Daenys           | Daenys           | Daenys           |  |  |                   |                   |                   |                   |                   |                   |  |  |                      |                      |                      |                      |                      |                      |  |  |                     |                     |                     |                     |                     |                     |  |  |                              |                              |                              |                              |                              |                              |  |  |                      |                      |                      |                      |                      |                      |  |  |          |          |          |          |          |          |  |  |                   |                   |                   |                   |                   |                   |  |  |  |  |  |  |  |  |  |  |  |  |  |  |  |  |  |  |  |  |  |  |  |  |  |  |  |  |  |  |  |  |  |  |  |  |  |  |  |  |  |  |  |  |  |  |  |  |  |  |  |  |  |  |  |  |  |  |  |  |
|                  |                  |                  |                  |                  |                  |  |  |                   |                   |                   |                   |                   |                   |  |  |                     |                     |                     |                     |                     |                     |  |  |                             |                             |                             |                             |                             |                             |  |  |       |       |       |       |       |       |  |  |             |             |             |             |             |             |  |  |                            |                            |                            |                            |                            |                            |  |  |                             |                             |                             |                             |                             |                             |  |  |                   |                   |                   |                   |                   |                   |  |  |                  |                  |                  |                  |                  |                  |  |  |                   |                   |                   |                   |                   |                   |  |  |                      |                      |                      |                      |                      |                      |  |  |                     |                     |                     |                     |                     |                     |  |  |                              |                              |                              |                              |                              |                              |  |  |                      |                      |                      |                      |                      |                      |  |  |          |          |          |          |          |          |  |  |                   |                   |                   |                   |                   |                   |  |  |  |  |  |  |  |  |  |  |  |  |  |  |  |  |  |  |  |  |  |  |  |  |  |  |  |  |  |  |  |  |  |  |  |  |  |  |  |  |  |  |  |  |  |  |  |  |  |  |  |  |  |  |  |  |  |  |  |  |
|                  |                  |                  |                  |                  |                  |  |  |                   |                   |                   |                   |                   |                   |  |  |                     |                     |                     |                     |                     |                     |  |  |                             |                             |                             |                             |                             |                             |  |  |       |       |       |       |       |       |  |  |             |             |             |             |             |             |  |  |                            |                            |                            |                            |                            |                            |  |  |                             |                             |                             |                             |                             |                             |  |  |                   |                   |                   |                   |                   |                   |  |  |                  |                  |                  |                  |                  |                  |  |  |                   |                   |                   |                   |                   |                   |  |  |                      |                      |                      |                      |                      |                      |  |  |                     |                     |                     |                     |                     |                     |  |  |                              |                              |                              |                              |                              |                              |  |  |                      |                      |                      |                      |                      |                      |  |  |          |          |          |          |          |          |  |  |                   |                   |                   |                   |                   |                   |  |  |  |  |  |  |  |  |  |  |  |  |  |  |  |  |  |  |  |  |  |  |  |  |  |  |  |  |  |  |  |  |  |  |  |  |  |  |  |  |  |  |  |  |  |  |  |  |  |  |  |  |  |  |  |  |  |  |  |  |
|                  |                  |                  |                  |                  |                  |  |  |                   |                   |                   |                   |                   |                   |  |  |                     |                     |                     |                     |                     |                     |  |  |                             |                             |                             |                             |                             |                             |  |  |       |       |       |       |       |       |  |  |             |             |             |             |             |             |  |  |                            |                            |                            |                            |                            |                            |  |  | Aegon                       | Aegon                       | Aegon                       | Aegon                       | Aegon                       | Aegon                       |  |  |                   |                   |                   |                   |                   |                   |  |  | Elaena           | Elaena           | Elaena           | Elaena           | Elaena           | Elaena           |  |  |                   |                   |                   |                   |                   |                   |  |  |                      |                      |                      |                      |                      |                      |  |  |                     |                     |                     |                     |                     |                     |  |  |                              |                              |                              |                              |                              |                              |  |  |                      |                      |                      |                      |                      |                      |  |  |          |          |          |          |          |          |  |  |                   |                   |                   |                   |                   |                   |  |  |  |  |  |  |  |  |  |  |  |  |  |  |  |  |  |  |  |  |  |  |  |  |  |  |  |  |  |  |  |  |  |  |  |  |  |  |  |  |  |  |  |  |  |  |  |  |  |  |  |  |  |  |  |  |  |  |  |  |
|                  |                  |                  |                  |                  |                  |  |  |                   |                   |                   |                   |                   |                   |  |  |                     |                     |                     |                     |                     |                     |  |  |                             |                             |                             |                             |                             |                             |  |  |       |       |       |       |       |       |  |  |             |             |             |             |             |             |  |  |                            |                            |                            |                            |                            |                            |  |  | Aegon                       | Aegon                       | Aegon                       | Aegon                       | Aegon                       | Aegon                       |  |  |                   |                   |                   |                   |                   |                   |  |  | Elaena           | Elaena           | Elaena           | Elaena           | Elaena           | Elaena           |  |  |                   |                   |                   |                   |                   |                   |  |  |                      |                      |                      |                      |                      |                      |  |  |                     |                     |                     |                     |                     |                     |  |  |                              |                              |                              |                              |                              |                              |  |  |                      |                      |                      |                      |                      |                      |  |  |          |          |          |          |          |          |  |  |                   |                   |                   |                   |                   |                   |  |  |  |  |  |  |  |  |  |  |  |  |  |  |  |  |  |  |  |  |  |  |  |  |  |  |  |  |  |  |  |  |  |  |  |  |  |  |  |  |  |  |  |  |  |  |  |  |  |  |  |  |  |  |  |  |  |  |  |  |
|                  |                  |                  |                  |                  |                  |  |  |                   |                   |                   |                   |                   |                   |  |  |                     |                     |                     |                     |                     |                     |  |  |                             |                             |                             |                             |                             |                             |  |  |       |       |       |       |       |       |  |  |             |             |             |             |             |             |  |  |                            |                            |                            |                            |                            |                            |  |  |                             |                             |                             |                             |                             |                             |  |  |                   |                   |                   |                   |                   |                   |  |  |                  |                  |                  |                  |                  |                  |  |  |                   |                   |                   |                   |                   |                   |  |  |                      |                      |                      |                      |                      |                      |  |  |                     |                     |                     |                     |                     |                     |  |  |                              |                              |                              |                              |                              |                              |  |  |                      |                      |                      |                      |                      |                      |  |  |          |          |          |          |          |          |  |  |                   |                   |                   |                   |                   |                   |  |  |  |  |  |  |  |  |  |  |  |  |  |  |  |  |  |  |  |  |  |  |  |  |  |  |  |  |  |  |  |  |  |  |  |  |  |  |  |  |  |  |  |  |  |  |  |  |  |  |  |  |  |  |  |  |  |  |  |  |
|                  |                  |                  |                  |                  |                  |  |  |                   |                   |                   |                   |                   |                   |  |  |                     |                     |                     |                     |                     |                     |  |  |                             |                             |                             |                             |                             |                             |  |  |       |       |       |       |       |       |  |  |             |             |             |             |             |             |  |  |                            |                            |                            |                            |                            |                            |  |  |                             |                             |                             |                             |                             |                             |  |  |                   |                   |                   |                   |                   |                   |  |  |                  |                  |                  |                  |                  |                  |  |  |                   |                   |                   |                   |                   |                   |  |  |                      |                      |                      |                      |                      |                      |  |  |                     |                     |                     |                     |                     |                     |  |  |                              |                              |                              |                              |                              |                              |  |  |                      |                      |                      |                      |                      |                      |  |  |          |          |          |          |          |          |  |  |                   |                   |                   |                   |                   |                   |  |  |  |  |  |  |  |  |  |  |  |  |  |  |  |  |  |  |  |  |  |  |  |  |  |  |  |  |  |  |  |  |  |  |  |  |  |  |  |  |  |  |  |  |  |  |  |  |  |  |  |  |  |  |  |  |  |  |  |  |
|                  |                  |                  |                  |                  |                  |  |  |                   |                   |                   |                   |                   |                   |  |  |                     |                     |                     |                     |                     |                     |  |  |                             |                             |                             |                             |                             |                             |  |  |       |       |       |       |       |       |  |  |             |             |             |             |             |             |  |  |                            |                            |                            |                            |                            |                            |  |  | Maegon                      | Maegon                      | Maegon                      | Maegon                      | Maegon                      | Maegon                      |  |  | Aerys             | Aerys             | Aerys             | Aerys             | Aerys             | Aerys             |  |  |                  |                  |                  |                  |                  |                  |  |  |                   |                   |                   |                   |                   |                   |  |  |                      |                      |                      |                      |                      |                      |  |  |                     |                     |                     |                     |                     |                     |  |  |                              |                              |                              |                              |                              |                              |  |  |                      |                      |                      |                      |                      |                      |  |  |          |          |          |          |          |          |  |  |                   |                   |                   |                   |                   |                   |  |  |  |  |  |  |  |  |  |  |  |  |  |  |  |  |  |  |  |  |  |  |  |  |  |  |  |  |  |  |  |  |  |  |  |  |  |  |  |  |  |  |  |  |  |  |  |  |  |  |  |  |  |  |  |  |  |  |  |  |
|                  |                  |                  |                  |                  |                  |  |  |                   |                   |                   |                   |                   |                   |  |  |                     |                     |                     |                     |                     |                     |  |  |                             |                             |                             |                             |                             |                             |  |  |       |       |       |       |       |       |  |  |             |             |             |             |             |             |  |  |                            |                            |                            |                            |                            |                            |  |  | Maegon                      | Maegon                      | Maegon                      | Maegon                      | Maegon                      | Maegon                      |  |  | Aerys             | Aerys             | Aerys             | Aerys             | Aerys             | Aerys             |  |  |                  |                  |                  |                  |                  |                  |  |  |                   |                   |                   |                   |                   |                   |  |  |                      |                      |                      |                      |                      |                      |  |  |                     |                     |                     |                     |                     |                     |  |  |                              |                              |                              |                              |                              |                              |  |  |                      |                      |                      |                      |                      |                      |  |  |          |          |          |          |          |          |  |  |                   |                   |                   |                   |                   |                   |  |  |  |  |  |  |  |  |  |  |  |  |  |  |  |  |  |  |  |  |  |  |  |  |  |  |  |  |  |  |  |  |  |  |  |  |  |  |  |  |  |  |  |  |  |  |  |  |  |  |  |  |  |  |  |  |  |  |  |  |
|                  |                  |                  |                  |                  |                  |  |  |                   |                   |                   |                   |                   |                   |  |  |                     |                     |                     |                     |                     |                     |  |  |                             |                             |                             |                             |                             |                             |  |  |       |       |       |       |       |       |  |  |             |             |             |             |             |             |  |  |                            |                            |                            |                            |                            |                            |  |  |                             |                             |                             |                             |                             |                             |  |  |                   |                   |                   |                   |                   |                   |  |  |                  |                  |                  |                  |                  |                  |  |  |                   |                   |                   |                   |                   |                   |  |  |                      |                      |                      |                      |                      |                      |  |  |                     |                     |                     |                     |                     |                     |  |  |                              |                              |                              |                              |                              |                              |  |  |                      |                      |                      |                      |                      |                      |  |  |          |          |          |          |          |          |  |  |                   |                   |                   |                   |                   |                   |  |  |  |  |  |  |  |  |  |  |  |  |  |  |  |  |  |  |  |  |  |  |  |  |  |  |  |  |  |  |  |  |  |  |  |  |  |  |  |  |  |  |  |  |  |  |  |  |  |  |  |  |  |  |  |  |  |  |  |  |
|                  |                  |                  |                  |                  |                  |  |  |                   |                   |                   |                   |                   |                   |  |  |                     |                     |                     |                     |                     |                     |  |  |                             |                             |                             |                             |                             |                             |  |  |       |       |       |       |       |       |  |  |             |             |             |             |             |             |  |  | Aelix                      | Aelix                      | Aelix                      | Aelix                      | Aelix                      | Aelix                      |  |  | Baelon                      | Baelon                      | Baelon                      | Baelon                      | Baelon                      | Baelon                      |  |  | Daemon            | Daemon            | Daemon            | Daemon            | Daemon            | Daemon            |  |  |                  |                  |                  |                  |                  |                  |  |  |                   |                   |                   |                   |                   |                   |  |  |                      |                      |                      |                      |                      |                      |  |  |                     |                     |                     |                     |                     |                     |  |  |                              |                              |                              |                              |                              |                              |  |  |                      |                      |                      |                      |                      |                      |  |  |          |          |          |          |          |          |  |  |                   |                   |                   |                   |                   |                   |  |  |  |  |  |  |  |  |  |  |  |  |  |  |  |  |  |  |  |  |  |  |  |  |  |  |  |  |  |  |  |  |  |  |  |  |  |  |  |  |  |  |  |  |  |  |  |  |  |  |  |  |  |  |  |  |  |  |  |  |
|                  |                  |                  |                  |                  |                  |  |  |                   |                   |                   |                   |                   |                   |  |  |                     |                     |                     |                     |                     |                     |  |  |                             |                             |                             |                             |                             |                             |  |  |       |       |       |       |       |       |  |  |             |             |             |             |             |             |  |  | Aelix                      | Aelix                      | Aelix                      | Aelix                      | Aelix                      | Aelix                      |  |  | Baelon                      | Baelon                      | Baelon                      | Baelon                      | Baelon                      | Baelon                      |  |  | Daemon            | Daemon            | Daemon            | Daemon            | Daemon            | Daemon            |  |  |                  |                  |                  |                  |                  |                  |  |  |                   |                   |                   |                   |                   |                   |  |  |                      |                      |                      |                      |                      |                      |  |  |                     |                     |                     |                     |                     |                     |  |  |                              |                              |                              |                              |                              |                              |  |  |                      |                      |                      |                      |                      |                      |  |  |          |          |          |          |          |          |  |  |                   |                   |                   |                   |                   |                   |  |  |  |  |  |  |  |  |  |  |  |  |  |  |  |  |  |  |  |  |  |  |  |  |  |  |  |  |  |  |  |  |  |  |  |  |  |  |  |  |  |  |  |  |  |  |  |  |  |  |  |  |  |  |  |  |  |  |  |  |
|                  |                  |                  |                  |                  |                  |  |  |                   |                   |                   |                   |                   |                   |  |  |                     |                     |                     |                     |                     |                     |  |  |                             |                             |                             |                             |                             |                             |  |  |       |       |       |       |       |       |  |  |             |             |             |             |             |             |  |  | Valaena Velaryon           | Valaena Velaryon           | Valaena Velaryon           | Valaena Velaryon           | Valaena Velaryon           | Valaena Velaryon           |  |  |                             |                             |                             |                             |                             |                             |  |  | Aerion            | Aerion            | Aerion            | Aerion            | Aerion            | Aerion            |  |  |                  |                  |                  |                  |                  |                  |  |  |                   |                   |                   |                   |                   |                   |  |  |                      |                      |                      |                      |                      |                      |  |  |                     |                     |                     |                     |                     |                     |  |  |                              |                              |                              |                              |                              |                              |  |  |                      |                      |                      |                      |                      |                      |  |  |          |          |          |          |          |          |  |  |                   |                   |                   |                   |                   |                   |  |  |  |  |  |  |  |  |  |  |  |  |  |  |  |  |  |  |  |  |  |  |  |  |  |  |  |  |  |  |  |  |  |  |  |  |  |  |  |  |  |  |  |  |  |  |  |  |  |  |  |  |  |  |  |  |  |  |  |  |
|                  |                  |                  |                  |                  |                  |  |  |                   |                   |                   |                   |                   |                   |  |  |                     |                     |                     |                     |                     |                     |  |  |                             |                             |                             |                             |                             |                             |  |  |       |       |       |       |       |       |  |  |             |             |             |             |             |             |  |  | Valaena Velaryon           | Valaena Velaryon           | Valaena Velaryon           | Valaena Velaryon           | Valaena Velaryon           | Valaena Velaryon           |  |  |                             |                             |                             |                             |                             |                             |  |  | Aerion            | Aerion            | Aerion            | Aerion            | Aerion            | Aerion            |  |  |                  |                  |                  |                  |                  |                  |  |  |                   |                   |                   |                   |                   |                   |  |  |                      |                      |                      |                      |                      |                      |  |  |                     |                     |                     |                     |                     |                     |  |  |                              |                              |                              |                              |                              |                              |  |  |                      |                      |                      |                      |                      |                      |  |  |          |          |          |          |          |          |  |  |                   |                   |                   |                   |                   |                   |  |  |  |  |  |  |  |  |  |  |  |  |  |  |  |  |  |  |  |  |  |  |  |  |  |  |  |  |  |  |  |  |  |  |  |  |  |  |  |  |  |  |  |  |  |  |  |  |  |  |  |  |  |  |  |  |  |  |  |  |
|                  |                  |                  |                  |                  |                  |  |  |                   |                   |                   |                   |                   |                   |  |  |                     |                     |                     |                     |                     |                     |  |  |                             |                             |                             |                             |                             |                             |  |  |       |       |       |       |       |       |  |  |             |             |             |             |             |             |  |  |                            |                            |                            |                            |                            |                            |  |  |                             |                             |                             |                             |                             |                             |  |  |                   |                   |                   |                   |                   |                   |  |  |                  |                  |                  |                  |                  |                  |  |  |                   |                   |                   |                   |                   |                   |  |  |                      |                      |                      |                      |                      |                      |  |  |                     |                     |                     |                     |                     |                     |  |  |                              |                              |                              |                              |                              |                              |  |  |                      |                      |                      |                      |                      |                      |  |  |          |          |          |          |          |          |  |  |                   |                   |                   |                   |                   |                   |  |  |  |  |  |  |  |  |  |  |  |  |  |  |  |  |  |  |  |  |  |  |  |  |  |  |  |  |  |  |  |  |  |  |  |  |  |  |  |  |  |  |  |  |  |  |  |  |  |  |  |  |  |  |  |  |  |  |  |  |
|                  |                  |                  |                  |                  |                  |  |  |                   |                   |                   |                   |                   |                   |  |  |                     |                     |                     |                     |                     |                     |  |  |                             |                             |                             |                             |                             |                             |  |  |       |       |       |       |       |       |  |  |             |             |             |             |             |             |  |  |                            |                            |                            |                            |                            |                            |  |  |                             |                             |                             |                             |                             |                             |  |  |                   |                   |                   |                   |                   |                   |  |  |                  |                  |                  |                  |                  |                  |  |  |                   |                   |                   |                   |                   |                   |  |  |                      |                      |                      |                      |                      |                      |  |  |                     |                     |                     |                     |                     |                     |  |  |                              |                              |                              |                              |                              |                              |  |  |                      |                      |                      |                      |                      |                      |  |  |          |          |          |          |          |          |  |  |                   |                   |                   |                   |                   |                   |  |  |  |  |  |  |  |  |  |  |  |  |  |  |  |  |  |  |  |  |  |  |  |  |  |  |  |  |  |  |  |  |  |  |  |  |  |  |  |  |  |  |  |  |  |  |  |  |  |  |  |  |  |  |  |  |  |  |  |  |
|                  |                  |                  |                  |                  |                  |  |  |                   |                   |                   |                   |                   |                   |  |  |                     |                     |                     |                     |                     |                     |  |  |                             |                             |                             |                             |                             |                             |  |  |       |       |       |       |       |       |  |  | Visenya     | Visenya     | Visenya     | Visenya     | Visenya     | Visenya     |  |  |                            |                            |                            |                            |                            |                            |  |  | Aegon I 1-37                | Aegon I 1-37                | Aegon I 1-37                | Aegon I 1-37                | Aegon I 1-37                | Aegon I 1-37                |  |  |                   |                   |                   |                   |                   |                   |  |  | Rhaenys          | Rhaenys          | Rhaenys          | Rhaenys          | Rhaenys          | Rhaenys          |  |  |                   |                   |                   |                   |                   |                   |  |  |                      |                      |                      |                      |                      |                      |  |  |                     |                     |                     |                     |                     |                     |  |  |                              |                              |                              |                              |                              |                              |  |  |                      |                      |                      |                      |                      |                      |  |  |          |          |          |          |          |          |  |  |                   |                   |                   |                   |                   |                   |  |  |  |  |  |  |  |  |  |  |  |  |  |  |  |  |  |  |  |  |  |  |  |  |  |  |  |  |  |  |  |  |  |  |  |  |  |  |  |  |  |  |  |  |  |  |  |  |  |  |  |  |  |  |  |  |  |  |  |  |
|                  |                  |                  |                  |                  |                  |  |  |                   |                   |                   |                   |                   |                   |  |  |                     |                     |                     |                     |                     |                     |  |  |                             |                             |                             |                             |                             |                             |  |  |       |       |       |       |       |       |  |  | Visenya     | Visenya     | Visenya     | Visenya     | Visenya     | Visenya     |  |  |                            |                            |                            |                            |                            |                            |  |  | Aegon I 1-37                | Aegon I 1-37                | Aegon I 1-37                | Aegon I 1-37                | Aegon I 1-37                | Aegon I 1-37                |  |  |                   |                   |                   |                   |                   |                   |  |  | Rhaenys          | Rhaenys          | Rhaenys          | Rhaenys          | Rhaenys          | Rhaenys          |  |  |                   |                   |                   |                   |                   |                   |  |  |                      |                      |                      |                      |                      |                      |  |  |                     |                     |                     |                     |                     |                     |  |  |                              |                              |                              |                              |                              |                              |  |  |                      |                      |                      |                      |                      |                      |  |  |          |          |          |          |          |          |  |  |                   |                   |                   |                   |                   |                   |  |  |  |  |  |  |  |  |  |  |  |  |  |  |  |  |  |  |  |  |  |  |  |  |  |  |  |  |  |  |  |  |  |  |  |  |  |  |  |  |  |  |  |  |  |  |  |  |  |  |  |  |  |  |  |  |  |  |  |  |
|                  |                  |                  |                  |                  |                  |  |  |                   |                   |                   |                   |                   |                   |  |  |                     |                     |                     |                     |                     |                     |  |  |                             |                             |                             |                             |                             |                             |  |  |       |       |       |       |       |       |  |  |             |             |             |             |             |             |  |  |                            |                            |                            |                            |                            |                            |  |  |                             |                             |                             |                             |                             |                             |  |  |                   |                   |                   |                   |                   |                   |  |  |                  |                  |                  |                  |                  |                  |  |  |                   |                   |                   |                   |                   |                   |  |  |                      |                      |                      |                      |                      |                      |  |  |                     |                     |                     |                     |                     |                     |  |  |                              |                              |                              |                              |                              |                              |  |  |                      |                      |                      |                      |                      |                      |  |  |          |          |          |          |          |          |  |  |                   |                   |                   |                   |                   |                   |  |  |  |  |  |  |  |  |  |  |  |  |  |  |  |  |  |  |  |  |  |  |  |  |  |  |  |  |  |  |  |  |  |  |  |  |  |  |  |  |  |  |  |  |  |  |  |  |  |  |  |  |  |  |  |  |  |  |  |  |
|                  |                  |                  |                  |                  |                  |  |  |                   |                   |                   |                   |                   |                   |  |  |                     |                     |                     |                     |                     |                     |  |  |                             |                             |                             |                             |                             |                             |  |  |       |       |       |       |       |       |  |  |             |             |             |             |             |             |  |  | Maegor I 42–48             | Maegor I 42–48             | Maegor I 42–48             | Maegor I 42–48             | Maegor I 42–48             | Maegor I 42–48             |  |  |                             |                             |                             |                             |                             |                             |  |  | Aenys I 37–42     | Aenys I 37–42     | Aenys I 37–42     | Aenys I 37–42     | Aenys I 37–42     | Aenys I 37–42     |  |  |                  |                  |                  |                  |                  |                  |  |  |                   |                   |                   |                   |                   |                   |  |  |                      |                      |                      |                      |                      |                      |  |  |                     |                     |                     |                     |                     |                     |  |  |                              |                              |                              |                              |                              |                              |  |  |                      |                      |                      |                      |                      |                      |  |  |          |          |          |          |          |          |  |  |                   |                   |                   |                   |                   |                   |  |  |  |  |  |  |  |  |  |  |  |  |  |  |  |  |  |  |  |  |  |  |  |  |  |  |  |  |  |  |  |  |  |  |  |  |  |  |  |  |  |  |  |  |  |  |  |  |  |  |  |  |  |  |  |  |  |  |  |  |
|                  |                  |                  |                  |                  |                  |  |  |                   |                   |                   |                   |                   |                   |  |  |                     |                     |                     |                     |                     |                     |  |  |                             |                             |                             |                             |                             |                             |  |  |       |       |       |       |       |       |  |  |             |             |             |             |             |             |  |  | Maegor I 42–48             | Maegor I 42–48             | Maegor I 42–48             | Maegor I 42–48             | Maegor I 42–48             | Maegor I 42–48             |  |  |                             |                             |                             |                             |                             |                             |  |  | Aenys I 37–42     | Aenys I 37–42     | Aenys I 37–42     | Aenys I 37–42     | Aenys I 37–42     | Aenys I 37–42     |  |  |                  |                  |                  |                  |                  |                  |  |  |                   |                   |                   |                   |                   |                   |  |  |                      |                      |                      |                      |                      |                      |  |  |                     |                     |                     |                     |                     |                     |  |  |                              |                              |                              |                              |                              |                              |  |  |                      |                      |                      |                      |                      |                      |  |  |          |          |          |          |          |          |  |  |                   |                   |                   |                   |                   |                   |  |  |  |  |  |  |  |  |  |  |  |  |  |  |  |  |  |  |  |  |  |  |  |  |  |  |  |  |  |  |  |  |  |  |  |  |  |  |  |  |  |  |  |  |  |  |  |  |  |  |  |  |  |  |  |  |  |  |  |  |
|                  |                  |                  |                  |                  |                  |  |  |                   |                   |                   |                   |                   |                   |  |  |                     |                     |                     |                     |                     |                     |  |  |                             |                             |                             |                             |                             |                             |  |  |       |       |       |       |       |       |  |  |             |             |             |             |             |             |  |  |                            |                            |                            |                            |                            |                            |  |  |                             |                             |                             |                             |                             |                             |  |  |                   |                   |                   |                   |                   |                   |  |  |                  |                  |                  |                  |                  |                  |  |  |                   |                   |                   |                   |                   |                   |  |  |                      |                      |                      |                      |                      |                      |  |  |                     |                     |                     |                     |                     |                     |  |  |                              |                              |                              |                              |                              |                              |  |  |                      |                      |                      |                      |                      |                      |  |  |          |          |          |          |          |          |  |  |                   |                   |                   |                   |                   |                   |  |  |  |  |  |  |  |  |  |  |  |  |  |  |  |  |  |  |  |  |  |  |  |  |  |  |  |  |  |  |  |  |  |  |  |  |  |  |  |  |  |  |  |  |  |  |  |  |  |  |  |  |  |  |  |  |  |  |  |  |
|                  |                  |                  |                  |                  |                  |  |  |                   |                   |                   |                   |                   |                   |  |  |                     |                     |                     |                     |                     |                     |  |  |                             |                             |                             |                             |                             |                             |  |  |       |       |       |       |       |       |  |  |             |             |             |             |             |             |  |  |                            |                            |                            |                            |                            |                            |  |  | Jaehaerys I 48–103          | Jaehaerys I 48–103          | Jaehaerys I 48–103          | Jaehaerys I 48–103          | Jaehaerys I 48–103          | Jaehaerys I 48–103          |  |  |                   |                   |                   |                   |                   |                   |  |  | Alysanne         | Alysanne         | Alysanne         | Alysanne         | Alysanne         | Alysanne         |  |  |                   |                   |                   |                   |                   |                   |  |  |                      |                      |                      |                      |                      |                      |  |  |                     |                     |                     |                     |                     |                     |  |  |                              |                              |                              |                              |                              |                              |  |  |                      |                      |                      |                      |                      |                      |  |  |          |          |          |          |          |          |  |  |                   |                   |                   |                   |                   |                   |  |  |  |  |  |  |  |  |  |  |  |  |  |  |  |  |  |  |  |  |  |  |  |  |  |  |  |  |  |  |  |  |  |  |  |  |  |  |  |  |  |  |  |  |  |  |  |  |  |  |  |  |  |  |  |  |  |  |  |  |
|                  |                  |                  |                  |                  |                  |  |  |                   |                   |                   |                   |                   |                   |  |  |                     |                     |                     |                     |                     |                     |  |  |                             |                             |                             |                             |                             |                             |  |  |       |       |       |       |       |       |  |  |             |             |             |             |             |             |  |  |                            |                            |                            |                            |                            |                            |  |  | Jaehaerys I 48–103          | Jaehaerys I 48–103          | Jaehaerys I 48–103          | Jaehaerys I 48–103          | Jaehaerys I 48–103          | Jaehaerys I 48–103          |  |  |                   |                   |                   |                   |                   |                   |  |  | Alysanne         | Alysanne         | Alysanne         | Alysanne         | Alysanne         | Alysanne         |  |  |                   |                   |                   |                   |                   |                   |  |  |                      |                      |                      |                      |                      |                      |  |  |                     |                     |                     |                     |                     |                     |  |  |                              |                              |                              |                              |                              |                              |  |  |                      |                      |                      |                      |                      |                      |  |  |          |          |          |          |          |          |  |  |                   |                   |                   |                   |                   |                   |  |  |  |  |  |  |  |  |  |  |  |  |  |  |  |  |  |  |  |  |  |  |  |  |  |  |  |  |  |  |  |  |  |  |  |  |  |  |  |  |  |  |  |  |  |  |  |  |  |  |  |  |  |  |  |  |  |  |  |  |
|                  |                  |                  |                  |                  |                  |  |  |                   |                   |                   |                   |                   |                   |  |  |                     |                     |                     |                     |                     |                     |  |  |                             |                             |                             |                             |                             |                             |  |  |       |       |       |       |       |       |  |  |             |             |             |             |             |             |  |  |                            |                            |                            |                            |                            |                            |  |  |                             |                             |                             |                             |                             |                             |  |  |                   |                   |                   |                   |                   |                   |  |  |                  |                  |                  |                  |                  |                  |  |  |                   |                   |                   |                   |                   |                   |  |  |                      |                      |                      |                      |                      |                      |  |  |                     |                     |                     |                     |                     |                     |  |  |                              |                              |                              |                              |                              |                              |  |  |                      |                      |                      |                      |                      |                      |  |  |          |          |          |          |          |          |  |  |                   |                   |                   |                   |                   |                   |  |  |  |  |  |  |  |  |  |  |  |  |  |  |  |  |  |  |  |  |  |  |  |  |  |  |  |  |  |  |  |  |  |  |  |  |  |  |  |  |  |  |  |  |  |  |  |  |  |  |  |  |  |  |  |  |  |  |  |  |
|                  |                  |                  |                  |                  |                  |  |  |                   |                   |                   |                   |                   |                   |  |  |                     |                     |                     |                     |                     |                     |  |  |                             |                             |                             |                             |                             |                             |  |  |       |       |       |       |       |       |  |  |             |             |             |             |             |             |  |  |                            |                            |                            |                            |                            |                            |  |  |                             |                             |                             |                             |                             |                             |  |  |                   |                   |                   |                   |                   |                   |  |  |                  |                  |                  |                  |                  |                  |  |  |                   |                   |                   |                   |                   |                   |  |  |                      |                      |                      |                      |                      |                      |  |  |                     |                     |                     |                     |                     |                     |  |  |                              |                              |                              |                              |                              |                              |  |  |                      |                      |                      |                      |                      |                      |  |  |          |          |          |          |          |          |  |  |                   |                   |                   |                   |                   |                   |  |  |  |  |  |  |  |  |  |  |  |  |  |  |  |  |  |  |  |  |  |  |  |  |  |  |  |  |  |  |  |  |  |  |  |  |  |  |  |  |  |  |  |  |  |  |  |  |  |  |  |  |  |  |  |  |  |  |  |  |
|                  |                  |                  |                  |                  |                  |  |  |                   |                   |                   |                   |                   |                   |  |  |                     |                     |                     |                     |                     |                     |  |  |                             |                             |                             |                             |                             |                             |  |  |       |       |       |       |       |       |  |  |             |             |             |             |             |             |  |  |                            |                            |                            |                            |                            |                            |  |  | Baelon                      | Baelon                      | Baelon                      | Baelon                      | Baelon                      | Baelon                      |  |  |                   |                   |                   |                   |                   |                   |  |  | Alyssa           | Alyssa           | Alyssa           | Alyssa           | Alyssa           | Alyssa           |  |  |                   |                   |                   |                   |                   |                   |  |  |                      |                      |                      |                      |                      |                      |  |  |                     |                     |                     |                     |                     |                     |  |  |                              |                              |                              |                              |                              |                              |  |  |                      |                      |                      |                      |                      |                      |  |  |          |          |          |          |          |          |  |  |                   |                   |                   |                   |                   |                   |  |  |  |  |  |  |  |  |  |  |  |  |  |  |  |  |  |  |  |  |  |  |  |  |  |  |  |  |  |  |  |  |  |  |  |  |  |  |  |  |  |  |  |  |  |  |  |  |  |  |  |  |  |  |  |  |  |  |  |  |
|                  |                  |                  |                  |                  |                  |  |  |                   |                   |                   |                   |                   |                   |  |  |                     |                     |                     |                     |                     |                     |  |  |                             |                             |                             |                             |                             |                             |  |  |       |       |       |       |       |       |  |  |             |             |             |             |             |             |  |  |                            |                            |                            |                            |                            |                            |  |  | Baelon                      | Baelon                      | Baelon                      | Baelon                      | Baelon                      | Baelon                      |  |  |                   |                   |                   |                   |                   |                   |  |  | Alyssa           | Alyssa           | Alyssa           | Alyssa           | Alyssa           | Alyssa           |  |  |                   |                   |                   |                   |                   |                   |  |  |                      |                      |                      |                      |                      |                      |  |  |                     |                     |                     |                     |                     |                     |  |  |                              |                              |                              |                              |                              |                              |  |  |                      |                      |                      |                      |                      |                      |  |  |          |          |          |          |          |          |  |  |                   |                   |                   |                   |                   |                   |  |  |  |  |  |  |  |  |  |  |  |  |  |  |  |  |  |  |  |  |  |  |  |  |  |  |  |  |  |  |  |  |  |  |  |  |  |  |  |  |  |  |  |  |  |  |  |  |  |  |  |  |  |  |  |  |  |  |  |  |
|                  |                  |                  |                  |                  |                  |  |  |                   |                   |                   |                   |                   |                   |  |  |                     |                     |                     |                     |                     |                     |  |  |                             |                             |                             |                             |                             |                             |  |  |       |       |       |       |       |       |  |  |             |             |             |             |             |             |  |  |                            |                            |                            |                            |                            |                            |  |  |                             |                             |                             |                             |                             |                             |  |  |                   |                   |                   |                   |                   |                   |  |  |                  |                  |                  |                  |                  |                  |  |  |                   |                   |                   |                   |                   |                   |  |  |                      |                      |                      |                      |                      |                      |  |  |                     |                     |                     |                     |                     |                     |  |  |                              |                              |                              |                              |                              |                              |  |  |                      |                      |                      |                      |                      |                      |  |  |          |          |          |          |          |          |  |  |                   |                   |                   |                   |                   |                   |  |  |  |  |  |  |  |  |  |  |  |  |  |  |  |  |  |  |  |  |  |  |  |  |  |  |  |  |  |  |  |  |  |  |  |  |  |  |  |  |  |  |  |  |  |  |  |  |  |  |  |  |  |  |  |  |  |  |  |  |
|                  |                  |                  |                  |                  |                  |  |  |                   |                   |                   |                   |                   |                   |  |  |                     |                     |                     |                     |                     |                     |  |  |                             |                             |                             |                             |                             |                             |  |  |       |       |       |       |       |       |  |  |             |             |             |             |             |             |  |  | Aemma Arryn                | Aemma Arryn                | Aemma Arryn                | Aemma Arryn                | Aemma Arryn                | Aemma Arryn                |  |  |                             |                             |                             |                             |                             |                             |  |  | Viserys I 103–129 | Viserys I 103–129 | Viserys I 103–129 | Viserys I 103–129 | Viserys I 103–129 | Viserys I 103–129 |  |  |                  |                  |                  |                  |                  |                  |  |  | Alicent Hightower | Alicent Hightower | Alicent Hightower | Alicent Hightower | Alicent Hightower | Alicent Hightower |  |  |                      |                      |                      |                      |                      |                      |  |  |                     |                     |                     |                     |                     |                     |  |  |                              |                              |                              |                              |                              |                              |  |  |                      |                      |                      |                      |                      |                      |  |  |          |          |          |          |          |          |  |  |                   |                   |                   |                   |                   |                   |  |  |  |  |  |  |  |  |  |  |  |  |  |  |  |  |  |  |  |  |  |  |  |  |  |  |  |  |  |  |  |  |  |  |  |  |  |  |  |  |  |  |  |  |  |  |  |  |  |  |  |  |  |  |  |  |  |  |  |  |
|                  |                  |                  |                  |                  |                  |  |  |                   |                   |                   |                   |                   |                   |  |  |                     |                     |                     |                     |                     |                     |  |  |                             |                             |                             |                             |                             |                             |  |  |       |       |       |       |       |       |  |  |             |             |             |             |             |             |  |  | Aemma Arryn                | Aemma Arryn                | Aemma Arryn                | Aemma Arryn                | Aemma Arryn                | Aemma Arryn                |  |  |                             |                             |                             |                             |                             |                             |  |  | Viserys I 103–129 | Viserys I 103–129 | Viserys I 103–129 | Viserys I 103–129 | Viserys I 103–129 | Viserys I 103–129 |  |  |                  |                  |                  |                  |                  |                  |  |  | Alicent Hightower | Alicent Hightower | Alicent Hightower | Alicent Hightower | Alicent Hightower | Alicent Hightower |  |  |                      |                      |                      |                      |                      |                      |  |  |                     |                     |                     |                     |                     |                     |  |  |                              |                              |                              |                              |                              |                              |  |  |                      |                      |                      |                      |                      |                      |  |  |          |          |          |          |          |          |  |  |                   |                   |                   |                   |                   |                   |  |  |  |  |  |  |  |  |  |  |  |  |  |  |  |  |  |  |  |  |  |  |  |  |  |  |  |  |  |  |  |  |  |  |  |  |  |  |  |  |  |  |  |  |  |  |  |  |  |  |  |  |  |  |  |  |  |  |  |  |
|                  |                  |                  |                  |                  |                  |  |  |                   |                   |                   |                   |                   |                   |  |  |                     |                     |                     |                     |                     |                     |  |  |                             |                             |                             |                             |                             |                             |  |  |       |       |       |       |       |       |  |  |             |             |             |             |             |             |  |  |                            |                            |                            |                            |                            |                            |  |  |                             |                             |                             |                             |                             |                             |  |  |                   |                   |                   |                   |                   |                   |  |  |                  |                  |                  |                  |                  |                  |  |  |                   |                   |                   |                   |                   |                   |  |  |                      |                      |                      |                      |                      |                      |  |  |                     |                     |                     |                     |                     |                     |  |  |                              |                              |                              |                              |                              |                              |  |  |                      |                      |                      |                      |                      |                      |  |  |          |          |          |          |          |          |  |  |                   |                   |                   |                   |                   |                   |  |  |  |  |  |  |  |  |  |  |  |  |  |  |  |  |  |  |  |  |  |  |  |  |  |  |  |  |  |  |  |  |  |  |  |  |  |  |  |  |  |  |  |  |  |  |  |  |  |  |  |  |  |  |  |  |  |  |  |  |
|                  |                  |                  |                  |                  |                  |  |  |                   |                   |                   |                   |                   |                   |  |  |                     |                     |                     |                     |                     |                     |  |  |                             |                             |                             |                             |                             |                             |  |  |       |       |       |       |       |       |  |  |             |             |             |             |             |             |  |  |                            |                            |                            |                            |                            |                            |  |  |                             |                             |                             |                             |                             |                             |  |  |                   |                   |                   |                   |                   |                   |  |  |                  |                  |                  |                  |                  |                  |  |  |                   |                   |                   |                   |                   |                   |  |  |                      |                      |                      |                      |                      |                      |  |  |                     |                     |                     |                     |                     |                     |  |  |                              |                              |                              |                              |                              |                              |  |  |                      |                      |                      |                      |                      |                      |  |  |          |          |          |          |          |          |  |  |                   |                   |                   |                   |                   |                   |  |  |  |  |  |  |  |  |  |  |  |  |  |  |  |  |  |  |  |  |  |  |  |  |  |  |  |  |  |  |  |  |  |  |  |  |  |  |  |  |  |  |  |  |  |  |  |  |  |  |  |  |  |  |  |  |  |  |  |  |
|                  |                  |                  |                  |                  |                  |  |  |                   |                   |                   |                   |                   |                   |  |  |                     |                     |                     |                     |                     |                     |  |  |                             |                             |                             |                             |                             |                             |  |  |       |       |       |       |       |       |  |  | unknown son | unknown son | unknown son | unknown son | unknown son | unknown son |  |  | Baelon Targaryen           | Baelon Targaryen           | Baelon Targaryen           | Baelon Targaryen           | Baelon Targaryen           | Baelon Targaryen           |  |  | Rhaenyra                    | Rhaenyra                    | Rhaenyra                    | Rhaenyra                    | Rhaenyra                    | Rhaenyra                    |  |  |                   |                   |                   |                   |                   |                   |  |  | Aegon II 129–131 | Aegon II 129–131 | Aegon II 129–131 | Aegon II 129–131 | Aegon II 129–131 | Aegon II 129–131 |  |  | Helaena           | Helaena           | Helaena           | Helaena           | Helaena           | Helaena           |  |  | Aemond Targaryen     | Aemond Targaryen     | Aemond Targaryen     | Aemond Targaryen     | Aemond Targaryen     | Aemond Targaryen     |  |  | Daeron Targaryen    | Daeron Targaryen    | Daeron Targaryen    | Daeron Targaryen    | Daeron Targaryen    | Daeron Targaryen    |  |  |                              |                              |                              |                              |                              |                              |  |  |                      |                      |                      |                      |                      |                      |  |  |          |          |          |          |          |          |  |  |                   |                   |                   |                   |                   |                   |  |  |  |  |  |  |  |  |  |  |  |  |  |  |  |  |  |  |  |  |  |  |  |  |  |  |  |  |  |  |  |  |  |  |  |  |  |  |  |  |  |  |  |  |  |  |  |  |  |  |  |  |  |  |  |  |  |  |  |  |
|                  |                  |                  |                  |                  |                  |  |  |                   |                   |                   |                   |                   |                   |  |  |                     |                     |                     |                     |                     |                     |  |  |                             |                             |                             |                             |                             |                             |  |  |       |       |       |       |       |       |  |  | unknown son | unknown son | unknown son | unknown son | unknown son | unknown son |  |  | Baelon Targaryen           | Baelon Targaryen           | Baelon Targaryen           | Baelon Targaryen           | Baelon Targaryen           | Baelon Targaryen           |  |  | Rhaenyra                    | Rhaenyra                    | Rhaenyra                    | Rhaenyra                    | Rhaenyra                    | Rhaenyra                    |  |  |                   |                   |                   |                   |                   |                   |  |  | Aegon II 129–131 | Aegon II 129–131 | Aegon II 129–131 | Aegon II 129–131 | Aegon II 129–131 | Aegon II 129–131 |  |  | Helaena           | Helaena           | Helaena           | Helaena           | Helaena           | Helaena           |  |  | Aemond Targaryen     | Aemond Targaryen     | Aemond Targaryen     | Aemond Targaryen     | Aemond Targaryen     | Aemond Targaryen     |  |  | Daeron Targaryen    | Daeron Targaryen    | Daeron Targaryen    | Daeron Targaryen    | Daeron Targaryen    | Daeron Targaryen    |  |  |                              |                              |                              |                              |                              |                              |  |  |                      |                      |                      |                      |                      |                      |  |  |          |          |          |          |          |          |  |  |                   |                   |                   |                   |                   |                   |  |  |  |  |  |  |  |  |  |  |  |  |  |  |  |  |  |  |  |  |  |  |  |  |  |  |  |  |  |  |  |  |  |  |  |  |  |  |  |  |  |  |  |  |  |  |  |  |  |  |  |  |  |  |  |  |  |  |  |  |
|                  |                  |                  |                  |                  |                  |  |  |                   |                   |                   |                   |                   |                   |  |  |                     |                     |                     |                     |                     |                     |  |  |                             |                             |                             |                             |                             |                             |  |  |       |       |       |       |       |       |  |  |             |             |             |             |             |             |  |  |                            |                            |                            |                            |                            |                            |  |  |                             |                             |                             |                             |                             |                             |  |  |                   |                   |                   |                   |                   |                   |  |  |                  |                  |                  |                  |                  |                  |  |  |                   |                   |                   |                   |                   |                   |  |  |                      |                      |                      |                      |                      |                      |  |  |                     |                     |                     |                     |                     |                     |  |  |                              |                              |                              |                              |                              |                              |  |  |                      |                      |                      |                      |                      |                      |  |  |          |          |          |          |          |          |  |  |                   |                   |                   |                   |                   |                   |  |  |  |  |  |  |  |  |  |  |  |  |  |  |  |  |  |  |  |  |  |  |  |  |  |  |  |  |  |  |  |  |  |  |  |  |  |  |  |  |  |  |  |  |  |  |  |  |  |  |  |  |  |  |  |  |  |  |  |  |
|                  |                  |                  |                  |                  |                  |  |  | Daenaera Velaryon | Daenaera Velaryon | Daenaera Velaryon | Daenaera Velaryon | Daenaera Velaryon | Daenaera Velaryon |  |  | Aegon III 131–157   | Aegon III 131–157   | Aegon III 131–157   | Aegon III 131–157   | Aegon III 131–157   | Aegon III 131–157   |  |  | Jaehaera figlia di Aegon II | Jaehaera figlia di Aegon II | Jaehaera figlia di Aegon II | Jaehaera figlia di Aegon II | Jaehaera figlia di Aegon II | Jaehaera figlia di Aegon II |  |  |       |       |       |       |       |       |  |  |             |             |             |             |             |             |  |  |                            |                            |                            |                            |                            |                            |  |  |                             |                             |                             |                             |                             |                             |  |  |                   |                   |                   |                   |                   |                   |  |  |                  |                  |                  |                  |                  |                  |  |  |                   |                   |                   |                   |                   |                   |  |  | Viserys II 171–172   | Viserys II 171–172   | Viserys II 171–172   | Viserys II 171–172   | Viserys II 171–172   | Viserys II 171–172   |  |  |                     |                     |                     |                     |                     |                     |  |  |                              |                              |                              |                              |                              |                              |  |  |                      |                      |                      |                      |                      |                      |  |  |          |          |          |          |          |          |  |  |                   |                   |                   |                   |                   |                   |  |  |  |  |  |  |  |  |  |  |  |  |  |  |  |  |  |  |  |  |  |  |  |  |  |  |  |  |  |  |  |  |  |  |  |  |  |  |  |  |  |  |  |  |  |  |  |  |  |  |  |  |  |  |  |  |  |  |  |  |
|                  |                  |                  |                  |                  |                  |  |  | Daenaera Velaryon | Daenaera Velaryon | Daenaera Velaryon | Daenaera Velaryon | Daenaera Velaryon | Daenaera Velaryon |  |  | Aegon III 131–157   | Aegon III 131–157   | Aegon III 131–157   | Aegon III 131–157   | Aegon III 131–157   | Aegon III 131–157   |  |  | Jaehaera figlia di Aegon II | Jaehaera figlia di Aegon II | Jaehaera figlia di Aegon II | Jaehaera figlia di Aegon II | Jaehaera figlia di Aegon II | Jaehaera figlia di Aegon II |  |  |       |       |       |       |       |       |  |  |             |             |             |             |             |             |  |  |                            |                            |                            |                            |                            |                            |  |  |                             |                             |                             |                             |                             |                             |  |  |                   |                   |                   |                   |                   |                   |  |  |                  |                  |                  |                  |                  |                  |  |  |                   |                   |                   |                   |                   |                   |  |  | Viserys II 171–172   | Viserys II 171–172   | Viserys II 171–172   | Viserys II 171–172   | Viserys II 171–172   | Viserys II 171–172   |  |  |                     |                     |                     |                     |                     |                     |  |  |                              |                              |                              |                              |                              |                              |  |  |                      |                      |                      |                      |                      |                      |  |  |          |          |          |          |          |          |  |  |                   |                   |                   |                   |                   |                   |  |  |  |  |  |  |  |  |  |  |  |  |  |  |  |  |  |  |  |  |  |  |  |  |  |  |  |  |  |  |  |  |  |  |  |  |  |  |  |  |  |  |  |  |  |  |  |  |  |  |  |  |  |  |  |  |  |  |  |  |
|                  |                  |                  |                  |                  |                  |  |  |                   |                   |                   |                   |                   |                   |  |  |                     |                     |                     |                     |                     |                     |  |  |                             |                             |                             |                             |                             |                             |  |  |       |       |       |       |       |       |  |  |             |             |             |             |             |             |  |  |                            |                            |                            |                            |                            |                            |  |  |                             |                             |                             |                             |                             |                             |  |  |                   |                   |                   |                   |                   |                   |  |  |                  |                  |                  |                  |                  |                  |  |  |                   |                   |                   |                   |                   |                   |  |  |                      |                      |                      |                      |                      |                      |  |  |                     |                     |                     |                     |                     |                     |  |  |                              |                              |                              |                              |                              |                              |  |  |                      |                      |                      |                      |                      |                      |  |  |          |          |          |          |          |          |  |  |                   |                   |                   |                   |                   |                   |  |  |  |  |  |  |  |  |  |  |  |  |  |  |  |  |  |  |  |  |  |  |  |  |  |  |  |  |  |  |  |  |  |  |  |  |  |  |  |  |  |  |  |  |  |  |  |  |  |  |  |  |  |  |  |  |  |  |  |  |
|                  |                  |                  |                  |                  |                  |  |  |                   |                   |                   |                   |                   |                   |  |  |                     |                     |                     |                     |                     |                     |  |  |                             |                             |                             |                             |                             |                             |  |  |       |       |       |       |       |       |  |  |             |             |             |             |             |             |  |  |                            |                            |                            |                            |                            |                            |  |  |                             |                             |                             |                             |                             |                             |  |  |                   |                   |                   |                   |                   |                   |  |  |                  |                  |                  |                  |                  |                  |  |  |                   |                   |                   |                   |                   |                   |  |  |                      |                      |                      |                      |                      |                      |  |  |                     |                     |                     |                     |                     |                     |  |  |                              |                              |                              |                              |                              |                              |  |  |                      |                      |                      |                      |                      |                      |  |  |          |          |          |          |          |          |  |  |                   |                   |                   |                   |                   |                   |  |  |  |  |  |  |  |  |  |  |  |  |  |  |  |  |  |  |  |  |  |  |  |  |  |  |  |  |  |  |  |  |  |  |  |  |  |  |  |  |  |  |  |  |  |  |  |  |  |  |  |  |  |  |  |  |  |  |  |  |
| Daeron I 157–161 | Daeron I 157–161 | Daeron I 157–161 | Daeron I 157–161 | Daeron I 157–161 | Daeron I 157–161 |  |  | Rhaena            | Rhaena            | Rhaena            | Rhaena            | Rhaena            | Rhaena            |  |  | Elaena              | Elaena              | Elaena              | Elaena              | Elaena              | Elaena              |  |  | Baelor I 161–171            | Baelor I 161–171            | Baelor I 161–171            | Baelor I 161–171            | Baelor I 161–171            | Baelor I 161–171            |  |  | Daena | Daena | Daena | Daena | Daena | Daena |  |  |             |             |             |             |             |             |  |  |                            |                            |                            |                            |                            |                            |  |  |                             |                             |                             |                             |                             |                             |  |  | Aegon IV 172–184  | Aegon IV 172–184  | Aegon IV 172–184  | Aegon IV 172–184  | Aegon IV 172–184  | Aegon IV 172–184  |  |  |                  |                  |                  |                  |                  |                  |  |  |                   |                   |                   |                   |                   |                   |  |  |                      |                      |                      |                      |                      |                      |  |  | Naerys              | Naerys              | Naerys              | Naerys              | Naerys              | Naerys              |  |  | Aemon il Cavaliere del Drago | Aemon il Cavaliere del Drago | Aemon il Cavaliere del Drago | Aemon il Cavaliere del Drago | Aemon il Cavaliere del Drago | Aemon il Cavaliere del Drago |  |  |                      |                      |                      |                      |                      |                      |  |  |          |          |          |          |          |          |  |  |                   |                   |                   |                   |                   |                   |  |  |  |  |  |  |  |  |  |  |  |  |  |  |  |  |  |  |  |  |  |  |  |  |  |  |  |  |  |  |  |  |  |  |  |  |  |  |  |  |  |  |  |  |  |  |  |  |  |  |  |  |  |  |  |  |  |  |  |  |
| Daeron I 157–161 | Daeron I 157–161 | Daeron I 157–161 | Daeron I 157–161 | Daeron I 157–161 | Daeron I 157–161 |  |  | Rhaena            | Rhaena            | Rhaena            | Rhaena            | Rhaena            | Rhaena            |  |  | Elaena              | Elaena              | Elaena              | Elaena              | Elaena              | Elaena              |  |  | Baelor I 161–171            | Baelor I 161–171            | Baelor I 161–171            | Baelor I 161–171            | Baelor I 161–171            | Baelor I 161–171            |  |  | Daena | Daena | Daena | Daena | Daena | Daena |  |  |             |             |             |             |             |             |  |  |                            |                            |                            |                            |                            |                            |  |  |                             |                             |                             |                             |                             |                             |  |  | Aegon IV 172–184  | Aegon IV 172–184  | Aegon IV 172–184  | Aegon IV 172–184  | Aegon IV 172–184  | Aegon IV 172–184  |  |  |                  |                  |                  |                  |                  |                  |  |  |                   |                   |                   |                   |                   |                   |  |  |                      |                      |                      |                      |                      |                      |  |  | Naerys              | Naerys              | Naerys              | Naerys              | Naerys              | Naerys              |  |  | Aemon il Cavaliere del Drago | Aemon il Cavaliere del Drago | Aemon il Cavaliere del Drago | Aemon il Cavaliere del Drago | Aemon il Cavaliere del Drago | Aemon il Cavaliere del Drago |  |  |                      |                      |                      |                      |                      |                      |  |  |          |          |          |          |          |          |  |  |                   |                   |                   |                   |                   |                   |  |  |  |  |  |  |  |  |  |  |  |  |  |  |  |  |  |  |  |  |  |  |  |  |  |  |  |  |  |  |  |  |  |  |  |  |  |  |  |  |  |  |  |  |  |  |  |  |  |  |  |  |  |  |  |  |  |  |  |  |
|                  |                  |                  |                  |                  |                  |  |  |                   |                   |                   |                   |                   |                   |  |  |                     |                     |                     |                     |                     |                     |  |  |                             |                             |                             |                             |                             |                             |  |  |       |       |       |       |       |       |  |  |             |             |             |             |             |             |  |  |                            |                            |                            |                            |                            |                            |  |  |                             |                             |                             |                             |                             |                             |  |  |                   |                   |                   |                   |                   |                   |  |  |                  |                  |                  |                  |                  |                  |  |  |                   |                   |                   |                   |                   |                   |  |  |                      |                      |                      |                      |                      |                      |  |  |                     |                     |                     |                     |                     |                     |  |  |                              |                              |                              |                              |                              |                              |  |  |                      |                      |                      |                      |                      |                      |  |  |          |          |          |          |          |          |  |  |                   |                   |                   |                   |                   |                   |  |  |  |  |  |  |  |  |  |  |  |  |  |  |  |  |  |  |  |  |  |  |  |  |  |  |  |  |  |  |  |  |  |  |  |  |  |  |  |  |  |  |  |  |  |  |  |  |  |  |  |  |  |  |  |  |  |  |  |  |
|                  |                  |                  |                  |                  |                  |  |  |                   |                   |                   |                   |                   |                   |  |  |                     |                     |                     |                     |                     |                     |  |  |                             |                             |                             |                             |                             |                             |  |  |       |       |       |       |       |       |  |  |             |             |             |             |             |             |  |  |                            |                            |                            |                            |                            |                            |  |  |                             |                             |                             |                             |                             |                             |  |  |                   |                   |                   |                   |                   |                   |  |  |                  |                  |                  |                  |                  |                  |  |  |                   |                   |                   |                   |                   |                   |  |  |                      |                      |                      |                      |                      |                      |  |  |                     |                     |                     |                     |                     |                     |  |  |                              |                              |                              |                              |                              |                              |  |  |                      |                      |                      |                      |                      |                      |  |  |          |          |          |          |          |          |  |  |                   |                   |                   |                   |                   |                   |  |  |  |  |  |  |  |  |  |  |  |  |  |  |  |  |  |  |  |  |  |  |  |  |  |  |  |  |  |  |  |  |  |  |  |  |  |  |  |  |  |  |  |  |  |  |  |  |  |  |  |  |  |  |  |  |  |  |  |  |
|                  |                  |                  |                  |                  |                  |  |  |                   |                   |                   |                   |                   |                   |  |  |                     |                     |                     |                     |                     |                     |  |  | Daemon Blackfyre            | Daemon Blackfyre            | Daemon Blackfyre            | Daemon Blackfyre            | Daemon Blackfyre            | Daemon Blackfyre            |  |  |       |       |       |       |       |       |  |  |             |             |             |             |             |             |  |  | Aegor Rivers "Acreacciaio" | Aegor Rivers "Acreacciaio" | Aegor Rivers "Acreacciaio" | Aegor Rivers "Acreacciaio" | Aegor Rivers "Acreacciaio" | Aegor Rivers "Acreacciaio" |  |  | Brynden Rivers "Bloodraven" | Brynden Rivers "Bloodraven" | Brynden Rivers "Bloodraven" | Brynden Rivers "Bloodraven" | Brynden Rivers "Bloodraven" | Brynden Rivers "Bloodraven" |  |  | Shiera Seastar    | Shiera Seastar    | Shiera Seastar    | Shiera Seastar    | Shiera Seastar    | Shiera Seastar    |  |  |                  |                  |                  |                  |                  |                  |  |  |                   |                   |                   |                   |                   |                   |  |  | Daeron II 184–209    | Daeron II 184–209    | Daeron II 184–209    | Daeron II 184–209    | Daeron II 184–209    | Daeron II 184–209    |  |  | Mariah Martell      | Mariah Martell      | Mariah Martell      | Mariah Martell      | Mariah Martell      | Mariah Martell      |  |  | Daenys                       | Daenys                       | Daenys                       | Daenys                       | Daenys                       | Daenys                       |  |  |                      |                      |                      |                      |                      |                      |  |  |          |          |          |          |          |          |  |  |                   |                   |                   |                   |                   |                   |  |  |  |  |  |  |  |  |  |  |  |  |  |  |  |  |  |  |  |  |  |  |  |  |  |  |  |  |  |  |  |  |  |  |  |  |  |  |  |  |  |  |  |  |  |  |  |  |  |  |  |  |  |  |  |  |  |  |  |  |
|                  |                  |                  |                  |                  |                  |  |  |                   |                   |                   |                   |                   |                   |  |  |                     |                     |                     |                     |                     |                     |  |  | Daemon Blackfyre            | Daemon Blackfyre            | Daemon Blackfyre            | Daemon Blackfyre            | Daemon Blackfyre            | Daemon Blackfyre            |  |  |       |       |       |       |       |       |  |  |             |             |             |             |             |             |  |  | Aegor Rivers "Acreacciaio" | Aegor Rivers "Acreacciaio" | Aegor Rivers "Acreacciaio" | Aegor Rivers "Acreacciaio" | Aegor Rivers "Acreacciaio" | Aegor Rivers "Acreacciaio" |  |  | Brynden Rivers "Bloodraven" | Brynden Rivers "Bloodraven" | Brynden Rivers "Bloodraven" | Brynden Rivers "Bloodraven" | Brynden Rivers "Bloodraven" | Brynden Rivers "Bloodraven" |  |  | Shiera Seastar    | Shiera Seastar    | Shiera Seastar    | Shiera Seastar    | Shiera Seastar    | Shiera Seastar    |  |  |                  |                  |                  |                  |                  |                  |  |  |                   |                   |                   |                   |                   |                   |  |  | Daeron II 184–209    | Daeron II 184–209    | Daeron II 184–209    | Daeron II 184–209    | Daeron II 184–209    | Daeron II 184–209    |  |  | Mariah Martell      | Mariah Martell      | Mariah Martell      | Mariah Martell      | Mariah Martell      | Mariah Martell      |  |  | Daenys                       | Daenys                       | Daenys                       | Daenys                       | Daenys                       | Daenys                       |  |  |                      |                      |                      |                      |                      |                      |  |  |          |          |          |          |          |          |  |  |                   |                   |                   |                   |                   |                   |  |  |  |  |  |  |  |  |  |  |  |  |  |  |  |  |  |  |  |  |  |  |  |  |  |  |  |  |  |  |  |  |  |  |  |  |  |  |  |  |  |  |  |  |  |  |  |  |  |  |  |  |  |  |  |  |  |  |  |  |
|                  |                  |                  |                  |                  |                  |  |  |                   |                   |                   |                   |                   |                   |  |  |                     |                     |                     |                     |                     |                     |  |  |                             |                             |                             |                             |                             |                             |  |  |       |       |       |       |       |       |  |  |             |             |             |             |             |             |  |  |                            |                            |                            |                            |                            |                            |  |  |                             |                             |                             |                             |                             |                             |  |  |                   |                   |                   |                   |                   |                   |  |  |                  |                  |                  |                  |                  |                  |  |  |                   |                   |                   |                   |                   |                   |  |  |                      |                      |                      |                      |                      |                      |  |  |                     |                     |                     |                     |                     |                     |  |  |                              |                              |                              |                              |                              |                              |  |  |                      |                      |                      |                      |                      |                      |  |  |          |          |          |          |          |          |  |  |                   |                   |                   |                   |                   |                   |  |  |  |  |  |  |  |  |  |  |  |  |  |  |  |  |  |  |  |  |  |  |  |  |  |  |  |  |  |  |  |  |  |  |  |  |  |  |  |  |  |  |  |  |  |  |  |  |  |  |  |  |  |  |  |  |  |  |  |  |
|                  |                  |                  |                  |                  |                  |  |  |                   |                   |                   |                   |                   |                   |  |  |                     |                     |                     |                     |                     |                     |  |  |                             |                             |                             |                             |                             |                             |  |  |       |       |       |       |       |       |  |  |             |             |             |             |             |             |  |  |                            |                            |                            |                            |                            |                            |  |  |                             |                             |                             |                             |                             |                             |  |  |                   |                   |                   |                   |                   |                   |  |  |                  |                  |                  |                  |                  |                  |  |  |                   |                   |                   |                   |                   |                   |  |  |                      |                      |                      |                      |                      |                      |  |  |                     |                     |                     |                     |                     |                     |  |  |                              |                              |                              |                              |                              |                              |  |  |                      |                      |                      |                      |                      |                      |  |  |          |          |          |          |          |          |  |  |                   |                   |                   |                   |                   |                   |  |  |  |  |  |  |  |  |  |  |  |  |  |  |  |  |  |  |  |  |  |  |  |  |  |  |  |  |  |  |  |  |  |  |  |  |  |  |  |  |  |  |  |  |  |  |  |  |  |  |  |  |  |  |  |  |  |  |  |  |
| Aegon Blackfyre  | Aegon Blackfyre  | Aegon Blackfyre  | Aegon Blackfyre  | Aegon Blackfyre  | Aegon Blackfyre  |  |  | Aemon Blackfyre   | Aemon Blackfyre   | Aemon Blackfyre   | Aemon Blackfyre   | Aemon Blackfyre   | Aemon Blackfyre   |  |  | Daemon II Blackfyre | Daemon II Blackfyre | Daemon II Blackfyre | Daemon II Blackfyre | Daemon II Blackfyre | Daemon II Blackfyre |  |  | Haegon Blackfyre            | Haegon Blackfyre            | Haegon Blackfyre            | Haegon Blackfyre            | Haegon Blackfyre            | Haegon Blackfyre            |  |  | son   | son   | son   | son   | son   | son   |  |  | son         | son         | son         | son         | son         | son         |  |  | son                        | son                        | son                        | son                        | son                        | son                        |  |  | Baelor Lancia Spezzata      | Baelor Lancia Spezzata      | Baelor Lancia Spezzata      | Baelor Lancia Spezzata      | Baelor Lancia Spezzata      | Baelor Lancia Spezzata      |  |  | Aerys I 209–221   | Aerys I 209–221   | Aerys I 209–221   | Aerys I 209–221   | Aerys I 209–221   | Aerys I 209–221   |  |  | Aelinor          | Aelinor          | Aelinor          | Aelinor          | Aelinor          | Aelinor          |  |  | Rhaegel           | Rhaegel           | Rhaegel           | Rhaegel           | Rhaegel           | Rhaegel           |  |  |                      |                      |                      |                      |                      |                      |  |  |                     |                     |                     |                     |                     |                     |  |  |                              |                              |                              |                              |                              |                              |  |  | Maekar I 221–233     | Maekar I 221–233     | Maekar I 221–233     | Maekar I 221–233     | Maekar I 221–233     | Maekar I 221–233     |  |  |          |          |          |          |          |          |  |  |                   |                   |                   |                   |                   |                   |  |  |  |  |  |  |  |  |  |  |  |  |  |  |  |  |  |  |  |  |  |  |  |  |  |  |  |  |  |  |  |  |  |  |  |  |  |  |  |  |  |  |  |  |  |  |  |  |  |  |  |  |  |  |  |  |  |  |  |  |
| Aegon Blackfyre  | Aegon Blackfyre  | Aegon Blackfyre  | Aegon Blackfyre  | Aegon Blackfyre  | Aegon Blackfyre  |  |  | Aemon Blackfyre   | Aemon Blackfyre   | Aemon Blackfyre   | Aemon Blackfyre   | Aemon Blackfyre   | Aemon Blackfyre   |  |  | Daemon II Blackfyre | Daemon II Blackfyre | Daemon II Blackfyre | Daemon II Blackfyre | Daemon II Blackfyre | Daemon II Blackfyre |  |  | Haegon Blackfyre            | Haegon Blackfyre            | Haegon Blackfyre            | Haegon Blackfyre            | Haegon Blackfyre            | Haegon Blackfyre            |  |  | son   | son   | son   | son   | son   | son   |  |  | son         | son         | son         | son         | son         | son         |  |  | son                        | son                        | son                        | son                        | son                        | son                        |  |  | Baelor Lancia Spezzata      | Baelor Lancia Spezzata      | Baelor Lancia Spezzata      | Baelor Lancia Spezzata      | Baelor Lancia Spezzata      | Baelor Lancia Spezzata      |  |  | Aerys I 209–221   | Aerys I 209–221   | Aerys I 209–221   | Aerys I 209–221   | Aerys I 209–221   | Aerys I 209–221   |  |  | Aelinor          | Aelinor          | Aelinor          | Aelinor          | Aelinor          | Aelinor          |  |  | Rhaegel           | Rhaegel           | Rhaegel           | Rhaegel           | Rhaegel           | Rhaegel           |  |  |                      |                      |                      |                      |                      |                      |  |  |                     |                     |                     |                     |                     |                     |  |  |                              |                              |                              |                              |                              |                              |  |  | Maekar I 221–233     | Maekar I 221–233     | Maekar I 221–233     | Maekar I 221–233     | Maekar I 221–233     | Maekar I 221–233     |  |  |          |          |          |          |          |          |  |  |                   |                   |                   |                   |                   |                   |  |  |  |  |  |  |  |  |  |  |  |  |  |  |  |  |  |  |  |  |  |  |  |  |  |  |  |  |  |  |  |  |  |  |  |  |  |  |  |  |  |  |  |  |  |  |  |  |  |  |  |  |  |  |  |  |  |  |  |  |
|                  |                  |                  |                  |                  |                  |  |  |                   |                   |                   |                   |                   |                   |  |  |                     |                     |                     |                     |                     |                     |  |  |                             |                             |                             |                             |                             |                             |  |  |       |       |       |       |       |       |  |  |             |             |             |             |             |             |  |  |                            |                            |                            |                            |                            |                            |  |  |                             |                             |                             |                             |                             |                             |  |  |                   |                   |                   |                   |                   |                   |  |  |                  |                  |                  |                  |                  |                  |  |  |                   |                   |                   |                   |                   |                   |  |  |                      |                      |                      |                      |                      |                      |  |  |                     |                     |                     |                     |                     |                     |  |  |                              |                              |                              |                              |                              |                              |  |  |                      |                      |                      |                      |                      |                      |  |  |          |          |          |          |          |          |  |  |                   |                   |                   |                   |                   |                   |  |  |  |  |  |  |  |  |  |  |  |  |  |  |  |  |  |  |  |  |  |  |  |  |  |  |  |  |  |  |  |  |  |  |  |  |  |  |  |  |  |  |  |  |  |  |  |  |  |  |  |  |  |  |  |  |  |  |  |  |
|                  |                  |                  |                  |                  |                  |  |  |                   |                   |                   |                   |                   |                   |  |  |                     |                     |                     |                     |                     |                     |  |  |                             |                             |                             |                             |                             |                             |  |  |       |       |       |       |       |       |  |  |             |             |             |             |             |             |  |  |                            |                            |                            |                            |                            |                            |  |  |                             |                             |                             |                             |                             |                             |  |  |                   |                   |                   |                   |                   |                   |  |  |                  |                  |                  |                  |                  |                  |  |  |                   |                   |                   |                   |                   |                   |  |  |                      |                      |                      |                      |                      |                      |  |  |                     |                     |                     |                     |                     |                     |  |  |                              |                              |                              |                              |                              |                              |  |  |                      |                      |                      |                      |                      |                      |  |  |          |          |          |          |          |          |  |  |                   |                   |                   |                   |                   |                   |  |  |  |  |  |  |  |  |  |  |  |  |  |  |  |  |  |  |  |  |  |  |  |  |  |  |  |  |  |  |  |  |  |  |  |  |  |  |  |  |  |  |  |  |  |  |  |  |  |  |  |  |  |  |  |  |  |  |  |  |
|                  |                  |                  |                  |                  |                  |  |  |                   |                   |                   |                   |                   |                   |  |  |                     |                     |                     |                     |                     |                     |  |  |                             |                             |                             |                             |                             |                             |  |  |       |       |       |       |       |       |  |  |             |             |             |             |             |             |  |  |                            |                            |                            |                            |                            |                            |  |  | Valarr                      | Valarr                      | Valarr                      | Valarr                      | Valarr                      | Valarr                      |  |  | Matarys           | Matarys           | Matarys           | Matarys           | Matarys           | Matarys           |  |  | Aelor            | Aelor            | Aelor            | Aelor            | Aelor            | Aelor            |  |  | Aelora            | Aelora            | Aelora            | Aelora            | Aelora            | Aelora            |  |  | Daeron               | Daeron               | Daeron               | Daeron               | Daeron               | Daeron               |  |  | Aerion Chiarafiamma | Aerion Chiarafiamma | Aerion Chiarafiamma | Aerion Chiarafiamma | Aerion Chiarafiamma | Aerion Chiarafiamma |  |  | Maestro Aemon                | Maestro Aemon                | Maestro Aemon                | Maestro Aemon                | Maestro Aemon                | Maestro Aemon                |  |  | Aegon V 233–259      | Aegon V 233–259      | Aegon V 233–259      | Aegon V 233–259      | Aegon V 233–259      | Aegon V 233–259      |  |  | Rhae     | Rhae     | Rhae     | Rhae     | Rhae     | Rhae     |  |  | Daella            | Daella            | Daella            | Daella            | Daella            | Daella            |  |  |  |  |  |  |  |  |  |  |  |  |  |  |  |  |  |  |  |  |  |  |  |  |  |  |  |  |  |  |  |  |  |  |  |  |  |  |  |  |  |  |  |  |  |  |  |  |  |  |  |  |  |  |  |  |  |  |  |  |
|                  |                  |                  |                  |                  |                  |  |  |                   |                   |                   |                   |                   |                   |  |  |                     |                     |                     |                     |                     |                     |  |  |                             |                             |                             |                             |                             |                             |  |  |       |       |       |       |       |       |  |  |             |             |             |             |             |             |  |  |                            |                            |                            |                            |                            |                            |  |  | Valarr                      | Valarr                      | Valarr                      | Valarr                      | Valarr                      | Valarr                      |  |  | Matarys           | Matarys           | Matarys           | Matarys           | Matarys           | Matarys           |  |  | Aelor            | Aelor            | Aelor            | Aelor            | Aelor            | Aelor            |  |  | Aelora            | Aelora            | Aelora            | Aelora            | Aelora            | Aelora            |  |  | Daeron               | Daeron               | Daeron               | Daeron               | Daeron               | Daeron               |  |  | Aerion Chiarafiamma | Aerion Chiarafiamma | Aerion Chiarafiamma | Aerion Chiarafiamma | Aerion Chiarafiamma | Aerion Chiarafiamma |  |  | Maestro Aemon                | Maestro Aemon                | Maestro Aemon                | Maestro Aemon                | Maestro Aemon                | Maestro Aemon                |  |  | Aegon V 233–259      | Aegon V 233–259      | Aegon V 233–259      | Aegon V 233–259      | Aegon V 233–259      | Aegon V 233–259      |  |  | Rhae     | Rhae     | Rhae     | Rhae     | Rhae     | Rhae     |  |  | Daella            | Daella            | Daella            | Daella            | Daella            | Daella            |  |  |  |  |  |  |  |  |  |  |  |  |  |  |  |  |  |  |  |  |  |  |  |  |  |  |  |  |  |  |  |  |  |  |  |  |  |  |  |  |  |  |  |  |  |  |  |  |  |  |  |  |  |  |  |  |  |  |  |  |
|                  |                  |                  |                  |                  |                  |  |  |                   |                   |                   |                   |                   |                   |  |  |                     |                     |                     |                     |                     |                     |  |  |                             |                             |                             |                             |                             |                             |  |  |       |       |       |       |       |       |  |  |             |             |             |             |             |             |  |  |                            |                            |                            |                            |                            |                            |  |  |                             |                             |                             |                             |                             |                             |  |  |                   |                   |                   |                   |                   |                   |  |  |                  |                  |                  |                  |                  |                  |  |  |                   |                   |                   |                   |                   |                   |  |  |                      |                      |                      |                      |                      |                      |  |  |                     |                     |                     |                     |                     |                     |  |  |                              |                              |                              |                              |                              |                              |  |  |                      |                      |                      |                      |                      |                      |  |  |          |          |          |          |          |          |  |  |                   |                   |                   |                   |                   |                   |  |  |  |  |  |  |  |  |  |  |  |  |  |  |  |  |  |  |  |  |  |  |  |  |  |  |  |  |  |  |  |  |  |  |  |  |  |  |  |  |  |  |  |  |  |  |  |  |  |  |  |  |  |  |  |  |  |  |  |  |
|                  |                  |                  |                  |                  |                  |  |  |                   |                   |                   |                   |                   |                   |  |  |                     |                     |                     |                     |                     |                     |  |  |                             |                             |                             |                             |                             |                             |  |  |       |       |       |       |       |       |  |  |             |             |             |             |             |             |  |  |                            |                            |                            |                            |                            |                            |  |  | Son                         | Son                         | Son                         | Son                         | Son                         | Son                         |  |  | Son               | Son               | Son               | Son               | Son               | Son               |  |  |                  |                  |                  |                  |                  |                  |  |  |                   |                   |                   |                   |                   |                   |  |  | Vaella "la semplice" | Vaella "la semplice" | Vaella "la semplice" | Vaella "la semplice" | Vaella "la semplice" | Vaella "la semplice" |  |  | Maegor              | Maegor              | Maegor              | Maegor              | Maegor              | Maegor              |  |  | Duncan il Piccolo            | Duncan il Piccolo            | Duncan il Piccolo            | Duncan il Piccolo            | Duncan il Piccolo            | Duncan il Piccolo            |  |  | Jaehaerys II 259–262 | Jaehaerys II 259–262 | Jaehaerys II 259–262 | Jaehaerys II 259–262 | Jaehaerys II 259–262 | Jaehaerys II 259–262 |  |  | Shaera   | Shaera   | Shaera   | Shaera   | Shaera   | Shaera   |  |  | Rhaelle Targaryen | Rhaelle Targaryen | Rhaelle Targaryen | Rhaelle Targaryen | Rhaelle Targaryen | Rhaelle Targaryen |  |  |  |  |  |  |  |  |  |  |  |  |  |  |  |  |  |  |  |  |  |  |  |  |  |  |  |  |  |  |  |  |  |  |  |  |  |  |  |  |  |  |  |  |  |  |  |  |  |  |  |  |  |  |  |  |  |  |  |  |
|                  |                  |                  |                  |                  |                  |  |  |                   |                   |                   |                   |                   |                   |  |  |                     |                     |                     |                     |                     |                     |  |  |                             |                             |                             |                             |                             |                             |  |  |       |       |       |       |       |       |  |  |             |             |             |             |             |             |  |  |                            |                            |                            |                            |                            |                            |  |  | Son                         | Son                         | Son                         | Son                         | Son                         | Son                         |  |  | Son               | Son               | Son               | Son               | Son               | Son               |  |  |                  |                  |                  |                  |                  |                  |  |  |                   |                   |                   |                   |                   |                   |  |  | Vaella "la semplice" | Vaella "la semplice" | Vaella "la semplice" | Vaella "la semplice" | Vaella "la semplice" | Vaella "la semplice" |  |  | Maegor              | Maegor              | Maegor              | Maegor              | Maegor              | Maegor              |  |  | Duncan il Piccolo            | Duncan il Piccolo            | Duncan il Piccolo            | Duncan il Piccolo            | Duncan il Piccolo            | Duncan il Piccolo            |  |  | Jaehaerys II 259–262 | Jaehaerys II 259–262 | Jaehaerys II 259–262 | Jaehaerys II 259–262 | Jaehaerys II 259–262 | Jaehaerys II 259–262 |  |  | Shaera   | Shaera   | Shaera   | Shaera   | Shaera   | Shaera   |  |  | Rhaelle Targaryen | Rhaelle Targaryen | Rhaelle Targaryen | Rhaelle Targaryen | Rhaelle Targaryen | Rhaelle Targaryen |  |  |  |  |  |  |  |  |  |  |  |  |  |  |  |  |  |  |  |  |  |  |  |  |  |  |  |  |  |  |  |  |  |  |  |  |  |  |  |  |  |  |  |  |  |  |  |  |  |  |  |  |  |  |  |  |  |  |  |  |
|                  |                  |                  |                  |                  |                  |  |  |                   |                   |                   |                   |                   |                   |  |  |                     |                     |                     |                     |                     |                     |  |  |                             |                             |                             |                             |                             |                             |  |  |       |       |       |       |       |       |  |  |             |             |             |             |             |             |  |  |                            |                            |                            |                            |                            |                            |  |  |                             |                             |                             |                             |                             |                             |  |  |                   |                   |                   |                   |                   |                   |  |  |                  |                  |                  |                  |                  |                  |  |  |                   |                   |                   |                   |                   |                   |  |  |                      |                      |                      |                      |                      |                      |  |  |                     |                     |                     |                     |                     |                     |  |  |                              |                              |                              |                              |                              |                              |  |  |                      |                      |                      |                      |                      |                      |  |  |          |          |          |          |          |          |  |  |                   |                   |                   |                   |                   |                   |  |  |  |  |  |  |  |  |  |  |  |  |  |  |  |  |  |  |  |  |  |  |  |  |  |  |  |  |  |  |  |  |  |  |  |  |  |  |  |  |  |  |  |  |  |  |  |  |  |  |  |  |  |  |  |  |  |  |  |  |
|                  |                  |                  |                  |                  |                  |  |  |                   |                   |                   |                   |                   |                   |  |  |                     |                     |                     |                     |                     |                     |  |  |                             |                             |                             |                             |                             |                             |  |  |       |       |       |       |       |       |  |  |             |             |             |             |             |             |  |  |                            |                            |                            |                            |                            |                            |  |  |                             |                             |                             |                             |                             |                             |  |  |                   |                   |                   |                   |                   |                   |  |  |                  |                  |                  |                  |                  |                  |  |  |                   |                   |                   |                   |                   |                   |  |  |                      |                      |                      |                      |                      |                      |  |  |                     |                     |                     |                     |                     |                     |  |  |                              |                              |                              |                              |                              |                              |  |  |                      |                      |                      |                      |                      |                      |  |  |          |          |          |          |          |          |  |  |                   |                   |                   |                   |                   |                   |  |  |  |  |  |  |  |  |  |  |  |  |  |  |  |  |  |  |  |  |  |  |  |  |  |  |  |  |  |  |  |  |  |  |  |  |  |  |  |  |  |  |  |  |  |  |  |  |  |  |  |  |  |  |  |  |  |  |  |  |
|                  |                  |                  |                  |                  |                  |  |  |                   |                   |                   |                   |                   |                   |  |  |                     |                     |                     |                     |                     |                     |  |  |                             |                             |                             |                             |                             |                             |  |  |       |       |       |       |       |       |  |  |             |             |             |             |             |             |  |  |                            |                            |                            |                            |                            |                            |  |  |                             |                             |                             |                             |                             |                             |  |  |                   |                   |                   |                   |                   |                   |  |  |                  |                  |                  |                  |                  |                  |  |  |                   |                   |                   |                   |                   |                   |  |  |                      |                      |                      |                      |                      |                      |  |  |                     |                     |                     |                     |                     |                     |  |  | Aerys II 262–283             | Aerys II 262–283             | Aerys II 262–283             | Aerys II 262–283             | Aerys II 262–283             | Aerys II 262–283             |  |  |                      |                      |                      |                      |                      |                      |  |  | Rhaella  | Rhaella  | Rhaella  | Rhaella  | Rhaella  | Rhaella  |  |  |                   |                   |                   |                   |                   |                   |  |  |  |  |  |  |  |  |  |  |  |  |  |  |  |  |  |  |  |  |  |  |  |  |  |  |  |  |  |  |  |  |  |  |  |  |  |  |  |  |  |  |  |  |  |  |  |  |  |  |  |  |  |  |  |  |  |  |  |  |
|                  |                  |                  |                  |                  |                  |  |  |                   |                   |                   |                   |                   |                   |  |  |                     |                     |                     |                     |                     |                     |  |  |                             |                             |                             |                             |                             |                             |  |  |       |       |       |       |       |       |  |  |             |             |             |             |             |             |  |  |                            |                            |                            |                            |                            |                            |  |  |                             |                             |                             |                             |                             |                             |  |  |                   |                   |                   |                   |                   |                   |  |  |                  |                  |                  |                  |                  |                  |  |  |                   |                   |                   |                   |                   |                   |  |  |                      |                      |                      |                      |                      |                      |  |  |                     |                     |                     |                     |                     |                     |  |  | Aerys II 262–283             | Aerys II 262–283             | Aerys II 262–283             | Aerys II 262–283             | Aerys II 262–283             | Aerys II 262–283             |  |  |                      |                      |                      |                      |                      |                      |  |  | Rhaella  | Rhaella  | Rhaella  | Rhaella  | Rhaella  | Rhaella  |  |  |                   |                   |                   |                   |                   |                   |  |  |  |  |  |  |  |  |  |  |  |  |  |  |  |  |  |  |  |  |  |  |  |  |  |  |  |  |  |  |  |  |  |  |  |  |  |  |  |  |  |  |  |  |  |  |  |  |  |  |  |  |  |  |  |  |  |  |  |  |
|                  |                  |                  |                  |                  |                  |  |  |                   |                   |                   |                   |                   |                   |  |  |                     |                     |                     |                     |                     |                     |  |  |                             |                             |                             |                             |                             |                             |  |  |       |       |       |       |       |       |  |  |             |             |             |             |             |             |  |  |                            |                            |                            |                            |                            |                            |  |  |                             |                             |                             |                             |                             |                             |  |  |                   |                   |                   |                   |                   |                   |  |  |                  |                  |                  |                  |                  |                  |  |  |                   |                   |                   |                   |                   |                   |  |  |                      |                      |                      |                      |                      |                      |  |  |                     |                     |                     |                     |                     |                     |  |  |                              |                              |                              |                              |                              |                              |  |  |                      |                      |                      |                      |                      |                      |  |  |          |          |          |          |          |          |  |  |                   |                   |                   |                   |                   |                   |  |  |  |  |  |  |  |  |  |  |  |  |  |  |  |  |  |  |  |  |  |  |  |  |  |  |  |  |  |  |  |  |  |  |  |  |  |  |  |  |  |  |  |  |  |  |  |  |  |  |  |  |  |  |  |  |  |  |  |  |
|                  |                  |                  |                  |                  |                  |  |  |                   |                   |                   |                   |                   |                   |  |  |                     |                     |                     |                     |                     |                     |  |  |                             |                             |                             |                             |                             |                             |  |  |       |       |       |       |       |       |  |  |             |             |             |             |             |             |  |  |                            |                            |                            |                            |                            |                            |  |  |                             |                             |                             |                             |                             |                             |  |  |                   |                   |                   |                   |                   |                   |  |  |                  |                  |                  |                  |                  |                  |  |  |                   |                   |                   |                   |                   |                   |  |  |                      |                      |                      |                      |                      |                      |  |  |                     |                     |                     |                     |                     |                     |  |  |                              |                              |                              |                              |                              |                              |  |  |                      |                      |                      |                      |                      |                      |  |  |          |          |          |          |          |          |  |  |                   |                   |                   |                   |                   |                   |  |  |  |  |  |  |  |  |  |  |  |  |  |  |  |  |  |  |  |  |  |  |  |  |  |  |  |  |  |  |  |  |  |  |  |  |  |  |  |  |  |  |  |  |  |  |  |  |  |  |  |  |  |  |  |  |  |  |  |  |
|                  |                  |                  |                  |                  |                  |  |  |                   |                   |                   |                   |                   |                   |  |  |                     |                     |                     |                     |                     |                     |  |  |                             |                             |                             |                             |                             |                             |  |  |       |       |       |       |       |       |  |  |             |             |             |             |             |             |  |  |                            |                            |                            |                            |                            |                            |  |  |                             |                             |                             |                             |                             |                             |  |  |                   |                   |                   |                   |                   |                   |  |  |                  |                  |                  |                  |                  |                  |  |  |                   |                   |                   |                   |                   |                   |  |  | Elia Martell         | Elia Martell         | Elia Martell         | Elia Martell         | Elia Martell         | Elia Martell         |  |  | Rhaegar             | Rhaegar             | Rhaegar             | Rhaegar             | Rhaegar             | Rhaegar             |  |  |                              |                              |                              |                              |                              |                              |  |  | Viserys              | Viserys              | Viserys              | Viserys              | Viserys              | Viserys              |  |  |          |          |          |          |          |          |  |  |                   |                   |                   |                   |                   |                   |  |  |  |  |  |  |  |  |  |  |  |  |  |  |  |  |  |  |  |  |  |  |  |  |  |  |  |  |  |  |  |  |  |  |  |  |  |  |  |  |  |  |  |  |  |  |  |  |  |  |  |  |  |  |  |  |  |  |  |  |
|                  |                  |                  |                  |                  |                  |  |  |                   |                   |                   |                   |                   |                   |  |  |                     |                     |                     |                     |                     |                     |  |  |                             |                             |                             |                             |                             |                             |  |  |       |       |       |       |       |       |  |  |             |             |             |             |             |             |  |  |                            |                            |                            |                            |                            |                            |  |  |                             |                             |                             |                             |                             |                             |  |  |                   |                   |                   |                   |                   |                   |  |  |                  |                  |                  |                  |                  |                  |  |  |                   |                   |                   |                   |                   |                   |  |  | Elia Martell         | Elia Martell         | Elia Martell         | Elia Martell         | Elia Martell         | Elia Martell         |  |  | Rhaegar             | Rhaegar             | Rhaegar             | Rhaegar             | Rhaegar             | Rhaegar             |  |  |                              |                              |                              |                              |                              |                              |  |  | Viserys              | Viserys              | Viserys              | Viserys              | Viserys              | Viserys              |  |  |          |          |          |          |          |          |  |  |                   |                   |                   |                   |                   |                   |  |  |  |  |  |  |  |  |  |  |  |  |  |  |  |  |  |  |  |  |  |  |  |  |  |  |  |  |  |  |  |  |  |  |  |  |  |  |  |  |  |  |  |  |  |  |  |  |  |  |  |  |  |  |  |  |  |  |  |  |
|                  |                  |                  |                  |                  |                  |  |  |                   |                   |                   |                   |                   |                   |  |  |                     |                     |                     |                     |                     |                     |  |  |                             |                             |                             |                             |                             |                             |  |  |       |       |       |       |       |       |  |  |             |             |             |             |             |             |  |  |                            |                            |                            |                            |                            |                            |  |  |                             |                             |                             |                             |                             |                             |  |  |                   |                   |                   |                   |                   |                   |  |  |                  |                  |                  |                  |                  |                  |  |  |                   |                   |                   |                   |                   |                   |  |  |                      |                      |                      |                      |                      |                      |  |  |                     |                     |                     |                     |                     |                     |  |  |                              |                              |                              |                              |                              |                              |  |  |                      |                      |                      |                      |                      |                      |  |  |          |          |          |          |          |          |  |  |                   |                   |                   |                   |                   |                   |  |  |  |  |  |  |  |  |  |  |  |  |  |  |  |  |  |  |  |  |  |  |  |  |  |  |  |  |  |  |  |  |  |  |  |  |  |  |  |  |  |  |  |  |  |  |  |  |  |  |  |  |  |  |  |  |  |  |  |  |
|                  |                  |                  |                  |                  |                  |  |  |                   |                   |                   |                   |                   |                   |  |  |                     |                     |                     |                     |                     |                     |  |  |                             |                             |                             |                             |                             |                             |  |  |       |       |       |       |       |       |  |  |             |             |             |             |             |             |  |  |                            |                            |                            |                            |                            |                            |  |  |                             |                             |                             |                             |                             |                             |  |  |                   |                   |                   |                   |                   |                   |  |  |                  |                  |                  |                  |                  |                  |  |  |                   |                   |                   |                   |                   |                   |  |  |                      |                      |                      |                      |                      |                      |  |  |                     |                     |                     |                     |                     |                     |  |  |                              |                              |                              |                              |                              |                              |  |  |                      |                      |                      |                      |                      |                      |  |  |          |          |          |          |          |          |  |  |                   |                   |                   |                   |                   |                   |  |  |  |  |  |  |  |  |  |  |  |  |  |  |  |  |  |  |  |  |  |  |  |  |  |  |  |  |  |  |  |  |  |  |  |  |  |  |  |  |  |  |  |  |  |  |  |  |  |  |  |  |  |  |  |  |  |  |  |  |
|                  |                  |                  |                  |                  |                  |  |  |                   |                   |                   |                   |                   |                   |  |  |                     |                     |                     |                     |                     |                     |  |  |                             |                             |                             |                             |                             |                             |  |  |       |       |       |       |       |       |  |  |             |             |             |             |             |             |  |  |                            |                            |                            |                            |                            |                            |  |  |                             |                             |                             |                             |                             |                             |  |  |                   |                   |                   |                   |                   |                   |  |  |                  |                  |                  |                  |                  |                  |  |  |                   |                   |                   |                   |                   |                   |  |  | Rhaenys              | Rhaenys              | Rhaenys              | Rhaenys              | Rhaenys              | Rhaenys              |  |  | Aegon               | Aegon               | Aegon               | Aegon               | Aegon               | Aegon               |  |  |                              |                              |                              |                              |                              |                              |  |  |                      |                      |                      |                      |                      |                      |  |  | Daenerys | Daenerys | Daenerys | Daenerys | Daenerys | Daenerys |  |  | Khal Drogo        | Khal Drogo        | Khal Drogo        | Khal Drogo        | Khal Drogo        | Khal Drogo        |  |  |  |  |  |  |  |  |  |  |  |  |  |  |  |  |  |  |  |  |  |  |  |  |  |  |  |  |  |  |  |  |  |  |  |  |  |  |  |  |  |  |  |  |  |  |  |  |  |  |  |  |  |  |  |  |  |  |  |  |
|                  |                  |                  |                  |                  |                  |  |  |                   |                   |                   |                   |                   |                   |  |  |                     |                     |                     |                     |                     |                     |  |  |                             |                             |                             |                             |                             |                             |  |  |       |       |       |       |       |       |  |  |             |             |             |             |             |             |  |  |                            |                            |                            |                            |                            |                            |  |  |                             |                             |                             |                             |                             |                             |  |  |                   |                   |                   |                   |                   |                   |  |  |                  |                  |                  |                  |                  |                  |  |  |                   |                   |                   |                   |                   |                   |  |  | Rhaenys              | Rhaenys              | Rhaenys              | Rhaenys              | Rhaenys              | Rhaenys              |  |  | Aegon               | Aegon               | Aegon               | Aegon               | Aegon               | Aegon               |  |  |                              |                              |                              |                              |                              |                              |  |  |                      |                      |                      |                      |                      |                      |  |  | Daenerys | Daenerys | Daenerys | Daenerys | Daenerys | Daenerys |  |  | Khal Drogo        | Khal Drogo        | Khal Drogo        | Khal Drogo        | Khal Drogo        | Khal Drogo        |  |  |  |  |  |  |  |  |  |  |  |  |  |  |  |  |  |  |  |  |  |  |  |  |  |  |  |  |  |  |  |  |  |  |  |  |  |  |  |  |  |  |  |  |  |  |  |  |  |  |  |  |  |  |  |  |  |  |  |  |
|                  |                  |                  |                  |                  |                  |  |  |                   |                   |                   |                   |                   |                   |  |  |                     |                     |                     |                     |                     |                     |  |  |                             |                             |                             |                             |                             |                             |  |  |       |       |       |       |       |       |  |  |             |             |             |             |             |             |  |  |                            |                            |                            |                            |                            |                            |  |  |                             |                             |                             |                             |                             |                             |  |  |                   |                   |                   |                   |                   |                   |  |  |                  |                  |                  |                  |                  |                  |  |  |                   |                   |                   |                   |                   |                   |  |  |                      |                      |                      |                      |                      |                      |  |  |                     |                     |                     |                     |                     |                     |  |  |                              |                              |                              |                              |                              |                              |  |  |                      |                      |                      |                      |                      |                      |  |  |          |          |          |          |          |          |  |  |                   |                   |                   |                   |                   |                   |  |  |  |  |  |  |  |  |  |  |  |  |  |  |  |  |  |  |  |  |  |  |  |  |  |  |  |  |  |  |  |  |  |  |  |  |  |  |  |  |  |  |  |  |  |  |  |  |  |  |  |  |  |  |  |  |  |  |  |  |
|                  |                  |                  |                  |                  |                  |  |  |                   |                   |                   |                   |                   |                   |  |  |                     |                     |                     |                     |                     |                     |  |  |                             |                             |                             |                             |                             |                             |  |  |       |       |       |       |       |       |  |  |             |             |             |             |             |             |  |  |                            |                            |                            |                            |                            |                            |  |  |                             |                             |                             |                             |                             |                             |  |  |                   |                   |                   |                   |                   |                   |  |  |                  |                  |                  |                  |                  |                  |  |  |                   |                   |                   |                   |                   |                   |  |  |                      |                      |                      |                      |                      |                      |  |  |                     |                     |                     |                     |                     |                     |  |  |                              |                              |                              |                              |                              |                              |  |  |                      |                      |                      |                      |                      |                      |  |  |          |          |          |          | Rhaego   |          |  |  |                   |                   |                   |                   |                   |                   |  |  |  |  |  |  |  |  |  |  |  |  |  |  |  |  |  |  |  |  |  |  |  |  |  |  |  |  |  |  |  |  |  |  |  |  |  |  |  |  |  |  |  |  |  |  |  |  |  |  |  |  |  |  |  |  |  |  |  |  |

### Cronologia
Tutte le date sono registrate a partire da "Prima della Conquista" di Aegon (P.C.) e proseguono a "Dopo la Conquista" (D.C.).
Arrivo dei Targaryen a Roccia del Drago (114 P.C.)In seguito a una premonizione del Disastro di Valyria la Casa Targaryen si trasferisce sull'isola di Roccia del Drago, vicino alla costa orientale di Westeros.
Disastro di Valyria (circa 102 P.C.)Valyria viene colpita da una devastante serie di eruzioni vulcaniche, maremoti e inondazioni che la radono completamente al suolo. Nessun abitante o drago sopravvive, l'impero valyriano, comprendente l'intero continente orientale, si dissolve e i draghi della Casa Targaryen sono gli ultimi rimasti nel mondo.
Guerre di Conquista (2 P.C.-0 D.C.)Aiutato dai suoi tre draghi Vhagar, Meraxes, e Balerion, l'esercito di Aegon il Conquistatore invade i Sette Regni di Westeros, dando il via alle Guerre di Conquista. Nella battaglia conosciuta come "Il campo di fuoco", l'unica (non tenendo conto della distruzione di Harrenhal) in cui vengono utilizzati i tre draghi allora posseduti da Casa Targaryen, l'esercito di Aegon sconfigge le forze alleate di Castel Granito e dell'Altopiano. I tre draghi uccidono circa 4.000 uomini. Nelle terre dei fiumi le forze di Harren il Nero vengono distrutte con la distruzione di Harrenhal, Harren e i suoi figli vengono bruciati vivi dai draghi assieme alla fortezza da lui stesso costruita. Torrhen Stark, re del Nord, si sottomette senza combattere. Lo stesso fa il sovrano della Valle di Arryn, Capo Tempesta invece viene conquistato da Otis Baratheon, il principale luogotenente dei Targaryen, che verrà nominato per questo lord della regione. Alla fine solo Dorne riesce a resistere ai draghi Targaryen, rimanendo così un principato indipendente.
Ribellione del Credo (37-48 D.C.)Con l'ascesa al trono di Aenys I, figlio di Aegon e sua sorella Rhaenys, il Credo, il braccio militare della religione dei 7 dei, si ribella alla corona perché non accetta il dominio di un sovrano nato dall'incesto. Il conflitto si protrarrà lungo tutto il regno di Aenys e di Maegor il Crudele, nonostante la tremenda repressione scatenata da quest'ultimo. Jaehaerys il Conciliatore, appena incoronato, stringe finalmente una pace col Credo.
La Danza dei Draghi (129-131 D.C.)Il trono di Spade è reclamato contemporaneamente da Aegon II e dalla sorella maggiore Rhaenyra. Quest'ultima cade nella guerra derivante ma con lei anche il fratello e i figli di Aegon II, a succedere a quest'ultimo è il figlio di Rhaenyra Aegon III.
Estinzione dei draghi (131-157 D.C.)Nel corso del regno di Aegon III muoiono gli ultimi quattro draghi Targaryen e con essi la loro razza. Aegon III è chiamato per questo Rovina dei draghi o Veleno di drago.
Conquista di Dorne (157-161 D.C.)Daeron I, il Giovane Drago, all'età di 14 anni e appena salito al trono, conquista Dorne, ma non riesce a mantenere il dominio su di essa, muore in combattimento a 18 anni. Suo fratello Baelor I, il Benedetto, restituisce la libertà a Dorne.
Annessione definitiva di Dorne (circa 184 D.C.)Daeron II annette definitivamente Dorne prendendo in sposa la principessa Myriah Martell e dando in sposa la sorella all'ultimo sovrano di Dorne.
La ribellione di Blackfyre (196 D.C.)La prima ribellione di Blackfyre finisce quando le forze ribelli di Daemon Blackfyre sono sconfitte nella Battaglia dei Campi Rosso Sangue. Questi eventi sono narrati in Tempesta di spade.
Torneo ad Ashford (208 D.C.)Baelor "Lancia Spezzata" Targaryen, primogenito ed erede di Daeron II, muore al torneo di Ashford. Questi eventi sono narrati in Il Cavaliere Errante. Una storia dei Sette Regni.
Grande Epidemia di Primavera (209 D.C.)Una peste si diffonde in larga parte del continente di Westeros, uccidendo il re Daeron II e i suoi nipoti e eredi Valarr e Matarys. A lui succederà il secondogenito Aerys I.
Grande Concilio (233 D.C.)Dopo la morte di Maekar I, quartogenito di Daeron II, un Grande Concilio trascura nella linea di successione il figlio infante di Aerion Chiarafiamma e la figlia demente del Principe Daeron l'Ubriaco, i 2 figli maggiori del re morti prima del padre, offrendo la corona a Aemon Targaryen. Lui però rifiuta e quindi viene incornato il quartogenito Aegon V, soprannominato per questo l'Improbabile.
Ribellioni e tragedia della Sala dell'Estate (233-259 D.C.)Durante il regno di Aegon V si verificarono molte ribellioni da parte dei Blackfyre e da parte dei nobili, per via di molte riforme che salvaguardavano la gente comune e per patti matrimoniali non riusciti. Aegon capì del bisogno di avere i draghi per mantenere la pace e l'ordine così, mentre avveniva la nascita del principe Rhaegar (figlio di suo nipote Aerys), tentò di fare schiudere un uovo di drago nella Sala dell'Estate ma provocò invece un grande incendio che distrusse la reggia e uccise con molti dei suoi parenti.
Guerra dei Re da Nove Soldi (260 D.C.)L'ultimo della stirpe dei rivali Blackfyre, Maelys il Mostruoso, fa un patto con 8 capi briganti per invadere Westeros e spartirselo fra di loro. Succeduto a suo padre Aegon, Jaehaerys, convoca le armate dei Sette Regni e le invia sulle Stepstones. La guerra durò per tutto l'anno e terminò quando un giovane cavaliere di nome Barristan Selmy uccise Maelys in battaglia;
Guerra dell'Usurpatore (282-284 D.C.)Il regno dei Targaryen termina quando Robert Baratheon conquista il Trono di Spade nella Guerra dell'Usurpatore uccidendo il Principe ereditario Rhaegar Targaryen nella battaglia del Tridente, mentre il Re Folle Aerys II viene ucciso da Jaime Lannister, uno dei sette membri della stessa guardia reale. I figli di Rhaegar, Rhaenys e Aegon, vengono assassinati per ordine di Tywin Lannister, Lord di Castel Granito e Protettore dell'occidente. La regina consorte Rhaella e il principe Viserys, primo nella linea di successione a seguito della morte di Rhaegar, sfuggono al massacro rifugiandosi a Roccia del Drago. Rhaella muore nel dare alla luce Daenerys, Viserys fugge oltremare con la sorella.
Iniziano gli avvenimenti narrati nei romanzi (298 D.C.).

### Draghi
Secondo alcune leggende i primi draghi erano arrivati da oriente, dalla terra delle ombre oltre Asshai e dalle isole del mare di giada.
I Targaryen mantenevano una stalla di draghi per buona parte del loro regno in Westeros. Ogni drago veniva nominato e affidato a un Targaryen che lo avrebbe utilizzato per la guerra o per il semplice trasporto. La famiglia per ospitare i propri draghi costruì nelle terre del Re un'immensa struttura a cupola denominata Fossa dei Draghi. Nuovi draghi venivano allevati partendo dai tre originali di Aegon, ma le morti violente in battaglia e l'aumento di infermità nelle generazioni successive hanno portato al declino della stalla di famiglia.
L'ultimo drago Targaryen era una creatura sterile e deformata morta giovane mentre quelli più grandi appartenevano ad Aegon il conquistatore e alle sue due sorelle.
I tre draghi avevano nomi degli antichi dei di Valyria: Vhagar, Meraxes e Balerion, detto il Terrore Nero.
Proprio col respiro di fuoco di Balerion fu forgiato il Trono di Spade, lo scranno sul quale siedono tutti i re dei Sette Regni da Aegon I in poi. Secondo le ballate furono necessari per costruirlo mille spade, appartenenti ai nemici sconfitti, e 59 giorni di battitura a martello.
Non sono ben chiare le cause delle morti degli ultimi draghi. Una leggenda racconta che Aegon III li avvelenò ma l'Arcimaestro Marwyn asserì che i Maestri della Cittadella erano in qualche modo responsabili. Altri personaggi hanno sostenuto che allevare draghi in spazi chiusi era innaturale e bloccava la loro crescita.
Parlando con Quentyn Martell, Daenerys ribadisce la sua volontà di cavalcare i draghi o almeno uno di essi dato che ricorda che neanche Aegon ebbe mai l'ardire di montare Meraxes o Vhagar, i draghi delle sue sorelle. Ciò potrebbe voler significare l'esistenza di un limite nella pratica di cavalcare draghi.
Euron Greyjoy afferma di aver ritrovato un antichissimo corno a Valyria il cui suono permetterebbe di controllare i draghi e lo affida a suo fratello Victarion nel viaggio che questi intraprende verso la Baia degli Schiavisti.

## Successione
| Aegon I      | 1–37    |
| Aenys I      | 37–42   |
| Maegor I     | 42–48   |
| Jaehaerys I  | 48–103  |
| Viserys I    | 103–129 |
| Aegon II     | 129–131 |
| Aegon III    | 131-157 |
| Daeron I     | 157-161 |
| Baelor I     | 161-171 |
| Viserys II   | 171-172 |
| Aegon IV     | 172-184 |
| Daeron II    | 184-209 |
| Aerys I      | 209-221 |
| Maekar I     | 221-233 |
| Aegon V      | 233-259 |
| Jaehaerys II | 259-262 |
| Aerys II     | 262-283 |

| Viserys III | 283-298 |
| Daenerys I  | 298-    |
| Aegon VI    | 300-    |

### Danza dei Draghi
La prima grande crisi per la dinastia Targaryen fu una guerra di successione tra due dei figli di re Viserys I e assunse la denominazione di Danza dei Draghi. Viserys I ebbe tre figli dalla sua prima regina, discendente della Casa Arryn: due maschi, che morirono in giovane età, e una femmina, Rhaenyra. Non avendo un figlio che gli potesse succedere, Viserys cominciò a educare Rhaenyra perché fosse la sua erede designata. La giovane principessa Rhaenyra fu invitata a partecipare alle discussioni degli affari di stato e agli incontri del Concilio Ristretto. Molti dei nobili ne presero atto e presto la principessa vide formarsi una fazione di sostenitori.
Tuttavia, dopo che la regina Arryn morì, il re si risposò, questa volta con una Hightower di Vecchia Città. La nuova regina generò tre figli e una figlia. Al primogenito venne dato il nome di Aegon. Ciononostante, il diritto di Rhaenyra nella linea di successione non venne messo in discussione e Viserys formalizzò la sua volontà riguardo alla stessa.
Alla morte del Re, invece, il Lord Comandante della Guardia reale, ser Criston Cole, detto poi il Creatore di Re, venne meno alla volontà del sovrano e incoronò il principe Aegon come Aegon II. Le motivazioni di questo gesto furono poco chiare. Si suppone che ci potesse essere una causa personale sottostante il gesto del Lord Comandante, secondo questa ipotesi Ser Criston e Rhaenyra erano stati amanti e la loro storia era finita male. In ogni caso, molti dei lord del regno erano a conoscenza della volontà di Viserys di considerare Rhaenyra come sua legittima erede e come prima regina di Westeros, per cui diedero il loro sostegno alla causa della principessa. Si presume che molti di loro fossero componenti di quella fazione che si era impegnata per anni a guadagnarsi il favore della presunta futura regina. Aegon II ebbe il sostegno di molti altri lord, di conseguenza un sanguinoso conflitto armato si scatenò su Westeros.
Durante la Danza dei Draghi anche la Guardia Reale si divise, epico lo scontro tra i fratelli gemelli ser Erryk e ser Arryk morto l'uno sulla spada dell'altro.
In circostanze non del tutto rivelate, Rhaenyra venne catturata e messa a morte come traditrice per mano di suo fratello, che la fece divorare dal suo drago, sotto gli occhi del figlio di lei Aegon. Tuttavia, poco tempo dopo la fine della guerra Aegon II stesso morì e, essendo morti i suoi figli maschi per omicidio e i suoi fratelli in combattimento, colui che gli successe fu proprio suo nipote, il figlio di Rhaenyra, che avrebbe regnato come Aegon III, conosciuto poi come Rovina dei Draghi. Per evitare ulteriori conflitti Aegon III sposò la figlia di Aegon II, l'ultima superstite del ramo della famiglia generato dall'unione con gli Hightower. Lei però morì senza aver avuto figli, che Aegon ebbe dalla seconda moglie della Casa Velaryon.
Fino alla Danza dei Draghi, la Casa Targaryen aveva praticato una versione molto modificata della discendenza agnatica, ponendo le pretendenti femmine dopo tutti i maschi della linea di successione, anche quelli generati in relazioni non ufficiali.

### Casa Blackfyre
Una delle più gravi minacce alla dinastia dei Targaryen si sviluppò in conseguenza di una disputa dinastica tra i figli di Aegon IV. Il conflitto si risolse con la nascita di un ramo separato dai Targaryen, Casa Blackfyre, e con la guerra conseguente che divise il regno, conosciuta come Ribellione dei Blackfyre. Narrata nei numerosi flashback è parte importante della trama di The Sworn Sword.
Oltre ad avere un figlio e una figlia legittimi da sua moglie Naerys, Aegon IV ebbe numerosi figli bastardi, tra cui 4 le cui madri erano appartenenti a Case nobili, detti perciò i Grandi Bastardi: Daemon Blackfyre, figlio di sua cugina Daena Targaryen, Ser Aegor Rivers "Bittersteel" figlio di Lady Barbra Bracken, Shiera Seastar, figlia di Lady Serenei di Lys, e Ser Brynden Rivers "Bloodraven", figlio di Lady Mylessa Blackwood. Sul letto di morte li legittimò, ponendoli all'interno della linea di successione, comunque dopo il figlio legittimo Daeron, essendo lui maggiore di tutti loro, che regnò come Daeron II. A complicare la questione, si diffuse la voce che Daeron fosse in realtà figlio del fratello minore del re, Aemon il Cavaliere del Drago. Queste dicerie gettavano dubbi sulla legittimità a regnare di Daeron.
Re Daeron fu un uomo saggio, colto e dotto e regnò su una corte sofisticata, circondato da maestri e uomini eruditi, che venivano però considerati affettati e troppo raffinati dai suoi cortigiani e nobili di tendenze più marziali. Il suo matrimonio con la principessa dorniana Myriah Martell introdusse costumi e influenze straniere a corte, aggiungendo motivi di malcontento verso il re.
Brynden Rivers e Shiera Seastar non ebbero mai alcun interesse verso la corona, e morirono di vecchiaia senza mai essersi sposati o avuto figli. Ma il più vecchio dei Grandi Bastardi, Daemon, fu visto da molti come un uomo ed eventualmente un re migliore; era inoltre un Targaryen anche da parte di madre essendo figlio della nota figlia di Aegon III, Daena la Disubbidiente. Quando Daemon fu quattordicenne, Aegon IV lo presentò in pubblico con Blackfyre, l'antica spada di acciaio di Valyria dei re Targaryen; questo rafforzò l'idea che Aegon intendesse fare di Daemon il suo erede. Dopo la morte di suo padre Daemon prese il soprannome di Blackfyre e comandò infine una rivolta contro re Daeron, supportato dal fratellastro Aegor e da molte altre Nobili Casate. La ribellione terminò con la Battaglia dei Campi Rosso Sangue dove trovarono la morte Daemon Blackfyre e i suoi due figli maggiori Aegon e Aemon. Daemon lasciò altri 5 figli, i quali fuggirono insieme allo zio Aegor nel continente orientale, e la Casa Blackfyre continuò a essere una minaccia per il ramo principale dei Targaryen finché l'ultimo membro superstite, Maelys Blackfyre il Mostruoso, non fu ucciso durante la guerra dei Re da Nove Soldi.
|           |           |           |           |           |           |  |  | Rhaenyra |       |       |       |       |       |  |  |            |            |            |            |            |            |  |  |        |        |        |        |        |        |  |  |           |           |           |           |           |           |  |  |       |       |       |       |       |       |  |  |  |  |  |  |  |  |  |  |
|           |           |           |           |           |           |  |  |          |       |       |       |       |       |  |  |            |            |            |            |            |            |  |  |        |        |        |        |        |        |  |  |           |           |           |           |           |           |  |  |       |       |       |       |       |       |  |  |  |  |  |  |  |  |  |  |
|           |           |           |           |           |           |  |  |          |       |       |       |       |       |  |  |            |            |            |            |            |            |  |  |        |        |        |        |        |        |  |  |           |           |           |           |           |           |  |  |       |       |       |       |       |       |  |  |  |  |  |  |  |  |  |  |
| Aegon III | Aegon III | Aegon III | Aegon III | Aegon III | Aegon III |  |  |          |       |       |       |       |       |  |  | Viserys II | Viserys II | Viserys II | Viserys II | Viserys II | Viserys II |  |  |        |        |        |        |        |        |  |  |           |           |           |           |           |           |  |  |       |       |       |       |       |       |  |  |  |  |  |  |  |  |  |  |
| Aegon III | Aegon III | Aegon III | Aegon III | Aegon III | Aegon III |  |  |          |       |       |       |       |       |  |  | Viserys II | Viserys II | Viserys II | Viserys II | Viserys II | Viserys II |  |  |        |        |        |        |        |        |  |  |           |           |           |           |           |           |  |  |       |       |       |       |       |       |  |  |  |  |  |  |  |  |  |  |
|           |           |           |           |           |           |  |  |          |       |       |       |       |       |  |  |            |            |            |            |            |            |  |  |        |        |        |        |        |        |  |  |           |           |           |           |           |           |  |  |       |       |       |       |       |       |  |  |  |  |  |  |  |  |  |  |
| Daena     | Daena     | Daena     | Daena     | Daena     | Daena     |  |  |          |       |       |       |       |       |  |  | Aegon IV   | Aegon IV   | Aegon IV   | Aegon IV   | Aegon IV   | Aegon IV   |  |  |        |        |        |        |        |        |  |  | Naerys    | Naerys    | Naerys    | Naerys    | Naerys    | Naerys    |  |  | Aemon | Aemon | Aemon | Aemon | Aemon | Aemon |  |  |  |  |  |  |  |  |  |  |
| Daena     | Daena     | Daena     | Daena     | Daena     | Daena     |  |  |          |       |       |       |       |       |  |  | Aegon IV   | Aegon IV   | Aegon IV   | Aegon IV   | Aegon IV   | Aegon IV   |  |  |        |        |        |        |        |        |  |  | Naerys    | Naerys    | Naerys    | Naerys    | Naerys    | Naerys    |  |  | Aemon | Aemon | Aemon | Aemon | Aemon | Aemon |  |  |  |  |  |  |  |  |  |  |
|           |           |           |           |           |           |  |  |          |       |       |       |       |       |  |  |            |            |            |            |            |            |  |  |        |        |        |        |        |        |  |  |           |           |           |           |           |           |  |  |       |       |       |       |       |       |  |  |  |  |  |  |  |  |  |  |
|           |           |           |           |           |           |  |  |          |       |       |       |       |       |  |  |            |            |            |            |            |            |  |  |        |        |        |        |        |        |  |  |           |           |           |           |           |           |  |  |       |       |       |       |       |       |  |  |  |  |  |  |  |  |  |  |
| Daemon    | Daemon    | Daemon    | Daemon    | Daemon    | Daemon    |  |  | Aegor    | Aegor | Aegor | Aegor | Aegor | Aegor |  |  | Brynden    | Brynden    | Brynden    | Brynden    | Brynden    | Brynden    |  |  | Shiera | Shiera | Shiera | Shiera | Shiera | Shiera |  |  | Daeron II | Daeron II | Daeron II | Daeron II | Daeron II | Daeron II |  |  |       |       |       |       |       |       |  |  |  |  |  |  |  |  |  |  |
| Daemon    | Daemon    | Daemon    | Daemon    | Daemon    | Daemon    |  |  | Aegor    | Aegor | Aegor | Aegor | Aegor | Aegor |  |  | Brynden    | Brynden    | Brynden    | Brynden    | Brynden    | Brynden    |  |  | Shiera | Shiera | Shiera | Shiera | Shiera | Shiera |  |  | Daeron II | Daeron II | Daeron II | Daeron II | Daeron II | Daeron II |  |  |       |       |       |       |       |       |  |  |  |  |  |  |  |  |  |  |
|           |           |           |           |           |           |  |  |          |       |       |       |       |       |  |  |            |            |            |            |            |            |  |  |        |        |        |        |        |        |  |  |           |           |           |           |           |           |  |  |       |       |       |       |       |       |  |  |  |  |  |  |  |  |  |  |
| Aegon     | Aegon     | Aegon     | Aegon     | Aegon     | Aegon     |  |  | Aemon    | Aemon | Aemon | Aemon | Aemon | Aemon |  |  |            |            |            |            |            |            |  |  |        |        |        |        |        |        |  |  |           |           |           |           |           |           |  |  |       |       |       |       |       |       |  |  |  |  |  |  |  |  |  |  |

### Il Gran Concilio
Una serie di circostanze culminate con un Grande Concilio nel 233 AA portò all'incoronazione di Aegon V, detto "l'Improbabile" per il fatto che era il quarto figlio di un quarto figlio e perciò molto lontano nella linea di successione.
|        |        |        |        |        |        |        |        |         |         |         |         |         |         |         |         |         |         |        |        | Daeron II |         |         |         |         |         |        |        |         |         |         |         |         |         |       |       |          |          |          |          |          |          |         |         |         |         |  |  |      |      |      |      |      |      |  |  |        |        |        |        |        |        |  |  |
|        |        |        |        |        |        |        |        |         |         |         |         |         |         |         |         |         |         |        |        |           |         |         |         |         |         |        |        |         |         |         |         |         |         |       |       |          |          |          |          |          |          |         |         |         |         |  |  |      |      |      |      |      |      |  |  |        |        |        |        |        |        |  |  |
|        |        |        |        |        |        |        |        |         |         |         |         |         |         |         |         |         |         |        |        |           |         |         |         |         |         |        |        |         |         |         |         |         |         |       |       |          |          |          |          |          |          |         |         |         |         |  |  |      |      |      |      |      |      |  |  |        |        |        |        |        |        |  |  |
|        |        |        |        | Baelor | Baelor | Baelor | Baelor | Baelor  | Baelor  |         |         | Aerys I | Aerys I | Aerys I | Aerys I | Aerys I | Aerys I |        |        | Aelinor   | Aelinor | Aelinor | Aelinor | Aelinor | Aelinor |        |        | Rhaegel | Rhaegel | Rhaegel | Rhaegel | Rhaegel | Rhaegel |       |       | Maekar I | Maekar I | Maekar I | Maekar I | Maekar I | Maekar I |         |         |         |         |  |  |      |      |      |      |      |      |  |  |        |        |        |        |        |        |  |  |
|        |        |        |        | Baelor | Baelor | Baelor | Baelor | Baelor  | Baelor  |         |         | Aerys I | Aerys I | Aerys I | Aerys I | Aerys I | Aerys I |        |        | Aelinor   | Aelinor | Aelinor | Aelinor | Aelinor | Aelinor |        |        | Rhaegel | Rhaegel | Rhaegel | Rhaegel | Rhaegel | Rhaegel |       |       | Maekar I | Maekar I | Maekar I | Maekar I | Maekar I | Maekar I |         |         |         |         |  |  |      |      |      |      |      |      |  |  |        |        |        |        |        |        |  |  |
|        |        |        |        |        |        |        |        |         |         |         |         |         |         |         |         |         |         |        |        |           |         |         |         |         |         |        |        |         |         |         |         |         |         |       |       |          |          |          |          |          |          |         |         |         |         |  |  |      |      |      |      |      |      |  |  |        |        |        |        |        |        |  |  |
|        |        |        |        |        |        |        |        |         |         |         |         |         |         |         |         |         |         |        |        |           |         |         |         |         |         |        |        |         |         |         |         |         |         |       |       |          |          |          |          |          |          |         |         |         |         |  |  |      |      |      |      |      |      |  |  |        |        |        |        |        |        |  |  |
| Valarr | Valarr | Valarr | Valarr | Valarr | Valarr |        |        | Matarys | Matarys | Matarys | Matarys | Matarys | Matarys |         |         | Daeron  | Daeron  | Daeron | Daeron | Daeron    | Daeron  |         |         | Aerion  | Aerion  | Aerion | Aerion | Aerion  | Aerion  |         |         | Aemon   | Aemon   | Aemon | Aemon | Aemon    | Aemon    |          |          | Aegon V  | Aegon V  | Aegon V | Aegon V | Aegon V | Aegon V |  |  | Rhae | Rhae | Rhae | Rhae | Rhae | Rhae |  |  | Daella | Daella | Daella | Daella | Daella | Daella |  |  |

L'erede di Daeron II, il principe Baelor Spezzalancia, era morto in un incidente in un torneo, lasciando l'eredità della corona al suo figlio primogenito Valarr. Tuttavia, la peste del 209 AA, la Grande Pestilenza di Primavera, uccise Daeron ed entrambi i figli di Baelor, Valarr e Matarys. Questo fece di Aerys, il secondo figlio di Daeron, l'erede al trono. Re Aerys I sposò la cugina Aelinor Penrose, ma per un qualche motivo ignoto non giacque mai con la moglie e morì senza eredi. Essendo il fratello minore Rhaegel e i suoi 2 figli morti a loro volta per cause ignote, la corona passò al fratello più giovane Maekar, che regnò come Re Maekar I. Alla morte di Maekar, i suoi tre figli più vecchi furono scartati per varie ragioni. Il più vecchio, Daeron, detto l'Ubriacone, era un uomo dissoluto e morì prima del padre per un'infezione presa da una prostituta, lasciando solo una figlia dalla mente debole come possibile erede. Il secondo figlio, Aerion Brightflame morì per aver ingerito dell'altofuoco convinto che lo avrebbe trasformato in un drago. Aerion aveva un figlio piccolo, tuttavia, alla morte del nonno Maekar egli fu tralasciato insieme alla cugina nella linea di successione. Il terzo figlio, Aemon a quel tempo aveva già avuto modo di prendere i voti di Maestro della Cittadella, rinunciando così al suo diritto di successione. Seppur pressato ad accettare la corona, egli rifiutò e si unì ai Guardiani della notte, ponendo tra sé e il suo diritto di nascita degli altri voti.
A questo punto la corona passò all'ultimo figlio, Aegon, quarto figlio di un quarto figlio, che fu incoronato come Aegon V, detto l'Improbabile.
Durante il regno di quest'ultimo avvenne la cosiddetta "Guerra dei Re da nove soldi" che portò all'estinzione del casato Blackfire. Aegon V morì nella tragedia di Summerhall nel 259 insieme a 2 dei suoi figli, tra cui il primogenito, e quindi gli successe il secondogenito Jaehaerys II, il quale regnò bene ma morì dopo soli tre anni a causa della sua salute precaria.

### Il Re Folle e la Guerra dell'Usurpatore
Dopo la morte di Jaehaerys II, salì al trono Aerys II Targaryen. All'inizio il nuovo Re garantì pace e prosperità ai Sette Regni, soprattutto grazie alla nomina a Primo Cavaliere di Tywin Lannister, grazie al quale la pace e la giustizia del re vennero rispettate per molto tempo. Nel 276 tuttavia il monarca venne preso come ostaggio a Duskendale dal casato ribelle Darklyn (che poi fece completamente sterminare insieme al casato Hollard a loro fedele) e questo comportò un radicale cambiamento nella sua personalità che lo portò a essere ricordato come il Re Folle. Divenne dapprima introverso e sospettoso, arrivando a tagliare la lingua a ser Illyn Paine poiché aveva osato dire che era il Primo Cavaliere e non Aerys a mandare avanti il reame e in seguito malvagio e paranoico tanto da rimuovere Tywin dalla posizione di Primo Cavaliere per paura che potesse tradirlo e al fine di tenerlo a bada prese suo figlio Jaime come guardia reale. Arrivò addirittura a sospettare di tradimento suo figlio Rhaegar, il quale era decisamente molto amato dalle genti dei Sette Regni. Dopo il rapimento di Lyanna Stark da parte del suo primogenito, il re mise in prigione l'erede di Grande Inverno Brandon Stark, fratello di Eddard, e infine lo uccise assieme a suo padre Rickard e a molti giovani figli di altri lord usando l'altofuoco sotto gli occhi di uno sconvolto Jaime Lannister.
Con lo scoppio della ribellione dei Baratheon, anche gli Stark e gli Arryn si unirono ai ribelli per vendicare le morti dei loro compagni mentre i Tyrell e i Martell restarono fedeli ai Targaryen, mentre i Lannister, i Tully e i Greyjoy rimasero neutrali. In seguito anche i Tully si unirono ai ribelli e i Lannister passarono dalla parte dei ribelli a guerra ormai conclusa. Dopo la morte di Rhaegar nella battaglia del Tridente per mano di Robert, il Re Folle decise di usare una gran quantità di altofuoco per distruggere Approdo del Re e trasformare se stesso in un drago per ridurre in cenere l'Usurpatore e il suo esercito, ma venne fermato da Jaime Lannister (definito per questo Sterminatore di Re) che lo uccise davanti al Trono di Spade e successivamente eliminò anche il primo cavaliere e gli altri alchimisti a conoscenza del folle piano del monarca. Nel frattempo Tywin Lannister, lord dell'Occidente e padre di Jaime, si presentò col suo esercito alle porte della città dichiarando lealtà ad Aerys, ma una volta fatto entrare ordinò ai suoi soldati di saccheggiarla.
Quando la città venne saccheggiata dai Lannister perirono anche la principessa Elia e sua figlia Rhaenys, mentre l'infante Aegon riuscì a salvarsi in tempo grazie all'intervento di Varys. A scampare al massacro furono anche il principe Viserys e la Regina Rhaella, che comunque morì di parto poco dopo dando alla luce Daenerys Targaryen.

## Membri della casata

### Re Viserys III Targaryen "Il Re Mendicante"
Figlio sestogenito di re Aerys II e Rhaella, considerato il secondo in quanto fu preceduto da fratelli morti in fasce.
Alla fine della Guerra dell'Usurpatore, Viserys fuggì da Westeros assieme a sua sorella Daenerys e impiegò i successivi quindici anni vagando nelle Città Libere.
Viserys è un giovane uomo crudele, ambizioso e superbo, grezzo nel linguaggio e facile a scatti di ira violenta. Durante i suoi scatti d'ira, malmena la sorella Daenerys, accusandola di "risvegliare il drago". Non accetta consigli da nessuno, tanto meno da sua sorella, che lo odia ma non è capace di lasciarlo, perché lui è tutto ciò che le resta della sua famiglia.
Autoproclamatosi re Viserys III, spera di tornare a Westeros e reclamare il trono, che lui ritiene gli spetti di diritto. Viene definito "Re Mendicante", poiché è costretto ad affidarsi alla generosità di coloro che sono solidali con la sua causa.
Viserys organizza il matrimonio di Daenerys con Khal Drogo, un forte e quasi imbattibile signore Dothraki, sperando di usare la sorella per ottenere per sé l'esercito di Drogo e utilizzarlo per riconquistare il dominio dei Sette Regni.
Nonostante non abbia rispetto per nessuno, Viserys esige fedeltà e obbedienza da tutti, credendo di non doversele guadagnare in quanto, a suo dire, legittimo sovrano dei Sette Regni.
A causa della sua eccessiva ambizione, Viserys risulta cieco di fronte alla realtà: si vede come il salvatore glorioso e giusto del popolo di Westeros, cui sono dovuti rispetto e devozione, e non si accorge che persino sua sorella e il suo cavaliere di fiducia, ser Jorah Mormont, disprezzano la sua indole vendicativa e meschina.
Nonostante le continue umiliazioni cui è sottoposto all'interno del khalasar di Drogo per il suo atteggiamento arrogante e oltraggioso, Viserys continua a pretendere l'aiuto militare del Khal e ad oltraggiare sua sorella, finché Drogo non lo punisce "incoronandolo" con dell'oro fuso. Viserys non sopravvive, ma il suo obiettivo sì, poiché Daenerys, alla sua morte, guadagnerà il controllo dell'armata del Khal suo marito.
Nella serie televisiva Il Trono di Spade, tratta dai romanzi, è interpretato da Harry Lloyd e in italiano è doppiato da David Chevalier.

### Regina Daenerys I Targaryen "Nata dalla Tempesta"
Figlia settimogenita di re Aerys II e Rhaella.
Fin dalla sua nascita, Daenerys è costretta all’esilio con suo fratello Viserys, dopo la sconfitta dei Targaryen avvenuta nella Ribellione di Robert, e cresce spostandosi tra le Città Libere di Essos, in cerca di appoggio per riappropriarsi del suo regno.
Per volere di Viserys, ella sposa Khal Drogo, leader del popolo nomade dei Dothraki, con il quale spera di radunare l'esercito necessario per la sua riconquista dei Sette Regni.
In seguito alla morte del fratello e del marito, Daenerys si autoproclama regina dei Sette Regni e decide di conquistare Westeros come fece in passato Aegon il Conquistatore.

### Maestro Aemon
Terzo figlio di re Maekar I, Aemon fu mandato alla Cittadella secondo il volere di suo nonno, re Daeron. In quel momento, re Daeron aveva quattro figli, di cui tre con dei figli, perciò riteneva che avere troppi eredi Targaryen fosse altrettanto pericoloso che averne troppo pochi.
Aemon forgiò la sua catena e si guadagnò il titolo di Maestro della Cittadella, servì un non meglio identificato lord, finché suo padre non lo richiamò a corte per servire il Trono di Spade. Non volendo però prendere il posto di Gran Maestro, Aemon scelse di servire alla fortezza del fratello maggiore, il principe Daeron.
Si perdono le tracce di Aemon dalla morte di suo fratello Daeron, fino alla morte di suo padre, quando venne convocato a corte in occasione del Gran Concilio. Gli fu offerta la corona, ma egli la rifiutò tranquillamente, cedendo il trono al fratello minore, Aegon. Decise quindi di entrare nei Guardiani della Notte, per timore di essere coinvolto in qualche trama per usurpare il regno di suo fratello.
Maestro Aemon, divenuto cieco con il passare degli anni, nei suoi doveri al Castello Nero viene coadiuvato da due attendenti: Clydas e Chett. Nel romanzo Il gioco del trono, Jon Snow lo convince ad accettare un terzo attendente, Samwell Tarly, il quale risulta molto più utile di Clydas e Chett, sapendo infatti leggere e far di conto, oltre a cavarsela perfettamente nel gestire i corvi messaggeri.
Nel romanzo Tempesta di spade, durante i conflitti con i Bruti e gli Estranei, Aemon consiglia Jon e il resto dei Guardiani della Barriera.
Ne Il banchetto dei corvi, durante l'occupazione di Stannis Baratheon, Jon, diventato nuovo Lord Comandante, invia Aemon a Vecchia Città insieme a Sam, Gilly, il figlio neonato di Mance Rayder ed il confratello dei Guardiani della notte Dareon, allo scopo di allontanare dalla Barriera tutto il "sangue reale" alla portata di Melisandre e dei suoi roghi.
Il viaggio viene diviso in due tappe, la prima delle quali porta il gruppo alla città libera di Braavos, dove giungono a bordo della galea dei Guardiani della Notte denominata "Uccello Nero". Già la prima parte del viaggio mina fortemente la salute del vecchio maestro, che riesce a rimettersi leggermente in forze solo dopo che Sam gli riferisce la notizia, raccolta nelle taverne di Braavos, che la sua bis-nipote, Daenerys Targaryen, è in possesso di tre draghi.
Trovata un'altra nave, la "Vento di Cannella", comandata da uomini delle Isole dell'Estate, il gruppo di maestro Aemon intraprende la traversata verso Vecchia Città. Tuttavia, il viaggio via mare risulta troppo duro per l'uomo ormai molto vecchio: Aemon muore per una polmonite all'età di centodue anni, durante la traversata. Il suo corpo viene bruciato su una pira, così come dettato dalla tradizione di Casa Targaryen.
Nella serie televisiva Il Trono di Spade, tratta dai romanzi, è interpretato da Peter Vaughan e in italiano è doppiato da Goffredo Matassi.

### Rhaego
Figlio unigenito di Daenerys e Khal Drogo, Rhaego viene concepito durante il primo romanzo della saga. Egli avrebbe dovuto essere l'erede di Daenerys al Trono di Spade.
Rhaego viene profetizzato a Daenerys da un gruppo di sagge anziane Dothraki, il Dosh Khaleen, come "Lo Stallone che Monta il Mondo", ovvero il più potente Khal dei Dothraki. Tuttavia, quando il marito di Daenerys si ammala a causa di una ferita mal curata, lei invoca l'aiuto di una maga, Mirri Maz Durr, affinché l'uomo guarisca. La maga, con l'inganno, prende la vita di Rhaego per salvare quella di Drogo. Rhaego nasce dunque morto e con corpo mostruoso ed inumano: la sua pelle è ricoperta di scaglie, sul dorso presenta ali di pipistrello ed ha un accenno di coda.
Rhaego viene sognato da Daenerys due volte durante il delirio causatole dalla febbre, nelle quali le appare come un uomo alto, con la pelle ramata del padre e i capelli argentei e gli occhi viola della madre. La prima volta, poco dopo il parto, Daenerys lo sogna mentre lui la saluta per poi incenerirsi. La seconda volta, nella Casa degli Eterni, quando Daenerys vede un uomo alto con la pelle ramata e i capelli biondo-argentei, in piedi dietro allo stendardo di un cavallo fiammeggiante e una città che brucia alle sue spalle. Probabilmente, questa è una visione di quello che sarebbe successo se Rhaego fosse sopravvissuto e diventato "Lo Stallone che Monta il Mondo".

### Aegon Targaryen
Aegon, un ragazzo di poco più di 15 anni, compare solo a cominciare dal quinto volume della saga (Una danza con i draghi); se fosse succeduto al trono, sarebbe stato Aegon VI.
Egli è l'unico figlio maschio di Rhaegar e di Elia Martell, creduto morto per gran parte della saga; in realtà si scopre che, alla fine della Guerra dell'Usurpatore, l'eunuco Varys sostituì il neonato con un altro bambino, prima che ser Gregor Clegane lo uccidesse. Aegon, perciò, venne portato nel continente di Essos e crebbe con l'ex primo cavaliere di suo nonno Aerys, Jon Connington, sotto il falso nome di "Griff il giovane", fino a che, raggiunti i sedici anni, decise di cominciare la riconquista dei Sette Regni, per riportare al potere lui e sua zia Daenerys.
Inizialmente, il piano di Aegon e Connington prevedeva di ricongiungersi con l'esercito di Daenerys a Meeren, per poi attaccare insieme Westeros, tuttavia, il giovane Targaryen decide, sotto consiglio di Tyrion Lannister, di sbarcare direttamente sul Continente Occidentale, per reclamare il trono solo per se stesso, senza dover chiedere aiuto alla Madre dei Draghi.
Dopo aver conquistato la fortezza di Posatoio del Grifone, Aegon decide di marciare su Capo Tempesta alla testa dell'esercito della Compagnia Dorata, nonostante il disaccordo del suo protettore, Jon Connington.

## Membri storici della casata e genealogia
Rispetto alle altre casate dei Sette Regni, la Casa Targaryen ha un albero genealogico che è stato documentato con maggiore continuità. I suoi membri sono noti fino a sei generazioni prima della conquista dei Sette Regni da parte di Aegon I il Conquistatore.

### Ordine di successione al Trono di Spade
Aegon I ⇒ Aenys I ⇒ Maegor I ⇒ Jaehaerys I ⇒ Viserys I ⇒ Aegon II ⇒ Aegon III ⇒ Daeron I ⇒ Baelor I ⇒ Viserys II ⇒ Aegon IV ⇒ Daeron II ⇒ Aerys I ⇒ Maekar I ⇒ Aegon V ⇒ Jaehaerys II ⇒ Aerys II ⇒ Robert Baratheon

### Prima Generazione conosciuta P.C. ("Prima della Conquista")

#### Aenar Targaryen
(??? -??? P.C.)
Aenar fu, insieme alla sua prole, l'ultimo dei signori del nobile casato Targaryen ad aver vissuto nelle terre dell’Antica Valyria, ad Essos, una decina di anni prima della sua scomparsa e del Disastro.
Aenar aveva altri fratelli e/o sorelle, ma resta ignoto quanti fossero o come si chiamassero.
Ebbe due figli: Gaemon e Daenys.
Aenar decise di lasciare Valyria quando sua figlia, Daenys, vide in sogno la sua distruzione. Partì insieme ad altre due famiglie valyriane, le quali erano Casa Velaryon e Casa Celtigar, e si recarono tutti ai margini di Westeros, sull’isola-fortezza di Roccia del Drago.
Molte famiglie valyriane considerarono la fuga dei Targaryen e del loro seguito da Valyria come un atto di debolezza, ignorando il pericolo che anni più tardi li avrebbe distrutti insieme alla loro patria.

### Seconda Generazione conosciuta P.C.

#### Gaemon Targaryen
(??? -??? P.C)
Figlio di Aenar e di una donna sconosciuta.
Gaemon fu l'ultimo Targaryen a nascere a Valyria insieme alla sua sorella e consorte, Daenys, con la quale proseguirà la sua dinastia, attraverso i loro tre figli: Aegon, Elaena e un'altra figlia dal nome sconosciuto.

#### Daenys Targaryen "La Sognatrice"
(??? -??? P.C.)
Figlia di Aenar e di una donna sconosciuta.
Daenys fu l'ultima donna Targaryen a nascere a Valyria insieme al suo fratello e consorte, Gaemon, con il quale avrà tre figli: Aegon, Elaena e un'altra figlia dal nome sconosciuto.
Daenys diventerà famosa ai posteri con l'epiteto di "Sognatrice", in quanto fu lei a mettere in salvo la sua dinastia, attraverso un sogno premonitore: in un futuro non lontano, il vulcano presente nell’Antica Valyria sarebbe eruttato molto violentemente, fino a distruggere l'intera Valyria ed il suo popolo. Solo la sua famiglia, insieme ad altre due famiglie valyriane, credettero alla fanciulla e lasciarono la loro patria, dove furono considerati folli da chi invece rimase.
Esattamente dodici anni dopo, il vulcano eruttò ed inghiottì l’Antica Valyria ed il suo popolo, esattamente come predetto da Daenys.

### Terza Generazione conosciuta P.C.

#### Aegon Targaryen
(??? -??? P.C.)
Figlio primogenito di Gaemon e sua sorella Daenys.
Di Aegon si sa soltanto che sposò sua sorella minore, Elaena, con la quale governò congiuntamente Roccia del Drago e dalla quale ebbe due figli: Maegon ed Aerys.

#### Elaena Targaryen
(??? -??? P.C.)
Figlia secondogenita di Gaemon e sua sorella Daenys.
Di Elaena si sa soltanto che sposò suo fratello maggiore, Aegon, con il quale governò congiuntamente Roccia del Drago e con il quale ebbe due figli: Maegon e Aerys.

#### Lady Targaryen
(??? -??? P.C.)
Figlia terzogenita di Gaemon e sua sorella Daenys.
Di questa ignota donna Targaryen è noto solo che sposò un lord di un casato sconosciuto, con il quale ebbe un numero sconosciuto di figli.

### Quarta Generazione conosciuta P.C.

#### Maegon Targaryen
(??? -??? P.C.)
Figlio primogenito di Aegon e sua sorella Elaena; la vita di Maegon è sconosciuta.

#### Aerys Targaryen
(??? -??? P.C.)
Figlio secondogenito di Aegon e sua sorella Elaena.
Di Aerys è noto soltanto che sposò una donna sconosciuta, con la quale ebbe tre figli: Aelyx, Baelon, Daemion.

### Quinta Generazione conosciuta P.C.

#### Aelyx Targaryen
(??? -???P.C.)
Figlia primogenita di Aerys e di una donna sconosciuta; la vita di Aelyx resta sconosciuta.

#### Baelon Targaryen
(??? -??? P.C.)
Figlio secondogenito di Aerys e di una donna sconosciuta; la vita di Baelon resta sconosciuta.

#### Daemion Targaryen
(??? -??? P.C.)
Figlio terzogenito di Aerys e di una donna sconosciuta.
Daemion prese in sposa una donna sconosciuta, con la quale ebbe un figlio: Aerion.

### Sesta Generazione conosciuta P.C.

#### Aerion Targaryen
(??? -??? P.C.)
Figlio unigenito di Daemion e di una donna sconosciuta.
Aerion sposò sua cugina, Valaena Velaryon, con la quale ebbe i tre fondatori della storica casa regnante di Westeros: i futuri sovrani Visenya, Aegon e Rhaenys.

### Prima Generazione D.C. ("Dopo la Conquista")

#### Visenya Targaryen
(29 P.C. - 44 D.C.)
Figlia primogenita di Aerion Targaryen e Velaena Velaryon.
Visenya fu istruita nelle arti militari insieme al fratello Aegon e si diceva che si trovasse più a suo agio indossando un'armatura che abiti di seta. Era inoltre considerata un'esperta di stregoneria e brandiva una spada in acciaio di Valyria chiamata Sorella Oscura, forgiata per mani femminili.
Visenya viene descritta come una donna passionale, dal carattere ligio, a tratti addirittura spietato. Era dotata di una bellezza austera: era solita vestirsi come una guerriera, con i capelli intrecciati o legati con degli anelli. Aveva i caratteristici tratti somatici dei valyriani, che caratterizzeranno la maggior parte dei discendenti della sua dinastia: carnagione diafana, capelli argentei ed occhi viola.
Durante la Guerra di Conquista di Westeros, portata avanti da suo fratello Aegon, Visenya cavalcò la sua dragonessa Vhagar in battaglia. Riuscì a portare pacificamente la Valle di Arryn dalla parte di Aegon e fu colpita alla spalla durante la battaglia nota come "Campo di Fuoco".
Fu la prima moglie del fratello e la madre di re Maegor I, detto poi Maegor il Crudele.
Dopo la conquista, Aegon delegò spesso alle sue regine gli affari di Stato, cosa di cui Visenya continuò ad occuparsi, anche dopo la morte di sua sorella Rhaenys.
Fu Visenya che istituì la Guardia Reale, ispirandosi ai Guardiani della Notte per il giuramento e scegliendo personalmente i propri membri, e supervisionò i progetti di costruzione della capitale.
Si dice che Visenya abbia cospirato per l'ascesa al trono di suo figlio Maegor, uccidendo il figliastro e nipote Aenys, ormai gravemente malato, per continuare a regnare, scavalcando il diritto al trono dei suoi pronipoti, che imprigionò per impedirne l'ascesa.
Con grande scandalo del clero, Visenya officiò il matrimonio tra suo figlio e lady Alys Harroway, sebbene Maegor fosse già unito in matrimonio con lady Cerise Hightower.
Visenya sosterrà il figlio fino alla sua morte, avvenuta presso Roccia del Drago, nel 44 D.C.

#### Re Aegon I Targaryen "Il Conquistatore"
(27 P.C. - 37 D.C.)
Figlio secondogenito di Aerion Targaryen e Velaena Velaryon, Aegon I fu il primo re dei Sette Regni, che ottenne con una Guerra di Conquista che gli valse il titolo di "Aegon il Conquistatore".
Aegon era considerato una figura enigmatica; era un tipo solitario ed aveva un solo amico: Orys Baratheon, che nominò suo Primo Cavaliere e del quale si diceva fosse il suo fratellastro illegittimo.
Aegon brandiva la spada in acciaio di Valyria conosciuta come Blackfyre e cavalcava Balerion, soprannominato il Terrore Nero, il più possente drago Targaryen della storia. Cavalcava il suo drago esclusivamente per andare in battaglia o per viaggiare e non prese mai parte ad alcun torneo.
Severo con chiunque negasse la sua autorità, Aegon era invece generoso con coloro che si sottomettevano al suo potere.
Aegon si unì in un matrimonio bigamo con sua sorella maggiore Visenya, alla quale era già promesso, e con sua sorella minore Rhaenys, per amore e rispetto, dalle quali ebbe due figli: i futuri sovrani Maegor, nato da Visenya, ed Aenys, nato da Rhaenys.
Aegon era descritto come alto, forte e possente, dalle spalle larghe, con corti capelli biondi argentei ed occhi viola.
In gioventù, Aegon combatté vittoriosamente contro Volantis nella guerra per il controllo di Lys, insieme al Re della Tempesta e alle città libere di Pentos e Tyrosh. In seguito, Aegon e le sue sorelle condussero un piccolo esercito dalla loro isola di Roccia del Drago fino al continente di Westeros, dando così inizio alla Guerra di Conquista.
Con l'aiuto dei loro tre draghi, Vhagar, Meraxes e Balerion, i fratelli Targaryen sconfissero e sottomisero sei dei Sette Regni, fondando una dinastia che sarebbe durata per quasi trecento anni.
Al termine della guerra, Aegon fece fondere le spade prese ai suoi nemici sconfitti e le usò per forgiare il Trono di Spade. Impiegò poi il resto della sua vita a consolidare il regno e a costruire la sua capitale ad Approdo del Re, tuttavia aveva piena fiducia nelle sue due sorelle e spesso lasciava gli affari di Stato nelle loro mani.
Aegon I morì di morte naturale, mentre stava leggendo e raccontando storie ai suoi nipotini, nel 37 D.C.

#### Rhaenys Targaryen
(25/26 P.C. - 10 D.C.)
Figlia terzogenita di Aerion Targaryen e Velaena Velaryon, Rhaenys fu la prima Regina consorte dei Sette Regni, insieme a sua sorella Visenya.
Rhaenys era la moglie prediletta di suo fratello e marito Aegon, che preferiva la sua compagnia a quella di Visenya (ciononostante, alcune voci sostenevano che lei avesse molti amanti) e dalla loro unione nacque un figlio, Aenys.
Rhaenys fu una grande guerriera, ma apprezzava molto anche la musica e la poesia. Aveva un carattere giocoso ed estroverso, molto distante da quello della sua severa sorella. Aveva un drago chiamato Meraxes, con cui passava molto più tempo rispetto ai suoi fratelli.
Al di fuori della guerra, Rhaenys indossava abiti eleganti e portava acconciature femminili. Era descritta fisicamente come molto più snella e aggraziata della sorella, con lunghissimi capelli biondi argentei ed occhi viola.
Anche lei aiutò suo fratello Aegon nella Guerra di Conquista. Rhaenys e Meraxes accompagnarono l'esercito di Orys Baratheon al momento di marciare sulle Terre della Tempesta e sconfissero Argilac l'Arrogante durante la Battaglia dell'Ultima Tempesta. Si diresse poi verso Dorne, per conquistarla per conto di suo fratello. I dorniani, però, venuti a conoscenza della sorte degli altri regni colpiti dai Targaryen, abbandonarono le loro fortezze, lasciando Rhaenys sola in mezzo a tanti edifici vuoti. Rhaenys decise a quel punto di recarsi a Lancia del Sole, al cospetto della principessa Meria Martell, per chiederle di arrendersi pacificamente ai Sette Regni. La dorniana invitò invece Rhaenys a lasciare le sue terre e di non ritentare di conquistarle, sostenendo che, in caso contrario, ne avrebbero subito le conseguenze: i Targaryen ignorarono l'avvertimento e, durante la Prima Guerra Dorniana, Rhaenys fu abbattuta in volo da una freccia che uccise il suo drago Meraxes, nei pressi del castello di Hellholt.
Le circostanze della morte della regina, tuttavia, non sono chiare: alcuni resoconti affermano che morì sul colpo a causa della caduta del suo drago, mentre altri sostengono che venne fatta prigioniera e torturata dalla famiglia Uller.

### Seconda Generazione D.C.

#### Re Aenys I Targaryen
(7 - 42 D.C.)
Unico figlio di re Aegon I e Rhaenys, Aenys divenne sovrano dopo suo padre, all'età di trent'anni e fu incoronato con una fastosa cerimonia nella Fortezza Rossa ancora in costruzione.
Sebbene il padre e il fratellastro, Maegor, fossero entrambi guerrieri nati, Aenys era di tutt'altra natura. Alla nascita era un bambino gracile e malaticcio e rimase tale per i primi anni di vita.
Crescendo, Aenys rimase un sognatore, studioso dell'alchimia, mecenate di cantastorie, mimi e guitti. Aenys era inoltre molto insicuro e cercava spesso l'approvazione degli altri, fatto che lo portava ad esitare nel prendere le decisioni e che col tempo lo portò alla rovina.
Durante il suo regno si verificarono diverse rivolte, che Aenys affrontò con insicurezza e che riuscì a sedare solo grazie all'aiuto del fratellastro e del Primo Cavaliere, che perì durante esse. Una volta ristabilita la pace, Aenys nominò il fratellastro Maegor Primo Cavaliere, gesto che avrebbe segnato la sua rovina.
Nel 22 D.C., Aenys sposò la cugina Alyssa Velaryon, dalla quale ebbe sei figli: Rhaena, Aegon, Viserys, Jaehaerys, Alysanne e Vaella.
Spinto dall'invidia, dopo aver servito per due anni come Primo Cavaliere, nel 39 D.C. Maegor sconvolse il reame, annunciando di aver sposato segretamente una seconda donna, Alys Harroway, con l’appoggio della madre Visenya. L'oltraggio fu tale che Aenys fu costretto ad esiliare il fratellastro.
Con l'esilio di Maegor, Aenys sperava di sistemare le cose, ma l'Alto Septon era ancora insoddisfatto. Nel 41 D.C., Aenys peggiorò la situazione, facendo sposare la figlia maggiore, Rhaena, con Aegon, suo figlio ed erede. A quel punto, il re fu pubblicamente condannato dal Credo ed improvvisamente lord e popolino si schierarono contro di lui.
Aenys abbandonò quindi Approdo del Re, rifugiandosi a Roccia del Drago assieme alla sua famiglia. Lì, il re, incapace di prendere provvedimenti, si ammalò e morì in poco tempo, anche se sua zia Visenya, madre di Maegor, fu sempre sospettata di averlo assassinato.

#### Re Maegor I Targaryen "Il Crudele"
(12 - 48 D.C.)
Figlio unigenito di re Aegon I e Visenya, Maegor fu Primo Cavaliere del suo fratellastro/cugino minore, il Principe Aenys, ed in seguito divenne il terzo re dei Sette Regni.
Maegor era un uomo di indole malvagia e particolarmente incline alla violenza e le sue orribili gesta gli attribuirono il suo storico epiteto di "Crudele". Era descritto come un uomo dalla stazza imponente, dalle spalle larghe e grandi braccia.
Maegor ebbe sei mogli: la prima moglie fu lady Cerise Hightower, seguita da lady Alys Harroway e da lady Tyanna della Torre, che fu la sua feroce spia. Sposò in seguito, contemporaneamente, quelle che saranno denominate le "Spose in Nero": lady Elinor Costayne, lady Jeyne Westerling e sua nipote, Rhaena Targaryen, da lui rese vedove per costringerle a sposarlo. Maegor, tuttavia, ebbe solo bambini nati morti o prematuramente, pertanto non lasciò eredi.
Maegor era un guerriero nato, al pari dei suoi genitori. A soli tredici anni sconfisse cavalieri esperti durante una competizione, mentre a sedici vinse un torneo, disarcionando ben tre membri della Guardia Reale: per questo motivo, venne nominato cavaliere da suo padre, il più giovane cavaliere di tutto il reame.
Con la rivolta del Credo Militante, conseguita alle seconde nozze di Maegor con lady Alys Harroway e alle nozze tra i suoi nipoti, Aegon e Rhaena, egli fu esiliato, per poi salire sul Trono di Spade alla morte del fratellastro Aenys, da tempo gravemente malato.
Maegor, sotto la guida di sua madre Visenya, contrastò spietatamente il Credo e i suoi oppositori: sul dorso del drago Balerion, ereditato dal padre, si liberò dal suo esilio irrompendo ad Approdo del Re, all'interno della città, levando il vessillo di Casa Targaryen sulla collina di Visenya, così da poter radunare guerrieri. Trenta giorni dopo la sua vittoria, Maegor si diresse al Tempio della Memoria, dove centinaia di fedeli si erano riuniti in preghiera, e lo incendiò. Le guerre, inoltre, furono inasprite dai suoi numerosi matrimoni, avuti con lo scopo di avere un erede, ma i tentativi furono vani.
Durante il suo regno, Maegor ottenne il completamento della Fortezza Rossa, nel 45 D.C., e fu il primo ad imporre la costruzione di passaggi segreti e tunnel. Quando la fortezza fu completata, il re diede un grande banchetto per muratori, intagliatori e alti artigiani che avevano partecipato alla costruzione e, dopo tre giorni di festeggiamenti, li fece giustiziare tutti, in modo che non potessero riferire a nessuno l'ubicazione dei passaggi segreti.
Suo nipote Aegon, figlio di Aenys e legittimo erede al trono, tentò di conquistare ciò che avrebbe dovuto essere suo, ma perì nell'impresa. Successivamente, Maegor uccise anche il suo secondo nipote maschio, Viserys.
La morte della regina Visenya, nel 44 D.C., che fu di fatto la principale artefice del dominio incontrastato di Maegor, segnò l'inizio della fine del suo regno.
Nel 48 D.C., la tirannia di re Maegor divenne intollerabile e pressoché l'intero reame intervenne per porvi fine. Il principe Jaehaerys, ultimo figlio maschio in vita di re Aenys ed Alyssa, si mise a capo di questa ribellione, sostenuto dalle case Baratheon, Lannister, Tyrell e Hightower. La risposta di Maegor fu lenta e confusa e riuscì a radunare solo alcune case delle Terre della Corona. Affermò comunque il suo rifiuto di arrendersi senza combattere durante la sessione del suo consiglio militare, decapitando perfino un lord per aver suggerito al re di unirsi a Guardiani della Notte. Finita la riunione, congedò tutti i suoi alfieri e consiglieri dalla sala del Trono, rimanendo da solo. Il giorno dopo, Maegor fu trovato all'alba, morto, seduto sul trono, le vesti intrise di sangue e le braccia squarciate dalle lame del Trono di Spade.

### Terza Generazione D.C.

#### Rhaena Targaryen "La Sposa in Nero"
(23 - 73 D.C.)
Figlia primogenita di re Aenys I e Alyssa Velaryon, Rhaena fu al centro di molte quisquilie politiche.
Su suggerimento della prozia Visenya, Rhaena venne proposta in sposa a suo zio Maegor, tuttavia, l'Alto Septon in carica a quel tempo si oppose fermamente a tale unione e lo convinse a sposare sua nipote, Ceryse Hightower. Re Aenys I, quindi, dette Rhaena in sposa a suo fratello minore, Aegon, dal quale ebbe due gemelle, Aerea e Rhaella. Il loro matrimonio scatenò l'ira del Culto dei Sette Dei, che aborriva l'incesto, e perseguitò la coppia per tre anni.
Quando suo marito morì in battaglia, nel tentativo di riprendersi il Regno del quale Maegor I si era appropriato alla morte di Aenys I, Rhaena fu rintracciata da Tyanna, quarta moglie del sovrano, che la condusse insieme alle figlie ad Approdo del Re, dove la donna fu costretta a sposare suo zio, divenendo la terza delle "Spose in Nero". Maegor nominò come sua erede Aerea, la figlia primogenita di Rhaena, diseredando Jaehaerys.
Quando suo fratello, futuro Jaehaerys I, reclamò il Trono di Spade per sé, Rhaena gli dette il suo appoggio e si unì a lui. Si racconta che Rhaena sottrasse la spada Blackfyre a Maegor mentre questi dormiva.

#### Aegon Targaryen "Il senza corona"
(26 - 43 D.C.)
Figlio secondogenito di re Aenys I e Alyssa Velaryon, Aegon era l'erede designato al Trono di Spade per diritto di nascita e successione.
Aegon cavalcava il drago del padre, Lestoargento. La sua unione con Rhaena, sua sorella maggiore, provocò la rivolta del Culto dei Sette Dei ed Aegon si vide costretto a nascondersi insieme alla sua famiglia a Roccia del Drago, dove risiedeva il nonno, Aegon I, che morì poco dopo, costringendo il principe a cercare asilo altrove.
Alla morte del padre Aenys, la sua prozia, Visenya, fece incoronare come re suo figlio Maegor. Aegon cercò dunque di riprendersi il suo legittimo titolo, combattendo contro lo zio; tuttavia, morì un anno dopo insieme al suo drago nella battaglia avvenuta presso l'Occhio degli Dei.

#### Viserys Targaryen
(29 - 44 D.C.)
Figlio terzogenito di re Aenys I e Alyssa Velaryon, avrebbe dovuto succedere al fratello Aegon in caso di sua morte.
mlla orte di suo padre, alla quale conseguì l'incoronazione del suo perfido zio Maegor, Viserys venne recluso nella Fortezza Rossa e costretto a servire Maegor come scudiero.
Quando la prozia Visenya morì e sua madre Alyssa fuggì con Jaehaerys e Alysanne, Viserys fu torturato per nove giorni. Infine, fu ucciso ed esposto nel cortile del castello, in modo che Maegor I potesse tendere un agguato alla cognata sotto la falsa promessa di concederle di reclamare il corpo del figlio. Alyssa, però, comprese i suoi piani e non si presentò.

#### Re Jaehaerys I Targaryen "Il Conciliatore"
(34 - 103 D.C.)
Figlio quartogenito di re Aenys I e Alyssa Velaryon, divenne re dopo la morte del suo brutale zio, Maegor il Crudele.
Jaehaerys viene ricordato come "il Conciliatore" per la sua saggezza, o come "il Vecchio Re" per il suo lungo regno. Cavalcava un drago di nome Vermithor ed era molto abile con l'arco e la lancia. È descritto come un uomo dall'aria erudita e raffinata, che durante la vecchiaia portava una lunghissima barba bianca, che ne accentuava l'aria saggia.
Jaehaerys salì al trono nel 48 D.C., in un periodo molto turbolento. Incoronato a quattordici anni dall'Alto Septon, raggiunta la maggiore età sposò sua sorella Alysanne, dalla quale ebbe ben tredici figli: Aegon, Daenerys, Aemon, Baelon, Alyssa, Maegelle, Daella, Vaegon, Valeryon, Viserra, Gaemon, Saera e Gael.
Nonostante fosse molto giovane, diede subito prova di essere un vero re. Jaehaerys, infatti, era un grande guerriero e cavaliere. Uomo molto risoluto, cercò sempre di intraprendere la strada della pace, che gli valse l'epiteto di "Conciliatore": conciliò la Corona e il Credo, a patto che quest'ultimo deponesse le armi e si sottomettesse alla prima pacificamente; inoltre, pose fine alla bimillenaria faida tra le casate Bracken e Blackwood. Sconfisse gli invasori bruti a cavallo di Vermithor, quando accorse in soccorso delle Terre del Nord; sotto consiglio della regina, egli fece abolire il diritto della Prima Notte e, durante il suo regno, applicò molte riforme che garantirono pace e prosperità nei Sette Regni.
Re Jaehaerys il Conciliatore morì serenamente nel suo letto, all'età di sessantanove anni.

#### Alysanne Targaryen "La Regina Buona"
(36 - 100 D.C.)
Figlia quintogenita di re Aenys I e Alyssa Velaryon, sorella e moglie di re Jaehaerys I, Alysanne passerà alla storia come la "Regina Buona" per le sue opere di carità.
Alysanne viene descritta fisicamente come una donna molto alta, dai lineamenti sottili, i capelli bianchi e gli occhi azzurri, ed un'aria regale che la caratterizzerà anche da anziana. In gioventù, Alysanne era un'abile arciera e cacciatrice ed amava viaggiare a cavallo del suo drago, Ali d'Argento.
Alla morte del padre, Alysanne, sua madre e i suoi fratelli furono reclusi a Roccia del Drago dallo zio Maegor I, per impedire l'ascesa della loro linea di successione al Trono di Spade. Tuttavia, Maegor morì in circostanze misteriose e la donna e suo fratello, Jaehaerys I, ascesero come sovrani.
Alysanne fu il consigliere più fidato del consorte, convinse il marito ad abolire il diritto della Prima Notte per i nobili e, durante una sua permanenza presso la Barriera, rimase così colpita dalla dedizione dei Guardiani della Notte, che donò loro una nuova fortezza sulla Barriera, che in suo onore fu chiamata "Cancello della Regina".
Alysanne visse fino a tarda età con suo marito, con il quale ebbe un matrimonio felice: i due ebbero tredici figli, dei quali però soltanto nove raggiunsero l'età adulta. Morirà di depressione per la perdita dell’ultima figlia, nel 100 D.C.

#### Vaella Targaryen
(39 D.C.)
Figlia sestogenita di re Aenys I e Alyssa Velaryon, Vaella morì in fasce.

### Quarta Generazione D.C.

#### Aegon Targaryen
(52 - 52 D.C.)
Figlio primogenito di re Jaehaerys I e Alysanne, Aegon morì poco dopo la nascita.

#### Daenerys Targaryen
(53 - 60 D.C.)
Figlia secondogenita di re Jaehaerys I e Alysanne, Daenerys fu il primo membro noto di Casa Targaryen a morire per una malattia epidemica, il cosiddetto Brivido.

#### Aemon Targaryen
(55 - 92 D.C.)
Figlio terzogenito di re Jaehaerys I e Alysanne, Aemon fu il primo tra i figli maschi del sovrano ad arrivare in età adulta.
Aemon fu proclamato Principe di Roccia del Drago, ma non successe mai al trono, in quanto morì in battaglia durante un assalto di alcuni pirati a Tarth.
Aemon sposò sua zia, Jocelyn Baratheon, dalla quale ebbe solo una figlia, Rhaenys, che fu in principio candidata come possibile Regina dei Sette Regni, in quanto figlia del Principe di Roccia del Drago e prima tra i nipoti del re, ma venne poi scartata in favore di suo cugino, il futuro re Viserys I.

#### Baelon Targaryen “Il Coraggioso”
(57 - 101 D.C.)
Figlio quartogenito di re Jaehaerys I e Alysanne, Baelon successe come Primo Cavaliere del Re a Ryam Redwyne. Governò saggiamente, ma morì dopo appena un anno, in seguito ad una grave infezione alle viscere.
Baelon fu sposato a sua sorella minore Alyssa, con la quale ebbe tre figli: il futuro re Viserys I, Daemon ed Aegon.
Alla sua morte, si discusse nuovamente della successione dinastica e fu infine scelto suo figlio maggiore, Viserys.

#### Alyssa Targaryen
(60 - 84 D.C.)
Figlia quintogenita di re Jaehaerys I e Alysanne, Alyssa divenne la consorte di suo fratello maggiore, Baelon. Ebbero tre figli: il futuro re Viserys I, Daemon ed Aegon.
Alyssa morì di parto, dando alla luce Aegon.

#### Maegelle Targaryen
(62 - 96 D.C.)
Figlia sestogenita di re Jaehaerys I e Alysanne, Maegelle fu affidata sin dall'infanzia al Credo e divenne septa.
Maegelle fu una donna dedita alla cura delle persone e sedò la disputa tra i suoi genitori, avvenuta in seguito alla proclamazione di Baelon come erede al trono, che scatenò il dissenso della regina Alysanne.
Durante l'epidemia del Morbo Grigio, Maegelle si occupò di assistere gli orfani ammalati, ma divenne a sua volta vittima di tale piaga.

#### Vaegon Targaryen
(63 - ??? D.C.)
Figlio settimogenito di re Jaehaerys I e Alysanne, Vaegon fu condotto alla Cittadella all'età di 15 anni, dove conseguì i suoi studi e fu nominato Arcimaestro.
In seguito alla morte dei fratelli maggiori, Aemon e Baelon, Vaegon rifiutò di essere nominato Principe di Roccia del Drago ed erede al Trono di Spade, per non infrangere i suoi voti. Per attuare una scelta, aiutò il padre ad organizzare il Gran Concilio del 101 D.C.

#### Daella Targaryen
(64 - 82 D.C.)
Figlia ottavogenita di re Jaehaerys I e Alysanne, Daella fu sposata a Rodrik Arryn.
Daella morì due anni dopo il matrimonio, dando alla luce la sua unica figlia, Aemma Arryn.

#### Saera Targaryen
(67 - ??? D.C.)
Figlia nonogenita di re Jaehaerys I e Alysanne.
Ragazza ribelle e manipolatrice, in seguito ad uno scandalo sessuale Saera fu indirizzata alla stessa vita monastica della sorella Maegelle e affidata dunque al Credo. Saera, tuttavia, non voleva diventare una septa e fuggì dalla Casa Madre. Si nascose a Lys e in seguito presso Vecchia Volantis, dove divenne la proprietaria di un famoso bordello.

#### Viserra Targaryen
(71 - 87 D.C.)
Figlia decimogenita di re Jaehaerys I e Alysanne, Viserra era considerata la figlia più bella e ambiziosa della coppia reale.
Promessa sposa a lord Theomore Melito di Porto Salvo contro la sua volontà, Viserra tentò di sedurre il fratello Baelon, venendo però respinta.
Ragazza vivace e incauta, Viserra morì prematuramente poco prima di partire per Porto Bianco, cadendo da cavallo per le strade di Approdo del Re, dopo essersi ubriacata eccessivamente.

#### Gaemon Targaryen
(73 - 74 D.C.)
Figlio undicesimogenito di re Jaehaerys I e Alysanne, Gaemon morì ancora in fasce.

#### Valerion Targaryen
(77 - 78 D.C.)
Figlio dodicesimogenito di re Jaehaerys I e Alysanne, Valerion morì che aveva solo un anno.

#### Gael Targaryen
(80- 99 D.C.)
Figlia tredicesimogenita di re Jaehaerys I e Alysanne, Gael era debole di mente, ma di indole docile e sua madre era particolarmente legata a lei.
Un giorno, la giovane Gael scomparve misteriosamente dal castello. Ufficialmente, venne riportato che morì ammalandosi, ma in realtà Gael si suicidò annegandosi in un fiume, dopo essere stata ingravidata e abbandonata da un cantastorie del quale si era innamorata.
La morte della principessa causò una forte depressione alla regina Alysanne, che si ammalò e morì l'anno seguente.

#### Aerea Targaryen
(42 - 56 D.C.)
Figlia primogenita di Aegon e della sua sorella e consorte Rhaena, sorella gemella di Rhaella, Aerea avrebbe dovuto essere la Principessa dei Sette Regni.
Aerea condusse una vita di latitanza insieme alla sua famiglia, perseguitati dal Culto dei Sette Dei, perché nata da un matrimonio incestuoso.
Quando il suo prozio, re Maegor I, catturò Rhaena e le sue figlie, non avendo figli propri, nominò Aerea come sua legittima erede, in quanto primogenita.
In seguito alla rivolta di suo zio Jaehaerys e alla sua ascesa al trono, Aerea cavalcò Balerion e subì una morte orribile ad opera di misteriosi parassiti contratti a Valyria.

#### Rhaella Targaryen
(42 - ??? D.C.)
Figlia secondogenita di Aegon e della sua sorella e consorte Rhaena, sorella gemella di Aerea, Rhaella avrebbe dovuto essere la Principessa dei Sette Regni.
Rhaella condusse una vita di latitanza insieme alla sua famiglia, perseguitati dal Culto dei Sette Dei, perché nata da un matrimonio incestuoso.
Rhaella fu catturata insieme alla gemella e alla madre dal suo prozio, re Maegor I, che sposò Rhaena e fece di loro le sue eredi, in assenza di figli propri.
In seguito alla rivolta di suo zio Jaehaerys, Rhaella prese i voti e divenne una septa.

### Quinta Generazione D.C.

#### Rhaenys Targaryen “La Regina che non fu”
(74 - 129 D.C.)
Figlia unigenita di Aemon e sua zia, Jocelyn Baratheon, Rhaenys era soprannominata "la Regina che non fu" in quanto, pur essendo figlia del primogenito del sovrano in carica, non divenne mai regina, per quanto avesse rivendicato il Trono di Spade durante il Concilio del 101 D.C. Cavalca il drago Meleys, "la Regina Rossa".
Rhaenys prese in sposo lord Corlys Velaryon, da cui ebbe due figli, Laenor e Laena Velaryon. Sopravvissuta ad entrambi, morì in combattimento assieme al proprio drago, durante la Danza dei Draghi.

#### Re Viserys I Targaryen “Il Pacifico”
(77 - 129 D.C.)
Figlio primogenito di Baelon e sua sorella Alyssa, re Viserys I fu designato come erede al trono dal Gran Concilio del 101 D.C., dopo la morte del padre, e succedette così al nonno, Jaehaerys I, due anni dopo.
Durante il suo regno, la Casa Targaryen era all'apice del suo prestigio e potere. Viserys regnò con rettitudine, preservando la pace e onorando l'eredità del suo progenitore.
Viserys è noto perché fu involontariamente la causa della Danza dei Draghi, avendo allevato la figlia Rhaenyra, unica figlia avuta da sua cugina, Aemma Arryn, come erede al trono. La nomina della figlia femmina ad erede gli fu suggerita dal suo Primo Cavaliere, Otto Hightower, per via dell'inimicizia con il fratello minore del re e suo presunto erede, il principe Daemon, che non voleva assolutamente vedere sul trono.
Tuttavia, alla morte della prima consorte, Viserys si risposò con Alicent Hightower, la figlia del suo Primo Cavaliere, dalla quale ebbe quattro figli: Aegon, Helaena, Aemond e Daeron. Nonostante avesse adesso dei figli maschi, il re insistette per mantenere Rhaenyra come erede al trono.
Raggiunta la mezza età, la sua grassezza gli procurò problemi di salute: Viserys soffriva infatti d'artrite, gotta e dolori alla schiena e accusava spesso difficoltà nella respirazione.
Alla sua morte, avvenuta a causa di una ferita infetta, scoppiò la guerra tra i suoi due figli maggiori: Rhaenyra e l'autoproclamatosi re Aegon II.

#### Daemon Targaryen "Il Principe Canaglia"
(81 - 130 D.C.)
Figlio secondogenito di Baelon e Alyssa, il principe Daemon aspirò per tutta la sua vita ai Sette Regni, ma saranno i suoi figli a divenirne sovrani.
Daemon era noto per la sua natura tempestosa, calcolatrice e talvolta crudele. Si sposò per ben tre volte. La sua prima moglie fu Rhea Royce, ma il loro fu un matrimonio infelice e senza figli. Alla morte di Rhea, secondo alcune dicerie da lui stesso assassinata, la seconda moglie fu Laena Velaryon, dalla quale ebbe due figlie, le gemelle Rhaena e Baela. Quando poi Laena morì di parto, cercando di dargli un figlio maschio, Daemon convolò in terze nozze con sua nipote Rhaenyra, dalla quale ebbe tre figli: i futuri sovrani, Aegon III e Viserys II, e Visenya, che nascerà deforme e senza vita.
Nominato cavaliere a sedici anni, Daemon era un formidabile guerriero e portava la spada Sorella Oscura, appartenuta alla regina Visenya. Cavalcava inoltre il drago Caraxes.
Durante il regno di suo fratello, re Viserys I, Daemon ricoprì per poco tempo l'incarico di Maestro del Conio e di Maestro delle Leggi ma, insofferente ad entrambe le cariche, ricevette dal fratello il comando della Guardia Cittadina, nel cui ambito creò la milizia delle Cappe Dorate.
Daemon ebbe spesso scontri con suo fratello a causa della sua sregolatezza, in quanto avvezzo a frequentare bische e bordelli.
Fu il principale sostenitore di Rhaenyra fin da prima della Danza dei Draghi e, quando fu nominato illegittimamente re il fratellastro di Rhaenyra, Aegon II, Daemon parteggiò per il regno della moglie.
Daemon morì sfidando suo nipote e nemico, Aemond il Guercio, in un duello a cavallo dei rispettivi draghi, nel quale uccise Aemond e il terribile drago Vhagar, ma perse la vita. Tuttavia il suo cadavere non fu mai ritrovato.

#### Aegon Targaryen
(84 - 85 D.C.)
Figlio terzogenito di Baelon e Alyssa, Aegon morì poco prima di compiere un anno.

### Sesta Generazione D.C.

#### Rhaenyra Targaryen "La Regina Nera"
(97 - 130 D.C.)
Unica figlia di re Viserys I ed Aemma Arryn, Rhaenyra fu designata da suo padre come erede al Trono di Spade, inizialmente al posto di suo zio, il principe Daemon, ed acquisì presto un gruppo di sostenitori e adulatori. Detta "la Delizia del Reame" nei primi anni della sua vita, era vista costantemente al fianco di suo padre, re Viserys, presso il quale servì come coppiera.
Rhaenyra era una donna molto testarda, irascibile e ansiosa, tanto che la si ricorda nell'atto di torcersi gli anelli sulle dita. Il suo idolo era la regina-guerriera Visenya, della quale copiava l'acconciatura a trecce, tuttavia non era atletica né marziale e inoltre amava gli abiti sfarzosi ed i gioielli elaborati.
Da ragazza, Rhaenyra fu una delle donne più belle del regno, ma dopo sei gravidanze acquisì una corporatura robusta e la sua bellezza sfiorì.
Quando suo padre sposò in seconde nozze Alicent Hightower, vi fu ben poco affetto tra Rhaenyra e la sua matrigna, che presto diede tre figli maschi al re. A quel punto, la corte fu divisa tra "i Neri", sostenitori della principessa Rhaenyra, e "i Verdi", sostenitori della regina Alicent. I nomi dei partiti furono presi dal colore dei rispettivi abiti da loro indossati per la sera del quinto anniversario di nozze tra il re e la regina.
Rhaenyra sposò prima ser Laenor Velaryon, figlio di Rhaenys e Corlys, da cui ebbe tre figli: Jacerys, Lucerys e Joffrey Velaryon, che perirono durante la guerra di successione che seguì. Si dice che i ragazzi Velaryon fossero in realtà figli naturali di ser Harwin Strong, scudo giurato di Rhaenyra, dato che Laenor era noto per essere omosessuale e che nessuno dei tre aveva ereditato i tratti dei genitori. In seguito, divenuta vedova, sposò suo zio, Daemon, dal quale ebbe altri tre figli: Aegon, Viserys e Visenya, che però nacque morta e orribilmente deforme.
Alla morte di re Viserys, ser Criston Cole, un cavaliere della Guardia Reale, venne meno alla volontà del sovrano ed incoronò il fratellastro più giovane di Rhaenyra, Aegon, con il nome di Aegon II. Ciò scatenò una guerra civile nota con il nome di Danza dei Draghi.
Alla fine della guerra, prevalse Aegon II, che fece mangiar viva Rhaenyra al suo drago, sotto gli occhi del figlio di lei, Aegon.
Più tardi, il figlio superstite di Rhaenyra e Daemon sarebbe succeduto allo zio con il nome di re Aegon III, vendicando la pretesa al trono della madre. L'attuale Casa Targaryen, infatti, discende dal ramo di Rhaenyra e del principe Daemon.

#### Baelon Targaryen
(105 D.C.)
Figlio secondogenito di re Viserys I e Aemma Arryn, Baelon avrebbe dovuto essere l'erede del Trono di Spade. Il piccolo, futuro sovrano, però, morì il giorno seguente alla sua nascita, che provocò la morte di sua madre, la regina Aemma.
Fu in seguito ad un disguido tra Viserys I e suo fratello Daemon, che aveva mostrato indelicatezza nei confronti della morte prematura del neonato, a far sì che il sovrano stabilisse che a succedergli al trono sarebbe stata direttamente ed esclusivamente la figlia maggiore, Rhaenyra, pur di negare al fratello pretese sul regno.

#### Re Aegon II Targaryen “L’Usurpatore”
(107 - 131 D.C.)
Figlio primogenito di re Viserys I ed Alicent Hightower, fu il sesto re dei Sette Regni, salito al trono al posto della sorellastra maggiore, Rhaenyra, erede al trono designata da Viserys.
Aegon era un uomo avido, irritabile e lunatico. Viene inoltre ricordato come un uomo promiscuo, pieno di amanti e altrettanti figli bastardi.
Aegon è descritto fisicamente come molto somigliante a suo padre, tarchiato e con baffi spioventi, ma con un'espressione corrucciata che non era mai appartenuta a Viserys. Indossava la corona del suo trisavolo, Aegon I il Conquistatore, e brandiva la spada Blackfyre, appartenuta a quest'ultimo. Cavalcava un drago chiamato Sunfyre.
Aegon prese come regina consorte sua sorella minore, Helaena, dalla quale ebbe tre figli: i gemelli Jaehaerys e Jaehaera, e il piccolo Maelor.
Con la sua nascita, il regno iniziò a scindersi in due schieramenti, quelli che sostenevano l'ascesa di Rhaenyra, detti i Neri, e quelli che, mossi dalla tradizione patriarcale dei Sette Regni, sostenevano invece Aegon, detti i Verdi.
Alla morte di Viserys, le volontà di quest’ultimo non furono rispettate e suo figlio venne incoronato "re Aegon II" da ser Criston Cole, membro della Guardia Reale. Rhaenyra insorse contro l'usurpazione del Trono di Spade e iniziò una guerra dinastica contro il fratellastro, denominata Danza dei Draghi.
Assiso al trono, Aegon fece mangiare l'Arcimaestro Geradys dal suo drago per motivi sconosciuti, forse per la sua obiezione alla successione al trono di Aegon al posto della principessa Rhaenyra. Successivamente, nominò come Primo Cavaliere suo nonno, Otto Hightower, per poi destituirlo e mettere al suo posto ser Cole, che organizzò la sua offensiva contro gli alleati di Rhaenyra.
La prima a perire durante la Danza dei Draghi fu Rhaenys, consorte di lord Corlys, che tuttavia inflisse gravi ferite ad Aegon, il quale rimase gobbo e parzialmente butterato.
Successivamente, Rhaenyra riconquistò per breve tempo Approdo del Re ed Aegon si scontrò con sua cugina Baela, riportando nuovamente gravi ferite ed una seconda e lunga convalescenza.
Aegon ebbe la sua rivalsa sulla sorellastra presso Roccia del Drago, dove la catturò insieme al figlio Aegon il Giovane e la uccise, facendola mangiar viva da Sunfyre.
Nonostante quanto accaduto, gli alleati di Rhaenyra continuarono la sua guerra, sconfiggendo diversi sostenitori del sovrano. Lord Corlys Velaryon, in vista dell'imminente e definitiva sconfitta, suggerì ad Aegon di cedere la corona ed entrare nei Guardiani della Notte, ma egli rifiutò. Poco tempo dopo, Aegon II fu avvelenato dai suoi stessi alleati, che temevano ritorsioni per aver sostenuto la sua reggenza illegittima.

#### Helaena Targaryen
(109 - 130 D.C.)
Figlia secondogenita di re Viserys I ed Alicent Hightower, Helaena fu la regina consorte del suo fratello maggiore, Aegon II, dal quale ebbe tre figli: i gemelli Jaehaerys e Jaehaera, ed il piccolo Maelor.
Helaena viene descritta come una donna paffuta, allegra e dal carattere amabile.
Durante una delle tante e reciproche faide che avvennero tra i due pretendenti al trono, Helaena vide la sua famiglia vittima di un attentato da parte dello zio Daemon: due sicari al suo soldo, chiamati Sangue e Formaggio, accerchiarono la donna e i suoi figli e la obbligarono a scegliere chi dei tre sacrificare, per aver salva la vita degli altri due. Helaena, a malincuore, scelse il piccolo Maelor, ma al suo posto fu ucciso Jaehaerys.
Il piccolo Maelor perirà in seguito, linciato da una folla inferocita, insieme al suo protettore incaricato, Rickard Thorne.
La brutale sorte dei suoi figli e il senso di colpa provocarono in Helaena una devastante depressione, che la condusse infine al suicidio: la regina si gettò da una torre del Fortino di Maegor e finì impalata a morte sulle lance presenti nella fossa sottostante.

#### Aemond Targaryen “Il Guercio”
(110 - 130 D.C.)
Figlio terzogenito di re Viserys I ed Alicent Hightower, il principe Aemond era noto con due epiteti: "il Guercio" e "il Fratricida". Era conosciuto come un uomo caparbio, di natura molto irascibile e vendicativa.
Il primo epiteto, "il Guercio", lo ottenne da bambino, quando, litigando ferocemente con il nipote Lucerys, quest'ultimo gli cavò un occhio, che Aemond sostituì con uno zaffiro. La lite avvenne quando Aemond cercò di nascosto di appropriarsi del drago Vhagar (che in seguito divenne effettivamente suo), di recente rimasto senza cavaliere, e offese i figli di Rhaenyra, chiamandoli "bastardi", dopo che questi l'avevano colto in flagrante.
Il secondo soprannome, "il Fratricida", lo ottenne uccidendo lo stesso Lucerys durante la Danza dei Draghi, quando entrambi erano in missione diplomatica. Aemond approfittò di una notte di tempesta per poter uccidere facilmente il nipote, più giovane ed inesperto e a cavallo di un drago molto più piccolo del suo.
Durante la Danza dei Draghi, Aemond si unì alla causa del fratello e prese parte alla sua guerra di successione, nella quale, per un anno, svolse il ruolo di Reggente dei Sette Regni, in seguito alla convalescenza di Aegon.
Aemond perì in uno scontro con suo zio Daemon, che rimase ucciso a sua volta, durante la Battaglia dell'Occhio degli Dei. Il suo cadavere venne ritrovato anni dopo, con la spada di Daemon ancora conficcata nell'occhio buono.

#### Daeron Targaryen "Il Temerario"
(114 - 130 D.C.)
Figlio quartogenito di re Viserys I ed Alicent Hightower, il principe Dearon si distinse per il suo coraggio indomito.
Daeron era conosciuto per i suoi modi cortesi e il suo fascino. A dodici anni servì come scudiero di suo zio, Ormund Hightower. Cavalcava il drago Tessarion, detto la "Regina Azzurra".
Il ragazzo dette prova della sua determinazione durante la Battaglia del Vino del Miele, dove ribaltò le sorti di un esercito del casato materno; in tale circostanza, fu cavalierato e soprannominato da allora "Il Temerario".
Daeron morì poco più che quindicenne, durante la Seconda Battaglia di Tumbleton. Il suo corpo non fu mai identificato, pertanto, per anni, molte persone si fecero passare per il defunto principe.

### Settima Generazione D.C.

#### Re Aegon III Targaryen “Il Flagello dei Draghi”
(120 - 157 D.C.)
Figlio primogenito di Rhaenyra e di suo zio Daemon, Aegon III successe a suo zio, Aegon II, alla conclusione della Danza dei Draghi.
Aegon prese come sua regina l'unica figlia sopravvissuta di Aegon II, sua cugina Jaehaera. La sua ascesa può essere vista come un accordo politico con cui entrambe le linee di sangue avrebbero continuato a sedere sul trono.
Sua moglie Jaehaera morì senza figli e con lei si estinse dunque il ramo Targaryen-Hightower. Aegon si risposò quindi con Daenaera Velaryon, dalla quale ebbe cinque figli: Daeron, Rhaena, Elaena, Baelor e Daena.
Una volta re, Aegon governò a lungo su Westeros, ma fu sempre criticato per la morte dell'ultimo drago, una femmina verde, piccola e rachitica, con le ali raggrinzite, le cui uova non si schiusero mai. Aegon non amava tali creature, poiché da piccolo aveva assistito alla morte di sua madre, divorata dal drago di suo zio.
Nonostante i Maestri della Cittadella possano aver rivestito un ruolo nella morte dell'ultimo drago, Aegon fu conosciuto come "Rovina dei Draghi", a dispetto dei suoi successivi sforzi per far dischiudere delle uova di drago.
Soprannominato anche "il Re Malinconico" o "il Re Spezzato", Aegon fu sempre oppresso dal ricordo della morte della madre, non riuscendo mai a trovare piacere in nulla e non sopportando il contatto umano. Vestiva sempre di nero e come corona scelse un semplicissimo diadema d'oro.
Re Aegon III non è ricordato benignamente dal popolo di Westeros, perché, nonostante si sforzasse di dare pace e benessere al regno, di fatto fu sempre freddo e distaccato nei confronti di tutti i suoi sudditi.
Aegon morì abbastanza giovane, probabilmente di depressione.

#### Re Viserys II Targaryen
(122 - 172 D.C.)
Figlio secondogenito di Rhaenyra e di suo zio Daemon, durante la Danza dei Draghi Viserys fu fatto prigioniero dalla Triarchia e tenuto segretamente per tre anni ad Essos. A soli dodici anni, sposò la nobildonna lyseniana Larra Rogare, di sette anni più anziana di lui, dalla quale ebbe tre figli: Aegon, Naerys ed Aemon. Nei primi anni di regno del fratello minore, nel Continente Occidentale si sparge la notizia che egli è ancora vivo. Viene pagato un ingente riscatto e Viserys fa ritorno ad Approdo del Re insieme alla moglie e a molti dei di lei parenti. L'ambiziosa famiglia Rogare rimane presto coinvolta nelle macchinazioni politiche che contraddistinguono la reggenza di Aegon III. Dopo il disordine che ne consegue, Larra ritorna a Lys, e il colpo per l'abbandono della moglie rende il principe un uomo duro e triste.
Viserys ricoprì il ruolo di Primo Cavaliere durante i regni di suo fratello, re Aegon III, e dei figli di lui, re Daeron I e re Baelor I, di fatto regnando al posto degli ultimi due, i quali non mostrarono mai vero interesse per l'amministrazione del reame.
Divenuto re nel 171 D.C., Viserys morì di una misteriosa malattia appena un anno dopo, anche se molti sospettano che fu assassinato dal suo primogenito ed erede, Aegon.
Data la brevità del suo regno, Viserys è ricordato ben poco dagli attuali abitanti di Westeros e i pochi che fanno caso alla sua memoria ne hanno un'idea molto negativa, in quanto fu sempre sospettato di aver avvelenato suo nipote, re Baelor I, in modo da avere la corona per sé.
Nel romanzo Tempesta di spade, Tyrion Lannister ed Oberyn Martell dissertano su Viserys: mentre Oberyn condivide l'opinione negativa che hanno i più, Tyrion, al contrario, ne difende la memoria, affermando di apprezzarne il lavoro svolto come Primo Cavaliere e dichiarando di approvarlo anche qualora avesse effettivamente assassinato Baelor, re fortemente disprezzato da Tyrion.

#### Visenya Targaryen
(129 D.C.)
Figlia terzogenita di Rhaenyra e di suo zio Daemon, Visenya fu la loro unica figlia femmina e nacque morta.
Il travaglio di Rhaenyra nel partorire Visenya avvenne prematuramente di un mese e durò circa tre giorni. Quando la bambina, che venne chiamata come l'antenata preferita di sua madre, venne fuori, era già senza vita. Il suo corpicino era orridamente deforme, aggrovigliato su se stesso, con una voragine sul petto ed una coda scagliosa da rettile.

#### Jaehaerys Targaryen
(123 - 130 D.C.)
Figlio primogenito di re Aegon II e sua sorella Helaena, Jaehaerys era designato come l'erede diretto del padre. Egli nacque con sei dita alla mano sinistra e sei dita per ogni piede.
In seguito all'uccisione di Lucerys da parte di Aemond, Daemon decise di vendicare il figliastro, prendendo a sua volta la vita di uno degli eredi di Aegon II e incaricò quindi due sicari, Sangue e Formaggio, di tale compito.
Assalita la moglie del re, i due sicari la obbligarono a scegliere quale dei suoi figli far morire per salvare i restanti. Sebbene Helaena avesse scelto il piccolo Maelor, Sangue decapitò di netto Jaehaerys, poi ne prese la testa e la consegnò al suo committente.

#### Jaehaera Targaryen
(123 - 133 D.C.)
Figlia secondogenita di re Aegon II e sua sorella Helaena, fu l'unica dei loro figli a sopravvivere alla sanguinosa vendetta del loro prozio, Daemon, nella quale perirono il suo gemello, Jaehaerys, e successivamente suo fratello minore, Maelor.
Jaehaera viene descritta come una fanciulla impassibile, priva di enfasi.
Jaehaera fu sposata a suo cugino, Aegon III, ancora bambina, per negoziare un accordo di pace tra le due discendenze di Rhaenyra ed Aegon II.
Jaehaera morì prematuramente all'età di dieci anni, cadendo nello stesso fossato del Fortino di Maegor dove, anni prima, sua madre Helaena si era tolta la vita. Ufficialmente, l'accaduto venne archiviato come un suicidio, tuttavia, in molti avvalorarono l'ipotesi che la sovrana bambina fosse stata fatta uccidere su ordine di ser Unwin Peake, un cavaliere che intendeva offrire sua figlia in sposa al sovrano.

#### Maelor Targaryen
(127 - 130 D.C.)
Figlio terzogenito di re Aegon II e sua sorella Helaena, Maelor fu designato come l'erede del Trono di Spade dopo la morte di suo fratello Jaehaerys.
All'età di due anni, il piccolo Maelor rimase coinvolto in un agguato teso a sua madre e ai suoi fratelli da parte di Sangue e Formaggio, due sicari al soldo del prozio Daemon. Quando i due obbligarono la regina a scegliere quale figlio far uccidere, ella indicò proprio Maelor, che riteneva meno capace di capire cosa stava succedendo, ma al suo posto fu invece trucidato Jaehaerys.
Maelor morì brutalmente linciato da una folla inferocita, mentre la sua guardia personale, Rickard Thorne, cercava di scortarlo alla Fortezza Rossa. Il suo corpicino fu smembrato e spartito come trofeo tra i suoi assalitori.

#### Rhaena Targaryen
(116 - ??? D.C.)
Figlia primogenita di Daemon e della sua seconda moglie, Laena Velaryon, sorella gemella di Baela, Rhaena nacque a Pentos, ma crebbe a Roccia del Drago.
Al tempo del regno di Viserys I, Rhaena ebbe la sua benedizione e fu fidanzata a suo cugino, Lucerys Velaryon, che tuttavia perirà durante la Danza dei Draghi.
Durante il conflitto civile, a Rhaena venne commissionato di fuggire insieme all’altro suo cugino, Joffrey Velaryon, a Città del Gabbiano, portando con sé tre uova di drago. Solo una di esse si schiuse, dando vita al drago Luce del Mattino.
Al termine del conflitto, Rhaena e Baela presentano la loro cugina, Danaera Velaryon, al loro fratellastro, Aegon III, che prese la ragazza come sua seconda moglie.
Rhaena sposò in seguito Corwin Corbray, dal quale però non ebbe prole. Divenuta vedova, si risposò con Garmund Hightower, dal quale ebbe sei figlie.

#### Baela Targaryen
(116 - ??? D.C.)
Figlia secondogenita di Daemon e della sua seconda moglie, Laena Velaryon, sorella gemella di Rhaena, Baela nacque a Pentos, ma crebbe a Roccia del Drago.
Durante la Danza dei Draghi, la fortezza dell'isola venne presa d'assalto. Baela provò quindi a fuggire con il suo drago, Danzatore di Luna, che venne però attaccato da Sunfyre, il drago di re Aegon II.
Quando la ragazza venne quasi uccisa da ser Broome, colui che tradì Rhaenyra, accorse Marston Waters a salvarla. Successivamente, Baela sposò Alyn Velaryon, dal quale ebbe un numero ignoto di figli.

### Ottava Generazione D.C.

#### Re Daeron I Targaryen “Il Giovane Drago”
(143 - 161 D.C.)
Figlio primogenito di re Aegon III e Danaera Velaryon, fratello maggiore di Baelor, Daeron era un uomo accattivante e di bell'aspetto. Soprannominato "il Giovane Drago", ascese al trono all'età di quattordici anni ed ottenne la reputazione di astuto guerriero e conquistatore.
Daeron è stato il primo re Targaryen ad aver conquistato Dorne, unificando per la prima volta Westeros sotto un unico potere, benché nei suoi scritti sulla Conquista di Dorne avesse aumentato il numero dei nemici da lui affrontati, al fine di far sembrare più grandiosa la sua guerra di conquista, che durò quindici giorni e costò la vita a diecimila uomini.
Alcuni mesi dopo, l'attendente al quale Daeron aveva lasciato il dominio di Dorne, lord Lyonel Tyrell, venne assassinato, con conseguente insurrezione del popolo dorniano. Daeron perse altri cinquantamila uomini nel tentativo di mantenere il possesso di Dorne e lui stesso perse la vita nella rivolta che ne seguì; aveva solo diciotto anni.

#### Re Baelor I Targaryen "Il Benedetto"
(143 - 171 D.C.)
Figlio secondogenito di re Aegon III e Danaera Velaryon, Baelor fu il successore di suo fratello Daeron, che morì senza prole. Divenne noto come "il Benedetto" o "il Re Septon" per via della sua fervente fede, ai limiti del fanatismo, verso i Sette Dei.
Baelor era un uomo placido e cortese. Viene descritto come un uomo molto magro, a causa dei frequenti digiuni spirituali ai quali si sottoponeva, con barba e capelli lunghi e incolti. Indossava morigerati indumenti di cotone e portava una corona fatta di fiori rampicanti.
Baelor sposò la sua sorella minore, Daena, che ripudiò subito dopo il matrimonio per perseguire il suo credo, pertanto non ebbe figli.
Nella memoria degli abitanti di Westeros, Baelor rimane tuttora il più amato tra i sovrani Targaryen, grazie alle sue frequenti opere di carità e alle numerose leggende che circolarono sul suo conto. Ad esempio, quando, dopo la ribellione dei dorniani, che pose fine alla conquista di Daeron I, il cugino di Baelor, Aemon, fu preso prigioniero, si dice che Baelor lo raggiunse a piedi nudi e gli porse la chiave della gabbia in cui stava, dopo aver camminato in una buca piena di vipere, che lo morsero, lasciandolo in fin di vita: ciononostante, si diffuse presto la leggenda che le vipere avessero piegato il capo di fronte a un uomo così santo e lo avessero lasciato passare.
A dispetto della sua buona fama, gli storiografi di Westeros riferiscono di un regno gestito in modo stravagante e pericoloso, durante il quale Baelor costrinse i maestri della Cittadella a sostituire i corvi messaggeri con inutili colombe, dispensò dalle tasse chi costringeva le figlie ad indossare la cintura di castità, rese illegale la prostituzione e diede la carica di Alto Septon a personaggi improbabili, tra cui un bambino di otto anni, che Baelor credeva capace di fare miracoli. Addirittura, si racconta che, quando re Baelor fece bandire le prostitute da Approdo del Re, pregò per la loro assoluzione dall'alto della Fortezza Rossa.
Baelor è anche famoso per aver decretato la costruzione, sulla collina di Visenya, del Grande Tempio di Baelor, che però fu terminato molti anni dopo la sua morte.
Dopo aver ripudiato la sorella e moglie Daena, Baelor la fece rinchiudere per dieci anni, insieme alle sue altre due sorelle minori, in una torre della Fortezza Rossa, che fu presto chiamata Cripta delle Vergini, al fine di "preservare la loro innocenza".
Baelor morì infine nel 171 D.C., dopo un digiuno lungo più di quaranta giorni; ciononostante, suo zio e Primo Cavaliere, Viserys, fu sempre sospettato di averne affrettato la morte con il veleno.

#### Daena Targaryen "La Ribelle"
(145 - ??? D.C.)
Figlia terzogenita di re Aegon III e Danaera Velaryon, Daena fu rinomata per il suo carattere ribelle, al quale deve il suo epiteto. Era considerata, fin dalla gioventù, come la più procace e sensuale delle sue sorelle, con un carattere ostinato sin dalla nascita.
Daena fu sposata a suo fratello Baelor, che essendo un fervente religioso decise di non consumare mai la sua unione con lei. Salito al Trono di Spade, Baelor sciolse la loro unione e la confinò, insieme alle sue sorelle, in una torre della Fortezza Rossa, che ben presto fu battezzata la Cripta delle Vergini, per evitare tentazioni sessuali.
Nonostante la prigionia, Daena escogitava molti espedienti per fuggire dalla sua torre e una notte vide di nascosto il suo cugino e amante, Aegon, con il quale concepì un bastardo, Daemon Waters, che sarà in seguito battezzato con il nome di "Blackfyre", dando origine all'omonima casa.

#### Rhaena Targaryen
(147 - ??? D.C.)
Figlia quartogenita di re Aegon III e Danaera Velaryon, Rhaena è ricordata come una donna dalla bellezza più gentile rispetto a quella di sua sorella Daena, dalle forme generose, con i capelli più biondi che argentei e con il carattere decisamente più mansueto, molto influenzata dal fratello Baelor.
A quattordici anni, Rhaena fu costretta ad essere confinata nella Cripta delle Vergini della Fortezza Rossa per volere di suo fratello, re Baelor. Ciononostante, a differenza delle sue sorelle, Rhaena non si lamentò mai della sua reclusione.
Alla conclusione della sua prigionia, Rhaena si consacrò al Credo e divenne septa.

#### Elaena Targaryen
(150 - ??? D.C.)
Figlia quintogenita di re Aegon III e Danaera Velaryon, Elaena appariva, secondo molti, come la meno bella tra le sue sorelle, dal corpo gracile e i lineamenti sottili, spesso corrucciati, gli occhi lilla e i capelli argentei, che presentavano tuttavia una ciocca dorata. Era ostinata e spesso capricciosa, quasi al pari della sorella Daena, ma più rancorosa.
Elaena fu confinata nella Cripta delle Vergini ad undici anni, su ordine di re Baelor; per fare un torto al fratello, tagliò i suoi lunghi capelli, che lui tanto amava, e li portò sempre corti per la maggior parte della sua vita.
Elaena era molto innamorata di Alyn Velaryon, con il quale ebbe figli bastardi, i gemelli Jon e Jeyne Waters. Purtroppo, però, non poté sposare Alyn perché egli scomparve in mare aperto.
Successivamente, Elaena venne fatta sposare, per motivi politici, per ben tre volte: il suo primo marito fu lord Ossifer Plumm, che morì durante la loro prima notte di nozze e dal quale nacque Viserys Plumm (di cui si discusse spesso la paternità). Il secondo consorte fu Ronnel Penrose, Maestro del Conio del Concilio Ristretto, del quale Elaena assunse i doveri, in quanto molto più abile nella gestione dell'economia e dal quale ebbe quattro figli: Robin, Laena, Jocelyn e Joy. Fu infine sposata a Michael Manmoody, un dorniano con il quale ella condivideva la passione per la musica. I contemporanei la descrissero come "più bella a settant'anni che a diciassette".

#### Re Aegon IV Targaryen "Il Mediocre"
(135 - 184 D.C.)
Figlio primogenito di re Viserys II e Larra Rogare, Aegon è ricordato come il re peggiore della dinastia Targaryen, a causa della sua arroganza e della sua crudeltà.
Quando salì al trono, Aegon era un giovane di bell'aspetto ma, con il passare degli anni, divenne grasso a tal punto da non riuscire più a tenersi in piedi da solo.
Aegon sposò la sorella Naerys, dalla quale nacquero i suoi unici figli legittimi: Daeron e Daenerys, venuta al mondo dopo molti aborti spontanei e morti neonatali.
Aegon ebbe numerosi figli illegittimi da numerose amanti, molte delle quali fece poi giustiziare.
Aegon morì dopo dodici anni di regno di una morte orribile: costretto a letto a causa della sua obesità, si ammalò di un male sconosciuto ed i suoi arti iniziarono lentamente a decomporsi.
Poco prima di morire, Aegon legittimò tutti i suoi figli bastardi, ponendoli però dietro al suo primogenito, Daeron, nella linea di successione. La sua morte fu pianta da pochi.

#### Aemon Targaryen "Il Cavaliere di Drago"
(136 - 178/183 D.C.)
Figlio secondogenito di re Viserys II e Larra Rogare, membro della Guardia Reale e presunto amante della sorella e regina Naerys, che difese in duello contro le calunnie di ser Morgil, il quale accusava la regina di adulterio.
Aemon morì difendendo suo fratello Aegon IV dall'agguato di alcuni cospiratori. La sua morte fu pianta da molti, poiché egli era molto amato dal popolo, ma non dal fratello, che lo aveva sempre detestato e invidiato.

#### Naerys Targaryen
(138 - 179-184 D.C.)
Figlia terzogenita di re Viserys II e Larra Rogare, Naerys fu l'ottava Targaryen ad essere regina dei Sette Regni.
Naerys viene descritta come una donna dalla statura assai minuta e snella, dall'aspetto fine e delicato, con grandi occhi viola e una pelle così chiara da essere quasi bianca. Indossava abiti semplici e spesso copriva i suoi capelli con un cappuccio.
Ancora in fasce, Naerys rischiò la morte e questo fatto le conferì una salute cagionevole, che più volte ha messo a rischio la sua vita.
Naerys era una donna mite, amava la musica ed era molto religiosa, tanto da voler diventare septa. Suo padre, tuttavia, le impose di sposare suo fratello, Aegon IV, che lei disprezzava tanto quanto lui disprezzava lei per la sua natura troppo insipida per i suoi gusti.
Naerys ebbe un matrimonio infelice e, per quanto chiedesse di prendere i voti, suo fratello e consorte, Aegon, forse per puro sadismo, non acconsentì mai e minò la sua salute con numerose gravidanze finite male, che la indebolirono ulteriormente. I loro unici eredi a sopravvivere furono Daeron e Daenerys, che nacque insieme ad un gemello morto e tanti anni dopo suo fratello maggiore.
Naerys trovava conforto solo in suo fratello Aemon, che le voleva molto bene, e furono spesse fomentate voci su una loro possibile relazione adulterina.
Naerys morì a poco più di trent'anni, in seguito ad un ennesimo parto andato male.

### Nona Generazione D.C.

#### Re Daeron II Targaryen "Il Re Buono"
(153 - 209 D.C.)
Daeron fu il figlio più anziano ed erede di re Aegon IV e della sua sorella e moglie, Naerys. Viene descritto come un uomo dalla corporatura minuta, spalle rotonde e un'indole intellettuale, nonché ben poco avvezzo alla guerra.
Dotato di un animo gentile e generoso, Daeron fu sempre disprezzato dal padre, tanto che fu sempre sospettato, soprattutto dai sostenitori del suo fratellastro, Daemon Blackfyre, di essere il figlio illegittimo del fratello minore di Aegon IV, Aemon il Cavaliere del Drago che, a differenza di Aegon, era sempre stato legato alla regina Naerys.
Divenuto re nel 184 D.C., Daeron si impegnò a porre rimedio ai danni causati dal padre al regno, guadagnandosi l'affetto del popolo e dei nobili, nonché l'appellativo di "Daeron il Buono".
Daeron sposò Myriah Martell, sorella del principe Maron di Dorne, a cui offrì in sposa sua sorella Daenerys: con tale accordo matrimoniale, Daeron riuscì a fare ciò che ai suoi predecessori era stato impossibile, ovvero annettere Dorne ai Sette Regni, seppur riconoscendo alla regione una certa autonomia.
Daeron morì durante il venticinquesimo anno del suo regno, vittima della Grande Epidemia di Primavera del 209 D.C.

#### Daenerys Targaryen
(176 - ??? D.C.)
Figlia secondogenita di re Aegon IV e della regina Naerys, sorella minore di re Daeron II, Daenerys viene descritta come una donna dalla bellezza eterea, tipica delle donne della sua dinastia, una bellezza alla quale, da bambina, Arianne Martell aspirava profondamente, ogni volta che osservava il suo celebre ritratto, ancora presente nel palazzo di Lancia del Sole.
Per attenuare l'astio tra le case Targaryen e Martell, suo fratello prese in sposa la principessa dorniana, Myriah Martell, e fece successivamente sposare Daenerys a Maron Martell, suo cognato e principe di Dorne, ottenendo finalmente l'annessione di questo regno al proprio.
La giovane Daenerys, tuttavia, era innamorata del suo fratellastro, Daemon Blackfyre, e si ritiene che, ad aver scatenato la Ribellione dei Blackfyre, fu proprio il negato consenso del re al matrimonio di Daemon con Daenerys.
Daenerys fu molto amata dal popolo di Dorne e, quando il marito fece costruire per lei i celebri Giardini dell'Acqua, ella consentì anche alla servitù di farvi il bagno durante i periodi più caldi dell'anno.
Un secolo più tardi, la regina Rhaella Targaryen chiamerà sua figlia Daenerys, in suo onore.

#### Daemon I Blackfyre
(170 - 196 D.C.)
Daemon è stato il primo dei Quattro Grandi Bastardi, figlio di re Aegon IV e della sua cugina e amante, Daena la Ribelle.
Alla nascita, viene battezzato "Daemon Waters" e la sua esistenza, insieme alle concessioni di potere dategli dal padre, lo misero spesso in contrasto con il fratellastro legittimo, Daeron II, rischiando una disputa di successione.
Per eliminare il conflitto tra i fratelli, Aegon IV legittimò Daemon sotto il nome di Blackfyre, dando origine alla Casa Blackfyre. Ciononostante, Daemon e i suoi eredi, che nacquero dalla sua unione con Rohanne di Tyrosh, non rinunciarono mai a reclamare i Sette Regni per sé e, tempo dopo la morte del sovrano, dettero origine alla Ribellione dei Blackfyre, che fu protratta fino all'intervento del fratellastro di Daemon, Corvo di Sangue, che lo uccise insieme a due dei suoi sette figli, i gemelli Aemon ed Aegon. Daemon in realtà era personalmente riluttante a ribellarsi apertamente al fratellastro, e fu convinto in tal senso solo dopo l'intervento del suo fratellastro Aegor, desideroso di vendicarsi, che lo persuase non solo a rivendicare in trono ma a promettergli la mano della sua figlia maggiore, Calla Blackfyre, e di Sir Quentyn Ball, che lo salvò da morte certa, mettendolo al sicuro prima che la Guardia Reale potesse metterlo agli arresti.
I restanti figli di Daemon perirono in seguito, dopo successivi ma fallimentari tentativi di ottenere il Trono di Spade. I discendenti di questi ultimi provarono a spodestare i Targaryen per più di sessant’anni.

#### Aegor "Acreacciaio" Rivers
(172 - 241 D.C.)
Aegor è stato il secondo dei Quattro Grandi Bastardi, figlio di re Aegon IV e della sua quinta concubina, Barba Bracken. Viene descritto come un uomo iracondo e raramente sorridente, dal corpo possente e slanciato, i capelli neri e gli occhi viola.
Aegor visse a corte fino a quando la regina Naerys si riprese dalla malattia che sembrava averla ridotta in fin di vita, evento che portò il re a cacciare da corte il suo bastardo e sua madre, che fino a quel momento nutriva l'ambizione di divenire la nuova regina. Ciò causò in Aegor l'inestinguibile rancore che nutrirà sempre verso la Corona e lo indusse anche a diventare un cavaliere mercenario, fondatore della Compagnia Dorata, composta da mercenari in esilio, che presenta lo stemma di uno stallone, simbolo di Casa Bracken, con delle ali di drago, il cui motto è "Sotto l'oro, l'acre acciaio!".
Alla morte del padre, che solo poco prima lo aveva legittimato, Aegor decise di parteggiare per il fratellastro Daemon Blackfyre, come rivalsa al torto subito. Si schierò quindi contro l’altro suo fratellastro, Brynden Rivers, figlio della concubina succeduta a sua madre, che si schierò invece dalla parte di re Daeron II. Brynden Rivers era l’amante della loro sorellastra, Shiera Seastar, che anche Aegor amava.
Aegor, non potendo avere Shiera, sposò sua nipote, Calla Blackfyre, ma resta ignoto se egli ebbe eredi o meno.
Durante la prima delle Ribellioni dei Blackfyre, Aegor cavò un occhio a Brynden, ma fu tuttavia costretto alla fuga e quindi si recò in esilio a Tyrosh, con i figli superstiti del fratellastro Daemon Blackfyre. In questo periodo, fondò la Compagnia Dorata, che divenne molto rinomata nelle città libere.
Successivamente, Aegor tornò al fianco del nipote, Haegon I Blackfyre, in occasione della terza delle ribellioni. Anche questi, però, perì nell'intento, ucciso a tradimento dal principe Aerion dopo avere deposto la spada, ed Aegor venne quindi spedito in esilio alla Barriera. La nave su cui viaggiava, però, naufragò misteriosamente, quindi si unì a Daemon III Blackfyre nella quarta ribellione, che venne soppressa.
Pochi anni dopo, Aegor cadde in battaglia e lasciò come testamento ai suoi eredi il compito di immergere il suo cranio scarnificato nell'oro e portarlo con sé quando avrebbero conquistato finalmente i Sette Regni.

#### Mya Rivers
(172/173 - ??? D.C.)
Prima figlia bastarda di re Aegon IV e della sua sesta concubina, Melissa Blackwood, Mya fu legittimizzata solo alla morte di suo padre.

#### Gwenys Rivers
(173/174 - ??? D.C.)
Seconda figlia bastarda di re Aegon IV e della sua sesta concubina, Melissa Blackwood, Gwenys fu legittimizzata solo alla morte di suo padre.

#### Brynden "Corvo di Sangue" Rivers
(175 - 252 circa D.C.)
Brynden era il terzo dei Quattro Grandi Bastardi, terzo figlio maschio bastardo di re Aegon IV e della sua sesta concubina, Melissa Blackwood. Deve il suo soprannome ad una voglia nero-rossastra che egli presentava sulla parte destra del viso, che partiva dalla gola ed arrivava fino all'orecchio, dalla forma simile alla sagoma di un corvo.
Diversamente dai vigorosi e affascinanti fratellastri, Brynden era esile e di tetro aspetto: era albino e quindi dalla carnagione chiarissima, i capelli bianchi e gli occhi rossi, uno dei quali perderà in battaglia, ma che lui, molto raramente, decise di celare.
Brynden era un guerriero tanto abile quanto spietato, eccelso arciere e comandante di un gruppo personale di tiratori scelti, le Zanne del Corvo; brandiva la spada della sua antenata Visenya, Sorella Oscura, e aveva la sinistra fama di stregone.
Brynden nutriva una forte avversione per il fratellastro Aegor per molteplici fattori: l'astio tra le rispettive madri, in quanto quella di Brynden rimpiazzò quella di Aegor come favorita del re; la decisione di Aegor di appoggiare Daemon invece del legittimo re, Daeron; la loro rivalità in amore nei confronti della loro sorellastra, Shiera Seastar, alla quale Brynden ha sempre chiesto, senza successo, di sposarlo, pur essendo stato suo amante per molto tempo.
Brynden divenne membro del Concilio Ristretto di Daeron II alla sua ascesa al trono e lo sostenne nella sua disputa con il loro fratellastro, Daemon Blackfyre.
Nella sua vita, Brynden combatté ben tre ribellioni da parte dei Blackfyre, sia per il suo fratellastro, Daeron II, che per i suoi successori, i nipoti Aerys I e Maekar I, in veste di Primo Cavaliere.
Quando si giunse ad un nuovo problema di successione al trono, Aenys Blackfyre si fece avanti in veste pacifica, per partecipare al Gran Concilio organizzato a tal proposito. Brynden era però ormai troppo diffidente nei confronti della sua famiglia, quindi promise in principio di scortarlo ad Approdo del Re, per poi farlo giustiziare senza un processo. Tale gesto portò il nuovo sovrano eletto, suo nipote Aegon V, a far arrestare Brynden e a fargli scegliere se essere giustiziato oppure arruolato nei Guardiani della Notte. Brynden scelse di arruolarsi, prese i voti e, alla fine, scomparve in circostanze misteriose oltre la Barriera.

#### Shiera Seastar
(174/184 circa - ??? D.C.)
Shiera Seastar, il cui nome significa "Stella Marina", era l'ultima dei Quattro Grandi Bastardi di re Aegon IV, nata dall'unione del sovrano con la sua settima concubina, Serenei di Lys, malvista nel regno in quanto considerata alla stregua di una strega.
Shiera viene ricordata per il suo aspetto estremamente affascinante e sensuale, caratterizzato dalla pelle chiarissima e i capelli argentati tipici dei Targaryen. La sua peculiarità erano i suoi occhi eterocromi, uno azzurro e l'altro verde, cosa decisamente insolita nella dinastia Targaryen.
Oltre ad essere bella, Shiera era anche estremamente intelligente e colta, era poliglotta e dedita soprattutto allo studio dell'esoterismo, caratteristica che aveva in comune con la sua defunta madre ed il fratellastro Brynden.
Un aneddoto su di lei vuole che facesse il bagno nel sangue delle vergini per restare sempre bella.
Shiera amava i colori candidi come il bianco e l'avorio, che in genere caratterizzavano i suoi vestiti, prediligeva l'argento all'oro ed era solita indossare una maestosa collana d'argento incastonata di smeraldi e zaffiri, che mettevano in risalto i suoi particolari occhi bicolori.
Shiera non si sposò mai, ma ebbe moltissimi corteggiatori e amanti, i quali duellavano tra loro pur di avere la sua attenzione. I suoi stessi fratellastri, Aegor e Brynden, si contesero il suo amore, ma Shiera non li ricambiava, sebbene prese come amante Brynden, negandogli costantemente, però, di diventare sua moglie.
Shiera non nutrì mai interesse verso la corona o il potere e visse stando in disparte dai conflitti tra i suoi fratellastri, fino alla fine dei suoi giorni.

### Decima Generazione D.C.

#### Baelor Targaryen "Lancia Spezzata"
(170 - 209 D.C.)
Figlio primogenito ed erede al trono di re Daeron II e di Myriah Martell, al contrario della maggior parte dei membri di Casa Targaryen, Baelor aveva i capelli scuri, ereditando tale caratteristica somatica dalla madre, principessa dorniana.
Da più parti riconosciuto come il miglior cavaliere della sua epoca, oltre ad essere l'erede al trono, Baelor rivestiva anche la carica di Primo Cavaliere. Sposò Jena Dondarrion, dalla quale ebbe due figli, Valarr e Matarys.
Da tutti considerato un magnifico futuro re, Baelor morì a soli trentanove anni, durante il torneo di Ashford del 209 D.C., quando lui e suo fratello minore, Maekar, parteciparono ad un Giudizio dei Sette, un rito in cui due squadre composte da sette guerrieri si combattono tra loro, in modo tale da stabilire se un imputato sia considerato colpevole o innocente agli occhi dei Sette Dei. Baelor combatté per l'imputato, il cavaliere errante chiamato ser Duncan l'Alto, mentre Maekar si schierò con l'accusatore, suo figlio Aerion, che era stato aggredito da ser Duncan per aver crudelmente picchiato una burattinaia. Lo scontro, che si risolse con l'assoluzione di ser Duncan, costò la vita a Baelor, involontariamente ucciso dallo stesso Maekar, che gli sfondò il cranio con la sua mazza ferrata.
Il corpo di Baelor fu cremato nel cortile del castello di Ashford.

#### Re Aerys I Targaryen
(172/176 - 221 D.C.)
Figlio secondogenito di re Daeron II e Myriah Martell, Aerys fu un uomo colto e intelligente, ma del tutto inadatto al ruolo di sovrano.
Come re, Aerys non fu mai apprezzato dai nobili e dal popolo dei Sette Regni, che gli contestavano la debolezza, lo scarso interesse verso il reame e la sua totale dipendenza dal Primo Cavaliere, suo zio Brynden Rivers, che di fatto gestì il regno al posto suo.
Aerys prese in moglie la cugina Aelinor Penrose, ma da tale unione non furono generati eredi, dato il totale disinteresse di Aerys nei suoi confronti.
I veri interessi di Aerys erano i libri e l'occultismo, passioni che condivideva con Brynden Rivers e che probabilmente furono la causa della sua nomina a Primo Cavaliere. Tale nomina provocò una rottura tra Aerys e suo fratello minore, Maekar, che si aspettava di ricevere egli stesso la carica.
Aerys morì di cause naturali durante il dodicesimo anno del suo regno e, data l'assenza di eredi e la morte di suo fratello Rhaegel, fu proprio Maekar ad essere incoronato.

#### Rhaegel Targaryen
(173/177 - 215 D.C.)
Figlio terzogenito di re Daeron II e Myriah Martell, Rhaegel sposò lady Alys Arryn, dalla quale ebbe tre figli: i gemelli Aelor ed Aelora e Daenora.
Rhaegel era mite, ma tuttavia afflitto da disturbi psichici spesso presenti nella sua famiglia. Un aneddoto vuole che, una volta, fu sorpreso a danzare nudo nella Fortezza Rossa.
Divenne Principe di Roccia del Drago nel 209 D.C., quando suo fratello maggiore, Aerys I, ascese al trono e ancora non aveva eredi.
Rhaegel morì soffocato, mentre mangiava un pasticcio di lampreda.

#### Re Maekar I Targaryen
(174/178 - 233 D.C.)
Figlio quartogenito di re Daeron II e Myriah Martell, Maekar fu Principe di Roccia del Drago ed in seguito quattordicesimo re dei Sette Regni. Viene descritto come un uomo alto e massiccio, con capelli quasi bianchi, una barba d'oro argenteo ed occhi violetti. Aveva delle cicatrici sulle guance, dovute ad una pregressa sifilide.
Maekar era un uomo pieno di complessi di inferiorità, specialmente nei confronti del fratello maggiore, Baelor, ed era di indole austera e marziale.
Per sottolineare la sua natura di guerriero, Maekar si fece forgiare una semplice corona fatta di oro rosso e ferro, dalle punte acuminate, e creò uno stemma personalizzato della sua casata, caratterizzato da quattro draghi tricefali.
Maekar sposò lady Dyanna Dayne, dalla quale ebbe sei figli: Daeron, Aerion, Aemon, il futuro re Aegon V, Daella e Rhae.
Maekar crebbe molto unito a suo fratello Baelor, tuttavia, fu sempre sotto la sua ombra, essendo Baelor superiore a Maekar in fascino e abilità guerriere, nonostante Maekar stesso fosse un grande guerriero; anche il valore dei figli di Baelor sembrava eclissare quello della prole di Maekar, almeno fino a quando l'ultimo figlio maschio di Maekar, Aegon, non divenne adulto.
Quando al torneo di Ashford uccise involontariamente suo fratello Baelor, Maekar, da sempre dotato di un carattere ben poco amabile, divenne per il rimpianto ancora più austero e spietato.
Divenuto re nel 221 D.C., in seguito alla morte dell’altro suo fratello, Aerys I, Maekar fu un sovrano saggio e capace, ma anche severo e rapido nelle condanne. Il suo regno fu relativamente pacifico.
Maekar morì in battaglia, nel 233 D.C., guidando il suo esercito contro un lord ribelle delle Terre Basse di Dorne, dove avvenne la cosiddetta Rivolta di Lord Peake. Ad ucciderlo sarà una roccia scagliata dalle mura di Starpike.

### Undicesima Generazione D.C.

#### Daeron Targaryen "L'Ubriacone"
(190 - 221 D.C.)
Figlio primogenito di re Maekar I e Dyanna Dayne, detto anche "Daeron l'Ubriacone", non aveva qualità tali da essere un buon cavaliere o arguto abbastanza da essere ammesso alla Cittadella di Vecchia Città; tuttavia, egli stesso affermava di possedere la capacità di far sogni premonitori.
Daeron sposò Kiera di Tyrosh, dalla quale ebbe una figlia, Vaella la Semplice.
Prima del torneo di Ashford, Daeron sognò che un cavaliere, che successivamente identificò in ser Duncan l'Alto, uccideva un enorme drago. Temendo di essere predestinato a morte certa in caso di partecipazione al torneo, scappò insieme al fratello minore, Aegon, che gli faceva da scudiero.
Daeron morì alcuni anni prima del padre, a causa di una malattia venerea contratta da una prostituta.

#### Aerion Targaryen "Chiarafiamma"
(191/194 - 232 D.C.)
Figlio secondogenito di re Maekar I e Dyanna Dayne, soprannominato "Chiarafiamma", "Altafiamma", o "Aerion il Mostruoso", questo principe è ricordato come uno dei migliori esempi di follia Targaryen.
Crudele e arrogante, Aerion era convinto di essere un drago in forma umana.
Dopo il torneo di Ashford, Aerion fu inviato dal padre nella città libera di Lys. Successivamente, sposò sua cugina, Daenora Targaryen, dalla quale ebbe un solo figlio, Maegor.
Aerion morì un anno prima del padre per aver ingerito dell'altofuoco, convinto che lo avrebbe trasformato in drago. Suo figlio Maegor fu prontamente tralasciato dalla linea di successione, per il timore che avesse ereditato la follia del padre.

#### Aemon Targaryen
(198 - 300 D.C.)
Vedi Membri della casata.

#### Re Aegon V Targaryen "L'Improbabile"
(200/201 - 259 D.C)
Figlio quartogenito di re Maekar I e Dyanna Dayne, Aegon è stato soprannominato l'Improbabile proprio per la scarse possibilità che alla sua nascita avesse di diventare re, in quanto era figlio quartogenito di un figlio quartogenito.
Aegon aveva i caratteristici tratti somatici della sua casata, i capelli biondo argentato e gli occhi viola. In principio promesso in sposo alla sua sorella minore, Daella, sposò invece lady Betha Blackwood, dalla quale ebbe cinque figli: Duncan, Jaehaerys, Shaera, Daeron e Rhaelle.
In gioventù, Aegon era stato scudiero del cavaliere errante Duncan l'Alto, che durante il suo regno sarebbe divenuto Lord Comandante della Guardia Reale; insieme, i due hanno girato i Sette Regni, come si apprende dai racconti brevi di Dunk ed Egg, partoriti anch'essi dalla penna di Martin. Il diminutivo "Egg" gli viene dato dal fratello maggiore, Aemon.
Aegon divenne re solo dopo che un Gran Concilio escluse un certo numero di candidati che lo precedevano in linea di successione, favorito anche da suo fratello maggiore, Aemon, che rifiutò il trono in quanto già entrato alla Cittadella per divenire Maestro. Dopo la sua incoronazione, il fratello Aemon si unì ai Guardiani della Notte, proprio in qualità di maestro, per evitare ogni possibile sospetto d'intrigo; Aegon, per onorarlo, svuotò le prigioni, infoltendo il gruppo dei Guardiani.
Come re, Aegon governò Westeros egregiamente per oltre un quarto di secolo, dal 233 D.C. al 259 D.C., anche se le difficoltà non sono mai mancate: ha dovuto fronteggiare due rivolte di rivendicazione del Trono di Spade da parte dei Blackfyre e punire il suo prozio, Brynden Rivers, per l'omicidio non autorizzato di Aenys Blackfyre; i suoi tentativi di aiutare i popolani, a lui tanto cari da quando era ancora scudiero del fratello e aveva visto le condizioni in cui vivevano, scaturirono un pesante dissenso dei lord più potenti; provò ad abolire definitivamente il matrimonio incestuoso sposando una donna che non gli fosse consanguinea e promise i propri figli a membri di altre casate, tuttavia, suo figlio Duncan sposerà una popolana, i suoi figli Jaehaerys e Shaera si sposeranno tra di loro in gran segreto e suo figlio Daeron preferirà non sposarsi affatto, con conseguenti insurrezioni da parte delle casate con le quali erano stati accordati i matrimoni.
Aegon perì in un incendio a Sala dell'Estate, la residenza estiva dei Targaryen, insieme al figlio primogenito.

#### Daella Targaryen
(199 - ??? D.C.)
Figlia quintogenita di re Maekar I e Dyanna Dayne, Daella fu in principio designata come promessa sposa di suo fratello maggiore, Aegon. Tuttavia, egli sposò Betha Blackwood, della quale era innamorato. Il resto della sua vita fu un mistero.

#### Rhae Targaryen
(201/209 - ??? D.C.)
Figlia sestogenita di re Maekar I e Dyanna Dayne, di Rhae si sa soltanto che fosse tanto innamorata del fratello Aegon e che, una volta, versò un presunto filtro d'amore nel suo calice di vino, affinché egli sposasse lei al posto di sua sorella Daella, al quale era promesso.

#### Valarr Targaryen "Il Giovane Principe"
(??? - 209)
Figlio primogenito di Baelor e Jena Dondarrion, Valarr fu Principe di Roccia del Drago ed erede al Trono di Spade.
Valarr era descritto come un bell'uomo, di statura bassa ed esile, con dei capelli castani attraversati da una singola ciocca biondo-argento ed occhi azzurri.
Valarr sposò Kiera di Tyrosh, dalla quale ebbe due figli che morirono alla nascita.
Valarr passò alla storia per le sue abilità di cavaliere. Fu uno dei principali campioni del Torneo del Campo di Ashford. Vinse ben nove incontri, battendo ser Abelar Hightower e Gawenn Swann. Quando poi suo nipote Aerion invocò il Giudizio dei Sette, dopo essere stato colpito da ser Duncan l'Alto, Valarr si unì alla causa di questi. Al suo posto, però, gareggiò suo padre Baelor, che si scontrò con il fratello Maekar, che lo colpì mortalmente alla testa. Valarr incolpò ser Duncan per la morte del padre.
Il Giovane Principe Valarr morì durante la Grande Epidemia di Primavera e fu succeduto dal fratello minore, Matarys.

#### Matarys Targaryen
(184 - 209 D.C.)
Figlio secondogenito di Baelor e Jena Dondarrion, Matarys fu noto con l'epiteto de "Il principe ancora più giovane", per distinguerlo dal fratello maggiore, Valarr.
Di Matarys si sa soltanto che non prese moglie e morì durante la Grande Epidemia di Primavera, insieme al fratello e al nonno.

#### Aelora Targaryen
(??? - 217 circa D.C.)
Figlia primogenita di Rhaegel ed Alys Arryn, Aelora fu principessa di Roccia del Drago. Sposò il suo fratello gemello, Aelor, dal quale non ebbe figli.
Aelora causò accidentalmente la morte del suo fratello e consorte e la cosa la lasciò devastata.
La principessa si suicidò poco tempo dopo, a seguito di uno stupro subito durante un ballo in maschera, da parte di tre uomini che passarono alla storia come Il Ratto, Il Falco e Il Porco.

#### Aelor Targaryen
(??? - 217 D.C.)
Figlio secondogenito di Rhaegel ed Alys Arryn, Aelor fu Principe di Roccia del Drago ed erede al Trono di Spade alla morte del padre. Sposò la sua sorella gemella, Aelora, dalla quale non ebbe figli.
Aelor morì in un controverso incidente causato accidentalmente da Aelora stessa, che fu sconvolta dall'angoscia ed ebbe i sensi di colpa sino alla sua morte, avvenuta poco tempo dopo.

#### Daenora Targaryen
(??? - ??? D.C.)
Figlia terzogenita di Rhaegel ed Alys Arryn, Daenora fu Principessa di Roccia del Drago. Ella sposò suo cugino Aerion, dal quale ebbe un figlio, Maegor.
A seguito della morte del marito, che nella sua follia aveva ingerito dell'altofuoco, suo figlio Maegor fu prontamente estromesso dalla linea di successione, in quanto reputato potenzialmente folle come il padre.

### Dodicesima Generazione D.C.

#### Duncan Targaryen "Il Piccolo" o "Il Principe delle Libellule"
(220/224 - 259 D.C.)
Figlio primogenito di re Aegon V e Betha Blackwood, Duncan, così chiamato in onore del migliore amico del padre, ser Duncan l'Alto, fu celebre per il suo valore sul campo di battaglia.
In gioventù, Duncan partecipò al Torneo di Blackhaven, dove duellò con un allora fanciullo Barristan Selmy.
Duncan fu promesso, su volere dei suoi genitori, alla figlia di lord Lyonel Baratheon, signore di Capo Tempesta. Duncan si innamorò tuttavia di Jenny delle Vecchie Pietre, una ragazza di umili natali, e pur di poterla sposare rinunciò al suo diritto di successione al Trono di Spade, che passò a suo fratello minore, Jaehaerys. Tale decisione scatenò l'ira del signore di Capo Tempesta, che scatenò una rivolta e imbandì un duello per singolar tenzone con il principe. Duncan lo sconfisse e la rivolta fu sedata con un nuovo accordo in cui Rhaelle, sorella più piccola di Duncan, avrebbe sposato l'erede maschio del lord, Ormund.
Duncan morì in un incendio che avvenne presso Sala dell'Estate, residenza estiva della famiglia reale, insieme a suo padre e a ser Duncan.

#### Re Jaehaerys II Targaryen
(225 - 262 D.C.)
Figlio secondogenito di re Aegon V e Betha Blackwood, Jaehaerys era un uomo gracile e di salute cagionevole, ma dalla personalità amabile. Sir Barristan Selmy lo considera uno degli uomini più intelligenti che abbia conosciuto.
Jaehaerys salì al trono nel 259 D.C., dopo la morte di suo padre, avvenuta durante l'incendio di Sala dell'Estate.
Per volere di suo padre, determinato ad eliminare definitivamente la pratica del matrimonio incestuoso nella sua dinastia, Jaehaerys venne promesso in sposo a Celia Tully. Il giovane principe, tuttavia, era innamorato di sua sorella minore, Shaera, che ricambiava i suoi sentimenti. Ciò portò i loro genitori a cercare di dividerli in tutti i modi possibili.
Quando suo fratello maggiore, Duncan, decise di abdicare al suo titolo di erede del Trono di Spade pur di sposare la donna che amava, Jaehaerys e Shaera decisero di seguire il suo esempio, fuggendo e sposandosi in gran segreto. Quando annunciarono ai loro genitori che la loro unione era stata consumata, questi ultimi non poterono fare nulla, se non accettare la cosa, nonostante l'ira delle famiglie dei loro rispettivi pretendenti.
Il regno di Jaehaerys durò soltanto tre anni, prima che questi morisse, ufficialmente per una complicazione respiratoria. Lui e Shaera ebbero due figli: Aerys e Rhaella, che Jaehaerys costrinse a sposarsi tra loro, quando una strega gli profetizzò che "il Principe che fu Promesso" sarebbe nato dalla loro discendenza.

#### Shaera Targaryen
(226 - 259/260 D.C.)
Figlia terzogenita di re Aegon V e Betha Blackwood, Shaera fu promessa in sposa a Luthor Tyrell per volere di sua madre. Tuttavia, lei e suo fratello Jaehaerys erano innamorati l'uno dell'altra e, in seguito alla decisione del loro fratello Duncan di abdicare per sposare un'altra donna, presero coraggio e fuggirono per sposarsi in gran segreto.
Il matrimonio di Shaera e Jaehaerys fu accettato a malincuore dai loro genitori, che aborrivano l'incesto e intendevano debellarlo dalla loro dinastia; ciononostante, i due divennero i nuovi sovrani dei Sette Regni.
Le circostanze della morte di Shaera restano ignote: alcuni sostengono che sia morta nell'incendio di Sala d'Estate ed altri che sia morta per altre cause l'anno successivo alla tragedia.

#### Daeron Targaryen
(228 - 251 D.C.)
Figlio quartogenito di re Aegon V e Betha Blackwood, Daeron fu promesso in sposo sin dall'infanzia, per volere dei suoi genitori, ad Olenna Redwyne. Daeron, però, non provava alcun sentimento per la sua promessa, indifferenza peraltro ricambiata, e dopo la rottura dei fidanzamenti dei suoi fratelli decise di imporre il proprio volere e fece annullare anche il suo.
Daeron non si sposò mai e trascorse la sua vita insieme al suo migliore amico, ser Jeremy Norridge. Entrambi perirono in battaglia durante la Rivolta del Falco, del Ratto e del Porco.

#### Rhaelle Targaryen
(229/233 - ??? D.C.)
Figlia quintogenita di re Aegon V e Betha Blackwood, Rhaelle fu l'unica tra i suoi fratelli ad onorare il fidanzamento a lei imposto dai suoi genitori.
In seguito alla decisione di Duncan di annullare il suo fidanzamento con la figlia di Lyonel Baratheon per sposare una popolana, il patriarca di Capo Tempesta scatenò una ribellione che si concluse con un nuovo accordo: Rhaelle avrebbe vissuto a Capo Tempesta come dama di compagnia della moglie dell'uomo e in seguito avrebbe sposato suo figlio, Ormund Baratheon.
Rhaella compì il volere dei genitori, sposò il suo promesso e gli diede un figlio, Steffon Baratheon. Ella fu dunque la nonna paterna di Robert Baratheon, che avrebbe poi scatenato la rivolta che causò la rovina dei Targaryen.

#### Maegor Targaryen
(232 D.C.- ??? D.C.)
Figlio unigenito di Aerion Chiarafiamma e sua cugina, Daenora Targaryen, Maegor fu così battezzato dal padre in onore di Maegor "Il Crudele".
Alla folle morte del padre, Maegor fu incluso come possibile erede al Trono di Spade, ma nutrendo il Concilio Ristretto il timore che egli potesse aver ereditato la follia paterna, lo tralasciarono ben presto.

#### Vaella Targaryen "La Semplice"
(222 - ??? D.C.)
Figlia unigenita di Daeron "il Beone" e Kiera di Tyrosh, Vaella era autistica.
Alla morte del padre, Vaella fu presa in considerazione come eventuale erede al Trono di Spade, ma fu prontamente estromessa a causa della sua disabilità.

### Tredicesima Generazione D.C.

#### Re Aerys II Targaryen "Il Re Folle"
(244 - 283 D.C.)
Figlio primogenito di re Jaehaerys II e Shaera, Aerys è stato l'ultimo Targaryen assiso sul Trono di Spade.
In gioventù, Aerys era bello e affascinante, ma successivamente è divenuto scheletrico, sbilenco, con lunghe unghie animalesche e di aspetto senile, nonostante avesse appena quarant'anni quando morì.
Appena salito sul trono, Aerys si dimostrò un ottimo re, portando pace e prosperità nei Sette Regni; quindici anni dopo, tuttavia, in seguito alla breve ribellione conosciuta come "Ribellione di Duskendale", nella quale venne tenuto prigioniero per diversi mesi da un lord ribelle, Aerys impazzì: iniziò infatti a vedere pericolose cospirazioni nei suoi confronti ovunque ed escogitò ogni forma di sadismo per punire i suoi ipotetici nemici; sviluppò inoltre un'insana piromania.
Per volere del padre, Aerys sposò sua sorella, Rhaella, verso la quale era a dir poco crudele.
Per oltre un ventennio, Aerys ebbe come Primo Cavaliere lord Tywin Lannister, che era stato il suo migliore amico e fin dall'infanzia  l'aveva nominato cavaliere durante la Guerra dei Re da Nove Soldi, nei cui confronti provava un'invidia tale che rifiutò sua figlia Cersei come promessa sposa per il suo primogenito, Rhaegar, e nominò suo figlio, ser Jaime, membro della Guardia Reale, solo per privare Tywin del suo erede.
Quando fece uccidere Rickard Stark e suo figlio Brandon, in seguito al "rapimento" di Lyanna Stark (promessa sposa di Robert Baratheon) ad opera di suo figlio Rhaegar, Eddard Stark, Jon Arryn e Robert fecero scoppiare la rivolta.
Appresa la morte del proprio primogenito nella Battaglia del Tridente e della conseguente disfatta del suo esercito, Aerys ordinò di bruciare Approdo del Re, pur di non lasciare la città in mano ai nemici, ma fu ucciso a tradimento da Jaime Lannister, nonostante questi facesse parte della sua Guardia Reale e avesse giurato di difenderlo con la vita.

#### Rhaella Targaryen
(245/246 - 284 C.A)
Figlia secondogenita di re Jaehaerys II e di Shaera, Rhaella fu l'ultima donna della sua dinastia ad essere nominata regina.
Secondo ser Barristan Selmy, storico alleato della Casa Targaryen, Rhaella fu in gioventù molto innamorata, e ricambiata, di ser Bonifer Hasty. Tuttavia, il lignaggio del ragazzo non era abbastanza prestigioso affinché potesse prendere la mano della principessa.
Per volere del padre, Rhaella fu costretta a sposare suo fratello maggiore, Aerys. Alla loro cerimonia di nozze, ser Barristan li descrisse molto freddi e distaccati l'uno dall'altra.
La nolente vita matrimoniale di Rhaella fu molto infelice: i due coniugi dormivano in camere separate, Aerys era un marito fedifrago e anaffettivo e, con il passare del tempo, iniziò ad abusare sessualmente di lei, specialmente dopo aver giustiziato qualcuno al rogo, e la confinò nei suoi appartamenti nel Fortino di Maegor, sempre sorvegliata a vista.
Rhaella ed Aerys vennero nominati sovrani quando il loro padre, Jaehaerys II, morì di malattia.
In precedenza, quando era solo una principessa, Rhaella si ritrovò coinvolta nell’incendio di Sala dell’Estate e, presente sul luogo in fiamme, partorì il suo primogenito, Rhaegar. Per i dieci anni a seguire, la donna subì diversi aborti spontanei e dette alla luce altrettanti figli che perirono in fasce, redarguita costantemente dal marito, che la incolpava delle loro morti. Nato il secondogenito, Viserys, la paranoia del sovrano nei suoi confronti accrebbe ulteriormente, in quanto Aerys pensava che anche quel figlio potesse morire da un momento all’altro.
Poco prima che Rhaella fosse spedita a Roccia del Drago insieme al figlio Viserys, dopo lo scoppio della Rivolta dell’Usurpatore, ella fu brutalmente violentata da Aerys. L'allora giovane Jaime Lannister tentò invano di accorrere in soccorso della regina quando sentì le sue grida, ma il suo superiore, Jonothor Darry, gli impedì di prendere qualunque iniziativa. Quando le sue ancelle si occuparono di lei, poco dopo lo stupro, il corpo di Rhaella era ricoperto di graffi, ustioni e segni di morsi.
La regina Rhaella trascorse i suoi ultimi mesi di vita insieme al suo secondogenito, Viserys, a Roccia del Drago, dove condusse la gravidanza sopraggiunta allo stupro subito; laggiù diede alla luce Daenerys e morì stremata dopo il parto.

### Quattordicesima Generazione D.C.

#### Rhaegar Targaryen
(259 - 283 D.C.)
Figlio primogenito di re Aerys II e di Rhaella, Rhaegar fu il Principe di Roccia del Drago ed erede al Trono di Spade.
Di gran lunga uno dei personaggi più enigmatici della saga, Rhaegar era estremamente intelligente e studioso, ma di indole tendenzialmente malinconica; eccelleva in ogni disciplina, dalle arti musicali a quelle militari, ma si dedicò a queste ultime solo dopo aver letto, durante i suoi studi, una profezia che influenzò tutta la sua vita e che rimane tuttora un mistero, secondo la quale sarebbe dovuto divenire un guerriero. La sua grande passione, tuttavia, rimase la sua arpa, con la quale componeva bellissime canzoni.
Rhaegar viene descritto come un giovane bellissimo, alto e snello e con una voce metallica; aveva inoltre capelli argentati ed occhi viola scuro.
Il giovane principe servì come scudiero insieme a Jon Connington e nominò cavalieri Myles Mooton, Richard Lonmouth e Gregor Clegane.
Molte nobili fanciulle dei Sette Regni erano infatuate di Rhaegar, inclusa un’ancora bambina Cersei Lannister, che sognava di diventarne la regina secondo i piani di suo padre, lord Tywin Lannister (Primo Cavaliere del re). Re Aerys, tuttavia, rifiutò di combinare questo matrimonio per fare uno sgarbo al suo stesso Primo Cavaliere, con il quale era in crescente conflitto: il principe non era cieco davanti alla graduale follia del padre e i rapporti tra i due divennero estremamente tesi, tanto che la corte si divise tra il principe e il re.
Alla fine, per volere del padre, Rhaegar sposò Elia Martell, principessa di Dorne, dalla quale ebbe due figli, Rhaenys ed Aegon; sebbene la coppia sembrasse felice, Rhaegar nutriva un affetto sostanzialmente spirituale nei confronti della moglie: comprese ciò quando, in occasione del Torneo di Harrenhal, incontrò Lyanna Stark e, vinto il torneo, contro ogni aspettativa, prese la corona di rose d'inverno destinata alla "Regina d'Amore e di Bellezza" e la donò alla giovane Stark invece che alla moglie, facendo scalpore.
Un anno dopo, sia Rhaegar che Lyanna scomparvero: il fratello maggiore di Lyanna, Eddard, insieme all'amico Robert Baratheon (promesso sposo della ragazza) e al loro mentore, Jon Arryn, ritennero che il principe Rhaegar avesse rapito la ragazza e ciò fece scoppiare la rivolta contro la casa reale.
Durante i primi mesi della Ribellione, il principe fu introvabile, finché non tornò ad Approdo del Re per convincere il padre Aerys a chiedere aiuto a Tywin Lannister. In seguito, Rhaegar partì per la Battaglia del Tridente, in cui perse la vita contro Robert, che alla morte di Aerys si impossessò dei Sette Regni, mentre Lyanna fu ritrovata morente da Eddard nella Torre della Gioia, situata a Dorne.
La moglie di Rhaegar, la principessa Elia, e i suoi piccoli figli, Rhaenys ed Aegon, furono invece brutalmente uccisi da Gregor Clegane ed Amory Lorch, per ordine di Tywin Lannister.
Nella serie televisiva Il Trono di Spade compare in un fugace flashback di Bran nell'ultimo episodio della settima stagione, dov'è interpretato dall'attore Wilf Scolding.

#### Shaena Targaryen
(267 C.A)
Una degli eredi morti prematuramente di re Aerys II e Rhaella. Sarebbe stata la figlia secondogenita.
La bambina morì alla nascita.

#### Daeron Targaryen
(269 D.C.)
Uno degli eredi morti prematuramente di re Aerys II e Rhaella. Sarebbe stato il figlio terzogenito.
Daeron muore dopo circa sei mesi dalla nascita.

#### Aegon Targaryen
(272 D.C.)
Uno degli eredi morti prematuramente di re Aerys II e Rhaella. Sarebbe stato il figlio quartogenito.
Aegon nasce prematuro di due mesi e muore l'anno seguente. Il padre interpretò la prematura morte del bambino come un castigo divino verso la presunta infedeltà della moglie, che lo avrebbe concepito con un altro uomo.

#### Jaehaerys Targaryen
(274 D.C.)
Uno degli eredi morti prematuramente di re Aerys II e Rhaella. Sarebbe stato il figlio quintogenito.
Jaeheaerys muore alcuni mesi dopo la sua nascita, che per un po' aveva rasserenato il Re Folle, il quale vedeva in lui una seconda possibilità per riscattarsi dai suoi errori.
La scomparsa del bambino porta il sovrano a far giustiziare la sua stessa balia senza un preciso motivo; in seguito, Aerys si convince del fatto che Jaehaerys fosse stato avvelenato da una delle sue amanti, che viene perseguitata, torturata e fatta giustiziare insieme alla sua famiglia. Sebbene i parenti dell’amante del re diedero versioni discordanti, non sarà mai chiarito se il bambino fosse stato davvero assassinato o meno.
Il Re Folle decise infine di auto-infliggersi una serie di penitenze: digiunò per due settimane, camminò sino al Tempio di Baelor e pregò con l'Alto Septon, giurando a se stesso di non commettere mai più adulterio, rimanendo fedele a Rhaella.

#### Re Viserys III Targaryen “Il Re Mendicante”
(275 - 298 D.C.)
Vedi Membri della casata.

#### Regina Daenerys I Targaryen "Nata dalla Tempesta"
(284 - In vita D.C.)
Vedi Membri della casata

### Quindicesima Generazione D.C.

#### Rhaenys Targaryen
(279 - 283 D.C.)
Figlia primogenita di Rhaegar ed Elia Martell, Rhaenys aveva i capelli riccioluti e scuri e la carnagione olivastra della madre.
Alla vigilia della rivolta di Robert Baratheon, Rhaenys, sua madre e suo fratello Aegon vennero tenuti in ostaggio presso la Fortezza Rossa da re Aerys II, per assicurarsi che i Martell non si ribellassero a lui.
Quando l'esercito dei Lannister irruppe nel castello, ser Amory Lorch e Gregor Clegane intercettarono la famiglia di Rhaegar per ucciderla su ordine di lord Tywin Lannister, al fine di conquistarsi l'appoggio del ribelle Robert Baratheon.
Rhaenys provò a nascondersi sotto il letto dei suoi genitori, quando ser Lorch la trovò e la pugnalò a morte.

#### Aegon Targaryen
(282 - In vita? D.C.)
Vedi Membri della casata.

#### Rhaego
(298 D.C.)
Vedi Membri della casata.